# Gdynia
Gdyniaⓘ (em cassúbio: Gdiniô, em alemão: Gdingen) é uma cidade com direitos de condado no norte da Polônia, na voivodia da Pomerânia, situada no mar Báltico, na costa de Gdansk e na região dos lagos da Pomerânia Oriental. Faz parte da Tricidade (com Gdansk e Sopot) e, portanto, é uma das cidades centrais da aglomeração da Tricidade. Em 31 de dezembro de 2024, Gdynia tinha 240 554 habitantes (décimo segundo lugar na Polônia). Após a nova divisão das parcelas de terra marítimas, sua área aumentou para 391,5 km² (anteriormente 135,1 km²), 66% dos quais cobrem a área marítima. É a cidade não marítima mais populosa da Polônia.
Os direitos de cidade de Gdynia foram concedidos em 4 de março de 1926. O impulso para o desenvolvimento da cidade foi a construção do porto, construído para fornecer à Polônia acesso a rotas marítimas e uma base naval diante da situação incerta na Cidade Livre de Gdansk. O rápido fluxo de pessoas e o desenvolvimento dinâmico do porto fizeram com que, em cerca de doze anos após a concessão dos direitos de cidade, Gdynia se transformasse de uma vila de pescadores em uma cidade com uma população de quase 130 mil habitantes (1939).

## Localização

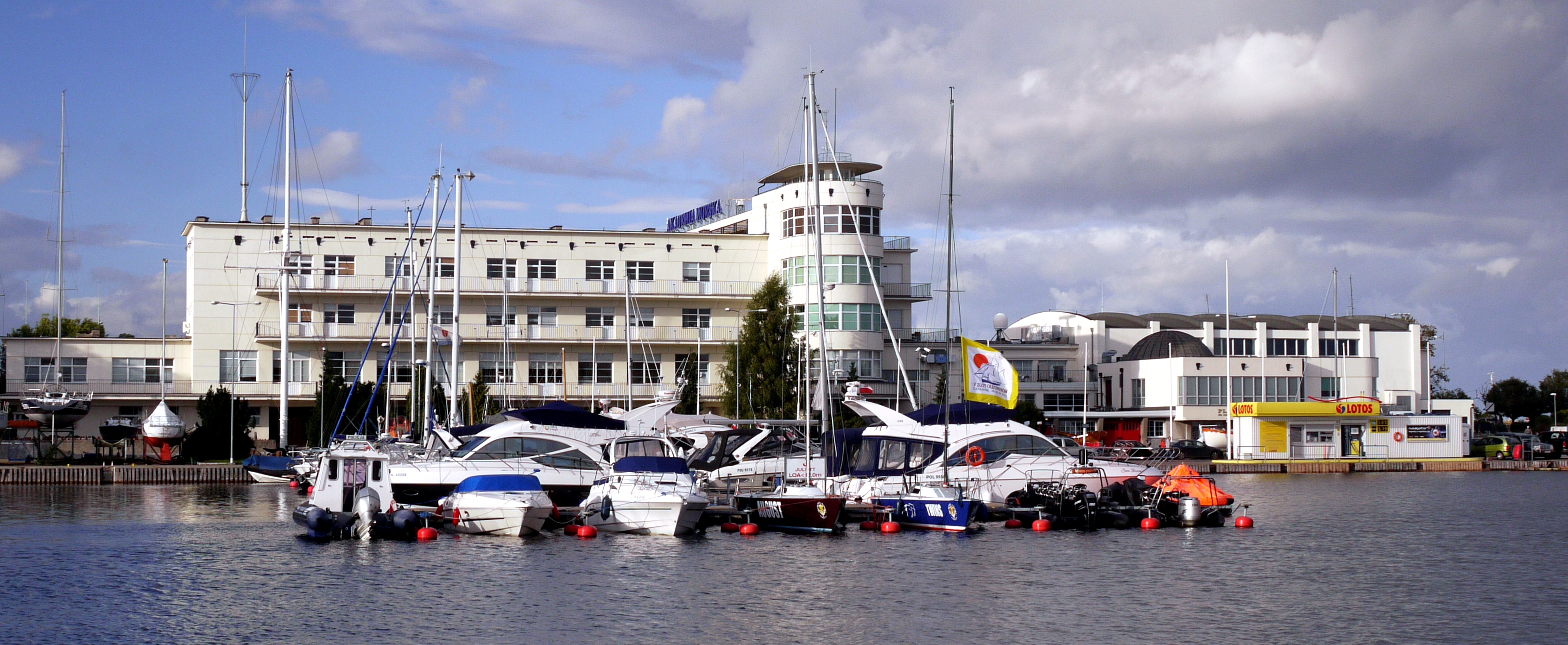
A Casa do Marinheiro Polonês, construída em 1937, é um exemplo perfeito do modernismo característico da Gdynia pré-guerra

Gdynia faz fronteira com os condados de Kartuzy, Puck e Wejherowo e com as cidades de Gdansk e Sopot. Os pequenos rios Kacza e Chylonka atravessam a cidade. Gdynia está classificada em segundo lugar em termos de população na voivodia da Pomerânia, em 12.º lugar em termos de população e em 3.º lugar em termos de área na Polônia. A área da cidade é de 391,5 km². O ponto mais baixo é a superfície da água da baía de Gdańsk — 0 m acima do nível do mar. A elevação mais alta é a colina Donas, a 206,5 m acima do nível do mar.

### Clima
Conforme a classificação climática de Köppen-Geiger, Gdynia situa-se na zona Cfb − clima temperado oceânico, modificada pela influência da vizinhança imediata do mar Báltico. Dependendo da época do ano, o mar aumenta ou diminui a temperatura do ar em relação ao interior, ou seja, quando a temperatura do mar é mais alta do que a do ar, ele aquece a atmosfera, liberando calor, e vice-versa. A temperatura média em janeiro é de -0,5 e em julho é de 18,3, enquanto a média anual é de 8,8. A cidade é um dos lugares mais ensolarados da Polônia, especialmente em maio e junho, quando a insolação média é de 20,66 MJ/m². Ela também apresenta valores mais altos em termos de umidade, que fica em torno de 82% nos meses de inverno, enquanto os valores mais baixos são registrados em junho, com 73%, e também há um número maior de dias com neblina. Durante o período anual, o nível médio mais alto de nebulosidade diária ocorre entre novembro e fevereiro, e o mais baixo em maio e junho. Isso faz com que Gdynia seja semelhante às condições encontradas no restante da Polônia. Em termos de precipitação, a maior é em julho, com 98 mm, e a menor em fevereiro, com 46 mm. A localização na sombra de precipitação da região dos lagos da Pomerânia significa que a precipitação total anual é cerca de 792 mm. Os ventos geralmente sopram do oeste e do sudoeste, mostrando grande variabilidade na direção e na velocidade, com uma circulação de brisa particularmente perceptível na primavera. As seguintes áreas podem ser distinguidas devido à variação do relevo e das construções presentes:
- Mesoclima do planalto de Gdansk,
- Mesoclima da zona de borda do planalto de Gdansk,
- Mesoclima da parte oriental do Vale Proglacial Cassubiano.

Em 17 de janeiro de 1931, a pressão mais baixa da Polônia foi registrada em Gdynia — 960,2 hPa.
| Dados climatológicos para Gdynia | Dados climatológicos para Gdynia | Dados climatológicos para Gdynia | Dados climatológicos para Gdynia | Dados climatológicos para Gdynia | Dados climatológicos para Gdynia | Dados climatológicos para Gdynia | Dados climatológicos para Gdynia | Dados climatológicos para Gdynia | Dados climatológicos para Gdynia | Dados climatológicos para Gdynia | Dados climatológicos para Gdynia | Dados climatológicos para Gdynia | Dados climatológicos para Gdynia |
| Mês                              | Jan                              | Fev                              | Mar                              | Abr                              | Mai                              | Jun                              | Jul                              | Ago                              | Set                              | Out                              | Nov                              | Dez                              | Ano                              |
| -------------------------------- | -------------------------------- | -------------------------------- | -------------------------------- | -------------------------------- | -------------------------------- | -------------------------------- | -------------------------------- | -------------------------------- | -------------------------------- | -------------------------------- | -------------------------------- | -------------------------------- | -------------------------------- |
| Temperatura máxima média (°C)    | 1,2                              | 2,0                              | 5,5                              | 10,7                             | 15,6                             | 18,9                             | 21,2                             | 21,2                             | 17,4                             | 12,0                             | 7,1                              | 3,3                              | 11,3                             |
| Temperatura média (°C)           | −0,5                             | 0,0                              | 2,7                              | 7,2                              | 12,1                             | 15,7                             | 18,3                             | 18,2                             | 14,6                             | 9,7                              | 5,4                              | 1,8                              | 8,8                              |
| Temperatura mínima média (°C)    | −2,2                             | −2,0                             | −0,1                             | 3,5                              | 8,2                              | 12,1                             | 15,0                             | 15,1                             | 11,9                             | 7,5                              | 3,7                              | 0,1                              | 6,1                              |
| Precipitação (mm)                | 55                               | 46                               | 50                               | 48                               | 66                               | 77                               | 98                               | 86                               | 75                               | 70                               | 60                               | 61                               | 792                              |
| Dias com precipitação            | 10                               | 9                                | 9                                | 7                                | 8                                | 10                               | 11                               | 10                               | 9                                | 10                               | 10                               | 10                               | 113                              |
| Umidade relativa (%)             | 83                               | 83                               | 79                               | 75                               | 74                               | 73                               | 77                               | 76                               | 77                               | 80                               | 85                               | 84                               | 78,8                             |
| Fonte: 2024-03-11                |                                  |                                  |                                  |                                  |                                  |                                  |                                  |                                  |                                  |                                  |                                  |                                  |                                  |

| Jan | Fev | Mar | Abr | Mai  | Jun  | Jul  | Ago  | Set  | Out  | Nov | Dez | Ano  |
| --- | --- | --- | --- | ---- | ---- | ---- | ---- | ---- | ---- | --- | --- | ---- |
| 3,2 | 2,7 | 2,2 | 4,5 | 10,0 | 14,9 | 18,4 | 19,1 | 17,3 | 13,2 | 9,6 | 5,9 | 10,0 |

## Toponímia
Assim como a vizinha Gdansk e a Gdów da Pequena Polônia, o nome deriva da raiz protoeslava *gъd, que significa “molhado, úmido, pantanoso” e, ao mesmo tempo, “coberto de vegetação” (lituano gudē, croata gdinjica = “pequena floresta”, município sérvio de Gacka, em De administrando imperio Gutzeka, de Constantino VII Porfirogênito, latim Goduscani, município croata Gacko habitado pela tribo dos guduscanos, nas crônicas francas natio Guduscanorum sob o governo do duque Borna dux Guduscanorum, e vários nomes locais na Sérvia Gacko [Gъd-ьsko], o nome de um rio na Eslovênia Gacka, croata Gdinj em Hvar, Dinjiška na Dalmácia, tcheco Kdyně, alemão Gedein).
O nome aparece pela primeira vez por escrito em 1253 como Gdina, em 1570 como Gdigna (gn = ń) e mais tarde já germanizado como Gdingen. Entre os séculos XIV e XVI, o sufixo pomerano –ino foi adicionado, Gdynino em 1365, Gdinino em 1534 — talvez com a pronúncia cassubiana. É um nome topográfico com a estrutura Gd-ynia, *gъd + o sufixo arcaico -ynia no significado locativo de um lugar onde a terra é úmida, pantanosa (compare Kcynia, Lutynia, o nome do rio Radynia ou o croata Gdinj < Gdinja). O significado locativo do sufixo -ynia é aproximado pelas palavras polonesas pustynia = “lugar vazio, sem floresta”, świątynia, jaskinia, etc.
Os seguintes navios e embarcações levam ou levaram o nome da cidade:
- ORP “Gdynia” — navio de cruzeiro, às vésperas da Segunda Guerra Mundial incorporado à Marinha como um navio-base;
- ORP “Gdynia” — navio de passageiros, em 1939–1941 na Marinha;
- ORP “Gdynia” — navio lança-mísseis que serviu na Marinha de 1965 a 1989;
- M/V “Gdynia” — navio de contêineres, de propriedade do armador Euroafrica, de Szczecin. Atualmente, o navio, convertido em um transportador de cimento, navega com o nome de M/V Cemisle.

## História

### Idade Média: entre a propriedade cisterciense e a propriedade cavalheiresca

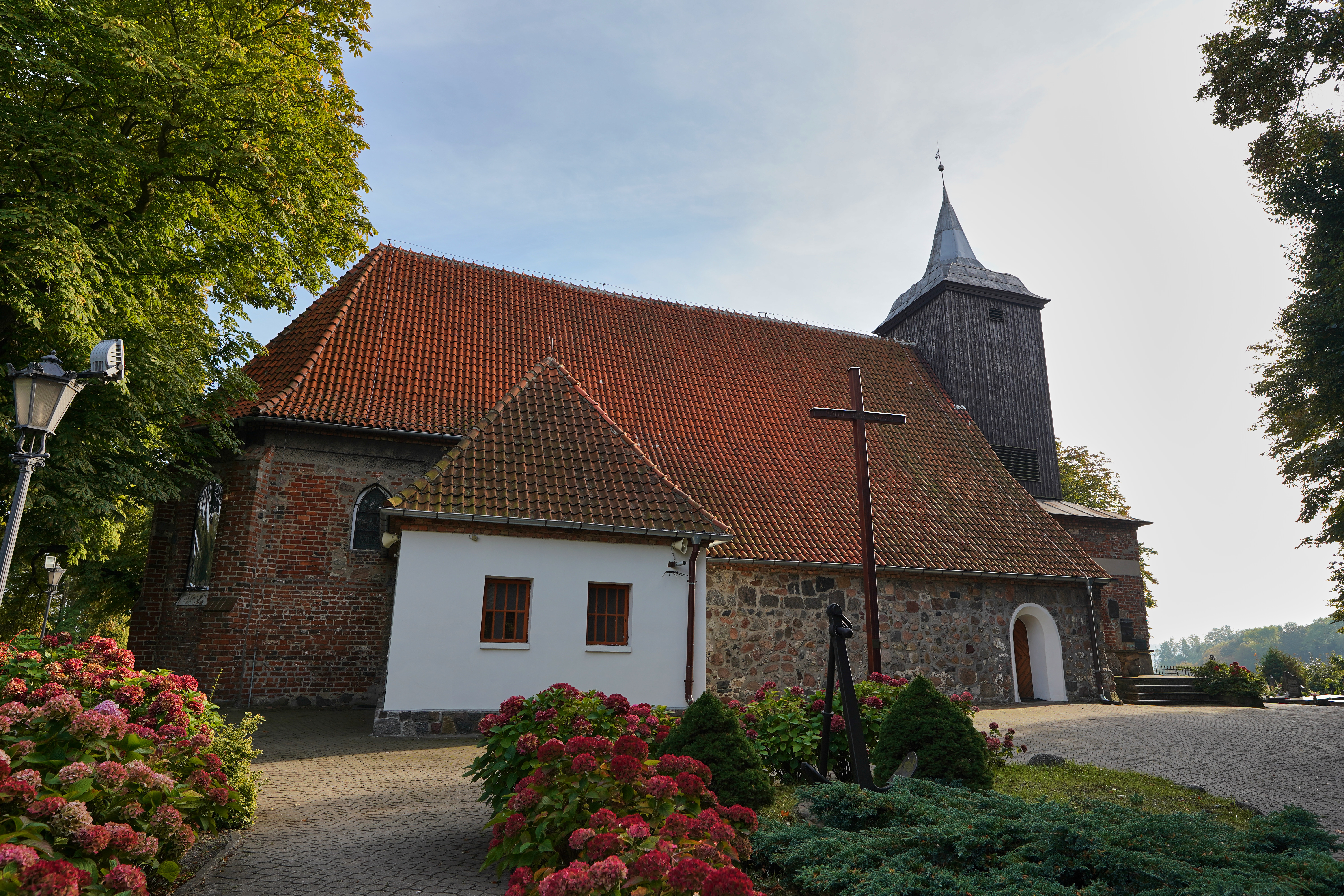
Oksywie, igreja paroquial (vista contemporânea)

As origens de Gdynia são desconhecidas. Ela foi mencionada pela primeira vez em um documento do bispo Wolimir de Włocławek em 1253; ele resolveu uma disputa territorial entre os párocos de Rumia e Oksywie. Sob o nome de Gdina, a aldeia foi listada como parte da paróquia de Oksywie; nenhuma outra informação sobre a aldeia foi fornecida no documento. Oksywie foi a primeira aldeia a fazer parte de Gdynia no século XXI, mencionada em documentos; em 1209, o Duque Mściwój I doou Oksywie — listada sob o nome “Oxhoft” — para a Ordem Norbertina em Żukowo.

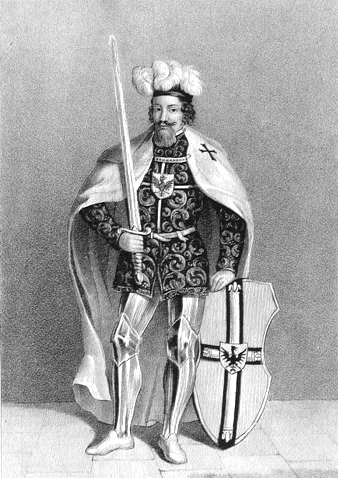
Winrich von Kniprode

A questão da sujeição feudal da vila no período medieval não é clara. Segundo algumas fontes, em meados do século XIII, a vila de Gdynia e as vilas ao sul dela, que agora fazem parte da cidade, pertenciam ao mosteiro cisterciense em Oliwa e, no decorrer do século seguinte, com base em um mecanismo desconhecido, um rico nobre da Pomerânia, Jan de Różęcin (hoje Rusocin), neto do castelão de Puck, Wojsław de Różęcin, tornou-se seu proprietário. Outros autores, por outro lado, acreditam que Gdynia era originalmente uma propriedade ducal, entregue aos Rusocińskis na virada dos séculos XIII e XIV; a partir de então, permaneceu como propriedade de uma família de cavaleiros por cerca de 100 anos, até ser herdada por outro representante da família Rusocińskis, precisamente Jan de Różęcin.
Em 1365, Gdynia recebeu um privilégio de fundação sob a lei de Chelmno das mãos do Grão-Mestre Winrich von Kniprode (desde 1308 a Pomerânia pertencia à Ordem Teutônica). O governo local era exercido por dois representantes da comunidade local, obrigados a trabalhar a cavalo, todos os agricultores ricos eram obrigados a pagar um imposto e uma anuidade de produtos para a mansão, e o direito de pescar no mar também estava sujeito ao pagamento de uma taxa. Na década de 1380, Jan de Różęcin, com o consentimento da administração dos Cavaleiros Teutônicos, fundou um mosteiro nas florestas cassubianas, para o qual trouxe a Ordem dos Cartuxos; com o tempo, Kartuzy seria fundada no local. Em 1382, Jan fez outra doação e entregou Gdynia aos cartuxos que haviam sido trazidos para lá. As terras pertencentes à vila naquela época, com os terrenos baldios, totalizavam cerca de 680 ha.

### Período moderno: sob o domínio dos cartuxos

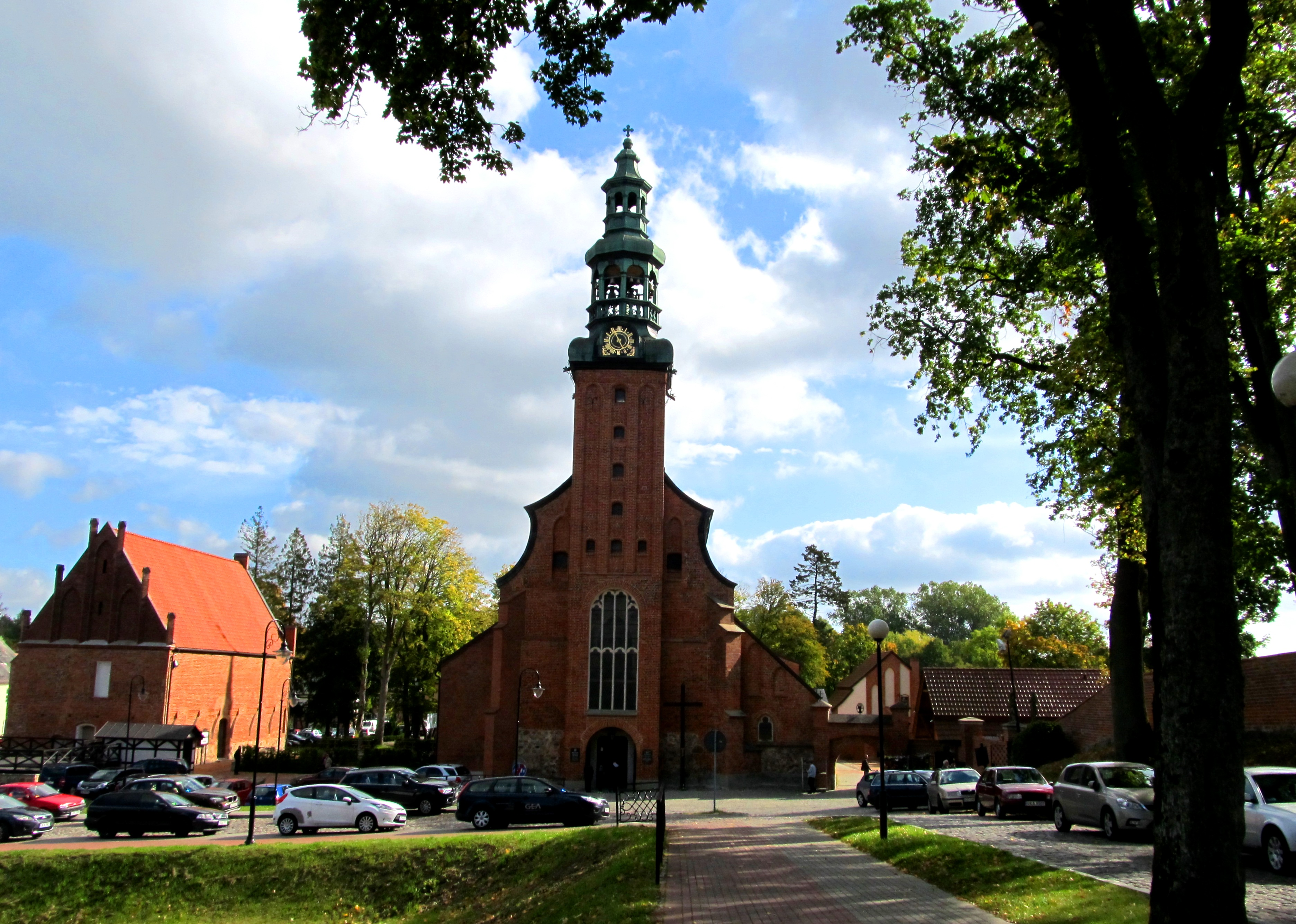
Igreja colegiada e mosteiro cartuxo, Kartuzy (vista contemporânea)

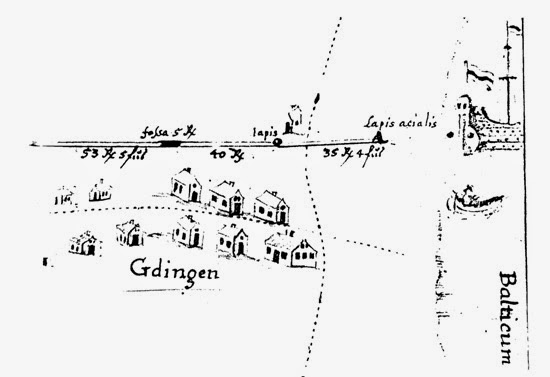
Primeira planta conhecida de Gdynia, 1731

Do final do século XIV até o final do século XVIII, durante os 400 anos seguintes, Gdynia foi uma propriedade monástica pertencente aos cartuxos; a vila pagava a eles um aluguel anual, outras taxas e era obrigada a fazer o trabalho de construção e reparação de estradas, pontes, aterros, proteção contra inundações e instalações de água. O retorno à Polônia após 1466 não mudou a situação. Os inventários realizados esporadicamente pelos cartuxos mostram que o tamanho de Gdynia também não mudou muito nos séculos seguintes: inventários únicos dos séculos XVI, XVII e XVIII mostram o número de 7 a 8 agricultores ricos e um número semelhante de colonos (provavelmente em torno de 100 a 120 habitantes no total). Estudos anteriores afirmaram que os cartuxos trouxeram colonos alemães e que geralmente nomeavam um representante da comunidade local dentre eles, mas trabalhos posteriores não repetem essa tese. De meados do século XVII até a queda da República das Duas Nações, o representante da comunidade local pertenceu a sucessivos membros da família Blumhoff.
Desde a Idade Média, havia pousadas no vilarejo; o representante da comunidade local era geralmente o dono da pousada. Mais tarde, os cartuxos também construíram sua própria pousada no vilarejo, bem como uma fábrica de tijolos, que eles alugavam; no entanto, ela funcionou por um período relativamente curto. Eles também ampliaram a área de Gdynia, acrescentando a área dos prados vizinhos à área do vilarejo. O vilarejo existente de Grabówek incluía 6 włók (aproximadamente 100 hectares) de floresta para fins de combustível e construção. Uma fazenda senhorial do monastério funcionava nas chamadas Colinas de Gdynia (hoje Kamienna Góra), e o monastério estabeleceu um pomar nas colinas ao sul da aldeia.  O campo vizinho, que mais tarde se tornaria parte da cidade de Gdynia, também era, em sua maior parte, propriedade de instituições da igreja.
Em 1634, o Hetman Stanisław Koniecpolski e o então engenheiro militar Jan Pleitner propuseram ao rei Ladislau IV Vasa a construção de um porto de guerra em Gdynia; esse plano não foi realizado. O episódio mais trágico da história do vilarejo até o momento foram as batalhas travadas em 1734 entre os partidários de Estanislau Leszczyński e Augusto III da Polônia. Durante a campanha contra Gdansk, onde Leszczyński havia se refugiado, as tropas russas incendiaram quase todas as casas de Gdynia: o salão do vilarejo, 7 propriedades de burgueses, 5 propriedades e 8 outros edifícios, reconstruídos posteriormente em condições difíceis de inverno. Os cartuxos isentaram a vila de quaisquer aluguéis, contribuições e impostos por três anos. Nos anos seguintes, foi registrado um declínio acentuado na população da aldeia.

### Século XIX: governo prussiano

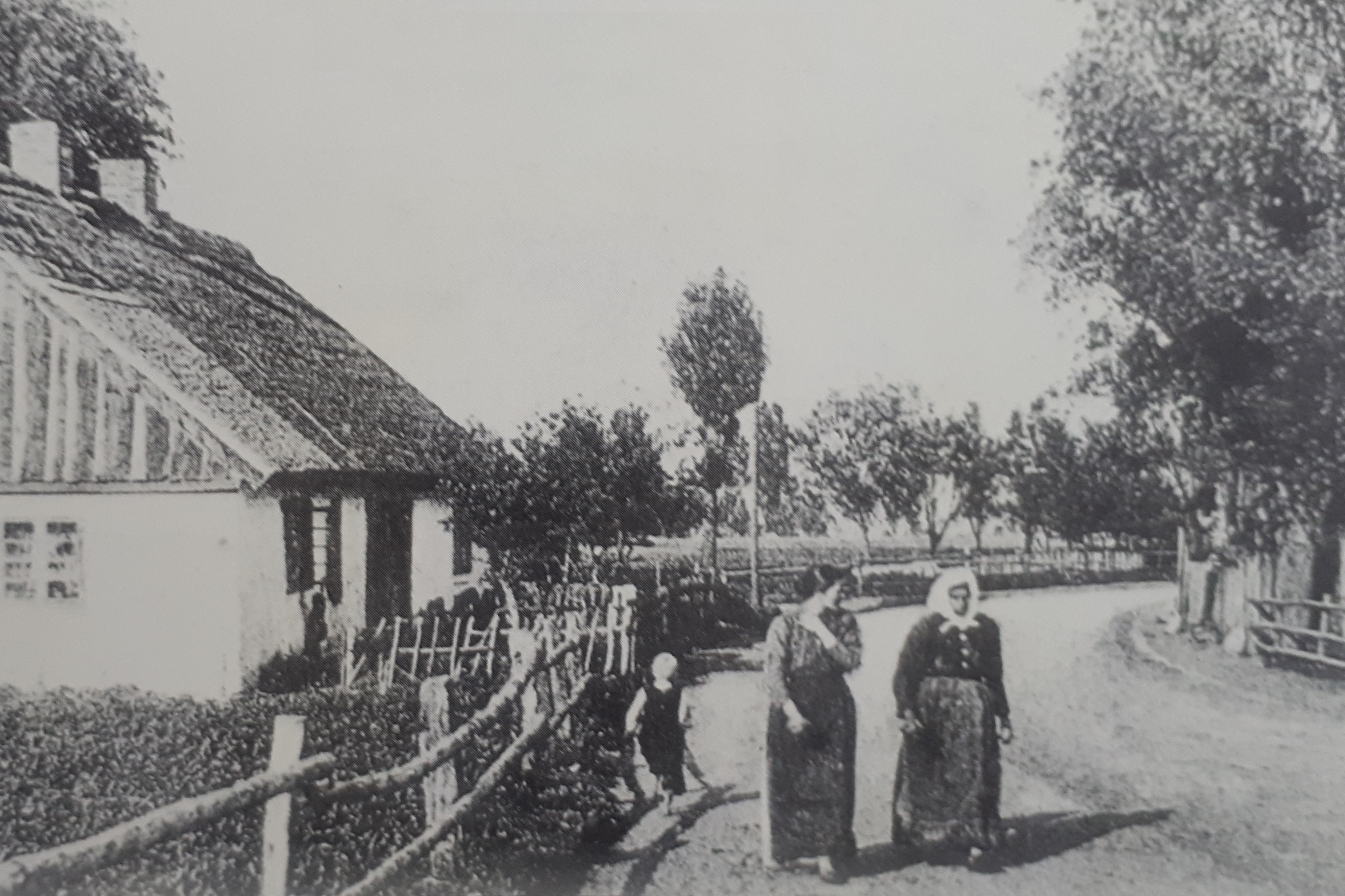
Gdynia, século XIX

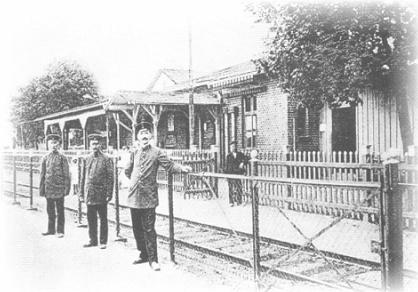
Parada Gdingen

A Prússia ocupou a Pomerânia e Gdynia como parte da Primeira Partição da Polônia em 1772. Quase imediatamente após estabelecer sua própria administração, os cartuxos foram expropriados por um decreto especial, e Gdynia tornou-se domínio da câmara real. O primeiro censo oficial realizado na época mostrou 71 habitantes e 7 łans (cerca de 126 hectares) de terra cultivada. O censo seguinte, da década de 1880, mostrou 154 habitantes (incluindo 152 católicos) vivendo em 21 casas. O motivo da duplicação da população em 10 a 15 anos é desconhecido.
As primeiras décadas do século XIX trouxeram mudanças agrárias significativas. A antiga mansão do monastério, que se tornou propriedade hereditária do general von Kauffberg, foi excluída do vilarejo; vendida, ela passou para sucessivas mãos ao longo do tempo. A maioria da área rural comum (principalmente prados, pastagens, charnecas) foi removida e dividida entre os camponeses, que gradualmente começaram a se apropriar das fazendas e das terras como parte do chamado caminho prussiano para o capitalismo. A aldeia era hereditária e, desde o final do século XVIII, pertencia à família Kurr. A partir da década de 1820, uma estrada aberta pelo governo levava ao norte de Gdansk, passando pela borda de Gdynia. Na terceira década do século, a população da aldeia era de cerca de 200 habitantes. Em meados do século XIX, os resquícios das instituições pós-feudais haviam desaparecido completamente e a agricultura de Gdynia funcionava com base em uma economia monetária de dinheiro-mercadoria.
Em 1870, uma linha ferroviária foi construída nas proximidades da extremidade oeste da vila, ligando Gdansk a Szczecin. Naquela época, não havia parada em Gdynia. Na virada da década, as autoridades prussianas realizaram uma reforma administrativa, criando a comunidade rural (Landgemeinde) de Gdynia; além do vilarejo de Gdynia, ele incluía vilarejos e colônias vizinhas, como Grabówek (a noroeste) e Świętojańskie (ao sul). A Landgemeinde Gdingen fazia parte do distrito administrativo (Amtbezirk) de Chylonia, que, por sua vez, estava subordinada ao condado (Kreis) de Wejherowo (depois de 1884, brevemente ao condado de Puck); esta fazia parte da regência (Regierunsbezirk) de Gdansk, e esta fazia parte da província (Provinz) da Prússia Ocidental. Naquela época, todo a comunidade rural de Gdynia tinha 1 174 habitantes, conforme o censo oficial. Em 1894, uma parada de trem foi instalada no vilarejo.

### Início do século XX:Ostseebad GdingenouEnseada de Deus

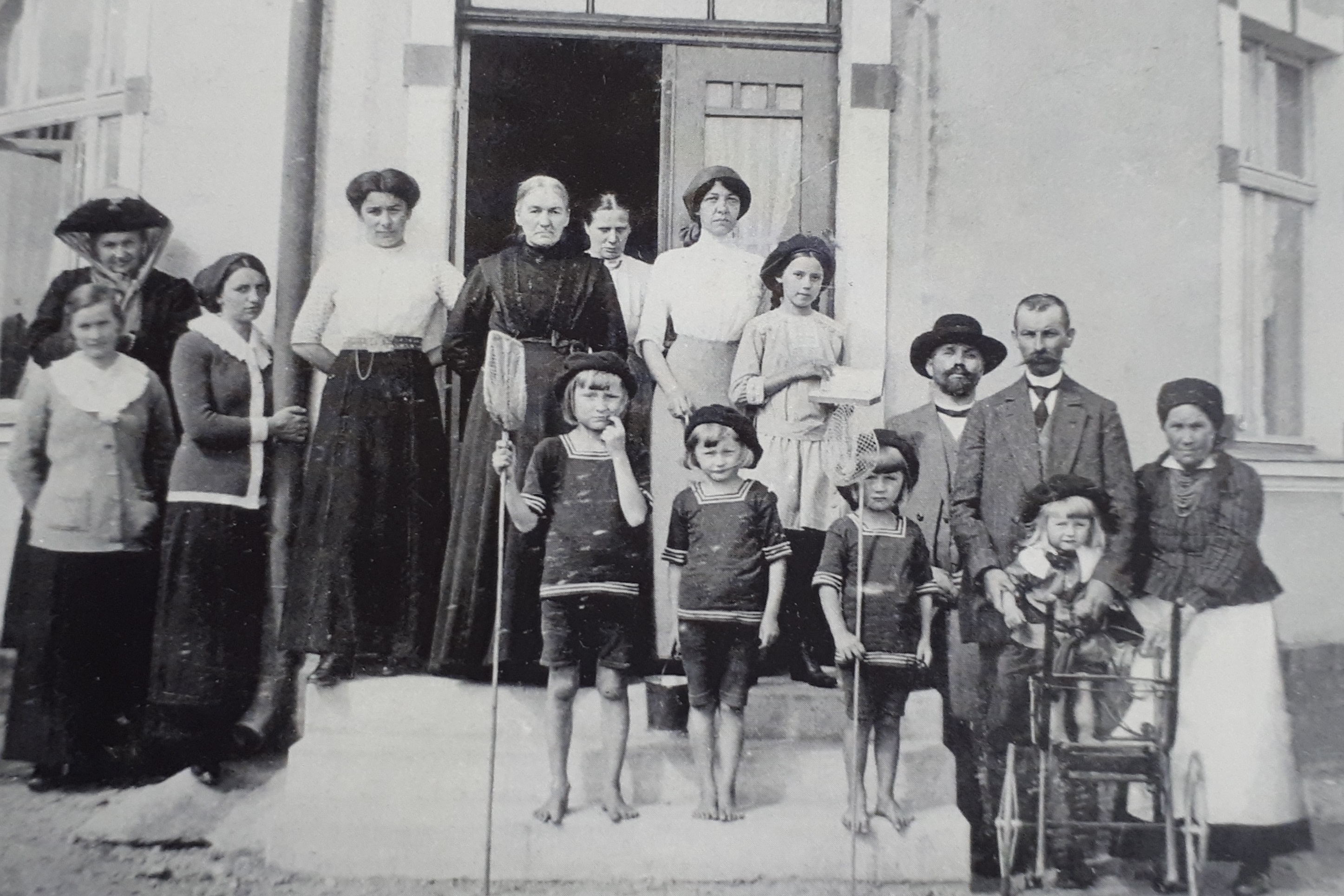
Moradores locais e visitantes de verão

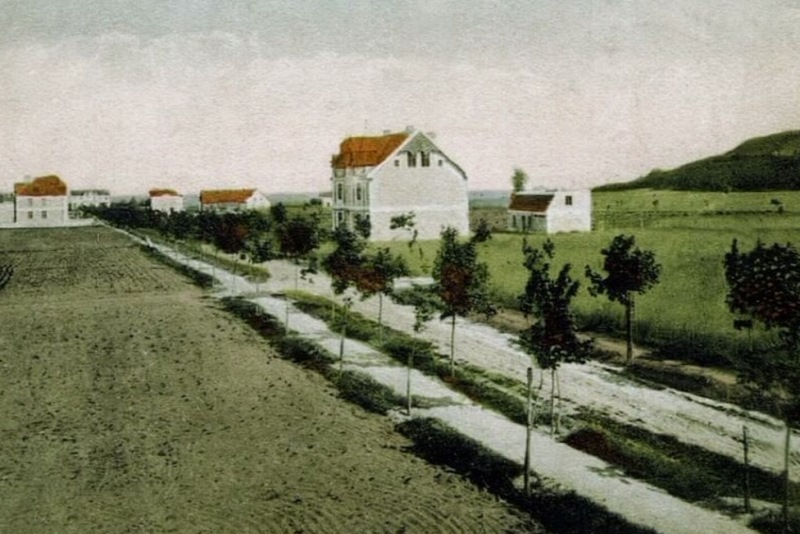
Kurhausallee

O censo de 1905 mostrou uma população de 1 229 habitantes na comuna rural de Gdynia (68% católicos e 32% evangélicos); o vilarejo em si tinha 895 habitantes e 101 casas. A estrutura ocupacional é desconhecida e não se sabe qual proporção vivia principalmente da pesca. É provável que um grupo considerável fosse de funcionários de indústrias locais (2 a 3 fábricas de tijolos, serrarias, um forno de cal, um moinho) e oficinas (construção de barcos, ferraria). O trabalho era fornecido pelas ferrovias e serviços (três pousadas, um matadouro, transporte). O crescente setor de serviços turísticos também estava começando a desempenhar um papel significativo. Não se sabe qual a proporção da população que vivia principalmente da agricultura; alguns dizem que a maioria. Alguns fazendeiros estavam mais próximos da condição de proprietários de terras do que de camponeses. Havia lojas, duas escolas (católica e evangélica) e uma agência dos correios (na escola) no vilarejo, embora não houvesse delegacia de polícia (a mais próxima ficava em Chylonia) ou igreja (a paróquia ficava em Oksywie há séculos). Embora fosse maior do que eles, Gdynia era considerada um vilarejo pobre pelos habitantes dos vilarejos vizinhos, e comentários depreciativos eram feitos sobre seus habitantes.
Nas duas primeiras décadas do século XX, o vilarejo começou a assumir um caráter de férias no verão; cerca de 500 visitantes iam a Gdynia todos os anos. Em 1904, a recém-fundada Ostseebad-Genossenschaft Gdingen construiu uma espaçosa Kurhaus. Uma segunda rua, depois da sinuosa Altdorferstrasse, passava direto pelos prados de Kurhausallee até a estação de trem. Ao longo dela e nos arredores, várias casas de veraneio foram construídas por membros da burguesia de Gdansk ou Sopot. Alguns moradores locais também começaram a reformar suas casas, acrescentando pisos e varandas de verão. Em 1906, a prefeitura construiu banheiros de madeira na praia. Navios de excursão de Gdansk começaram a chegar ao píer de pesca. As carruagens puxadas por cavalos que transportavam visitantes de verão de Sopot raramente visitavam Gdynia; na maioria das vezes, elas chegavam apenas à mansão em Adlerhorst/Orłowo, onde uma casa de tratamento de saúde particular funcionava desde meados do século XIX. Na segunda década do século XX, o escritor Adolf Nowaczyński, o ativista da independência polonesa, Wacław Sieroszewski e o compositor Feliks Nowowiejski, entre outros, descansaram em Gdynia, e os relatos dos visitantes de verão apareceram nos jornais das três anexações. O termo “Enseada de Deus” tornou-se muito difundido nos relatos poloneses. Surgiram os primeiros cartões postais alemães com a imagem de Gdynia.

### Relações de nacionalidade durante a Grande Guerra

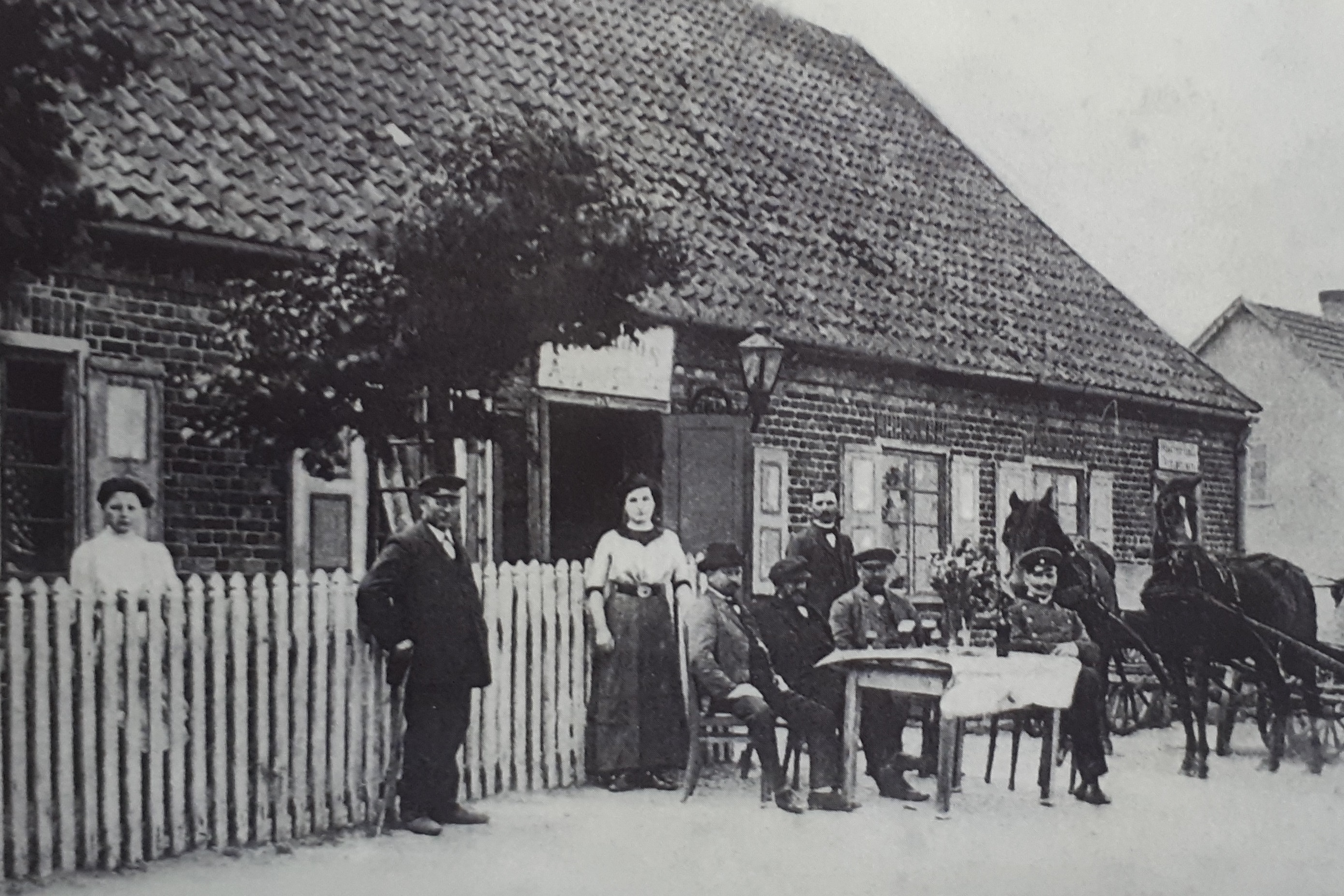
Cena de gênero em frente a uma pousada

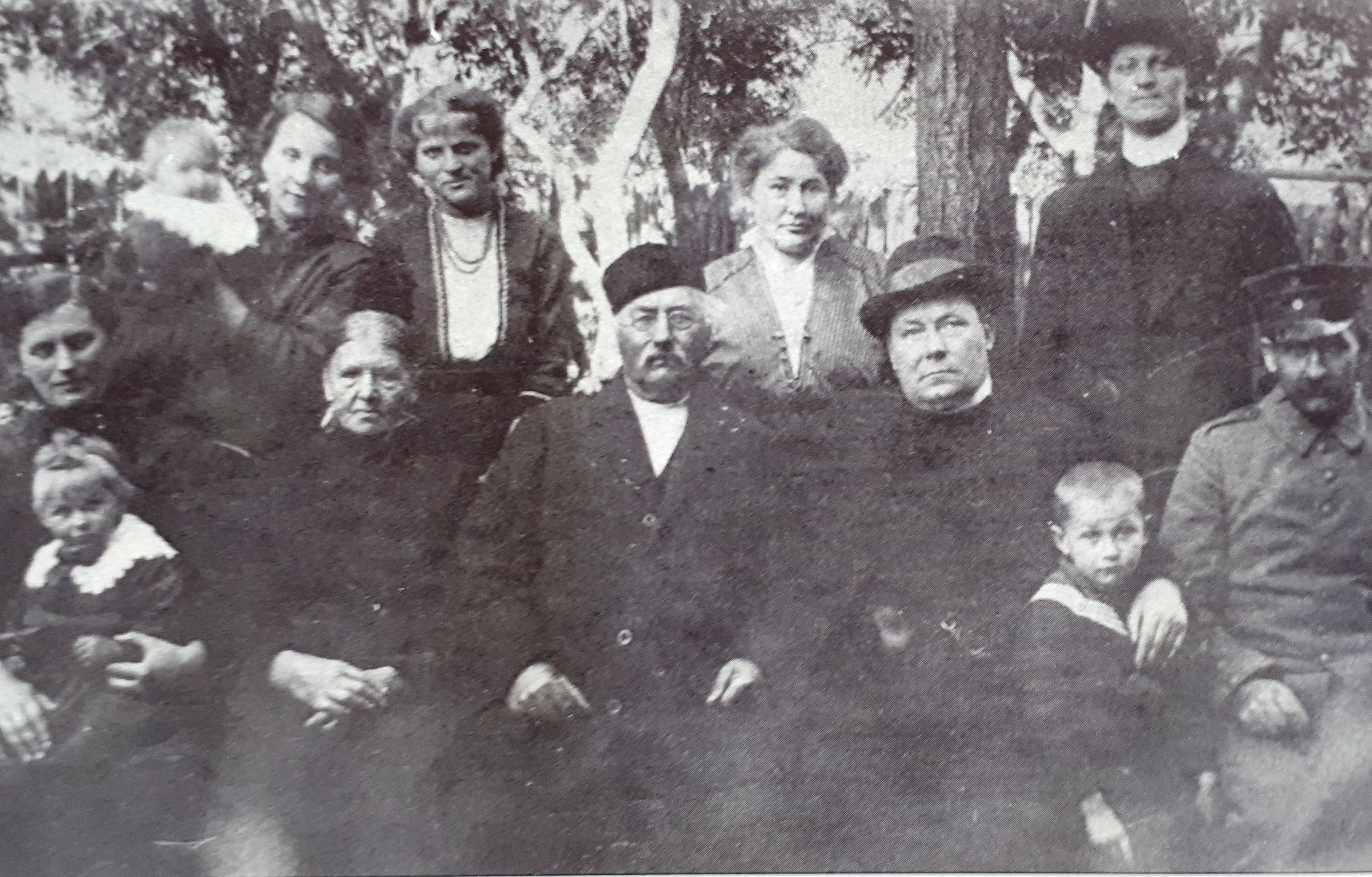
Família cassubiana de Gdynia

A estrutura de nacionalidade de Gdynia no início do século XX é desconhecida. As estatísticas escolares prussianas faziam distinção entre crianças alemãs, polonesas e cassúbias e mostravam uma maioria esmagadora destas últimas, com uma porcentagem mínima de crianças polonesas. Os censos populacionais mostram que 68% dos habitantes eram católicos, o que é considerado pela maioria dos historiadores e publicitários poloneses como algo que permanece no círculo da cultura polonesa. Os mapas prussianos mostravam uma predominância da população de língua alemã em toda a faixa costeira de Gdansk a Rewa. Os turistas poloneses destacaram o caráter polonês da aldeia e escreveram que os cassúbios de Gdynia, embora falassem um dialeto específico, cantavam as mesmas canções religiosas que em qualquer outro lugar das terras polonesas. No entanto, alguns enfatizaram a falta de uma identidade nacional clara.
Naquela época, havia traços de tensões nacionais em Gdynia. Quando o padre Ludwik Rybka estava ministrando na Casa Religiosa das Filhas da Caridade de São Vicente de Paulo, que funcionava desde 1910, as autoridades da regência, preocupadas com o tom de suas homilias, exigiram que o bispo de Chełm removesse as irmãs; elas foram autorizadas a ficar graças à petição do povo de Gdynia a Berlim. Há uma teoria de que as repetidas solicitações de construção de um porto de pesca foram ignoradas por décadas por motivos políticos. De acordo com essa teoria, as autoridades só construíram infraestrutura em áreas com uma população predominantemente de imigrantes alemães. Por fim, um pequeno píer primitivo foi construído em 1906. Alguns argumentam que os alemães, portanto, tentaram transformar o vilarejo em uma vila de pescadores e os poloneses em um balneário de verão.
Não se sabe quantos moradores de Gdynia morreram em uniformes alemães nas frentes da Grande Guerra; pelo menos 40 homens morreram no vilarejo vizinho menor de Chylonia. Gdynia permaneceu como parte da Alemanha até o início de 1920 e, em 1919, as eleições para o Reichstag e a eleição de um presidente alemão foram realizadas na área; não se sabe mais detalhes. Nada se sabe sobre a atividade política dos residentes de Gdynia durante esse período, embora a casa de Jan Radtke tenha funcionado como um centro de atividade cultural polonesa. Em setembro de 1919, ou seja, quando Gdynia ainda fazia parte da Alemanha, Radtke substituiu o alemão Aaron Jansen como prefeito. A escala de qualquer êxodo de alemães de Gdynia após 1920 é desconhecida.

### Incorporação de Gdynia e seus arredores à Segunda República Polonesa

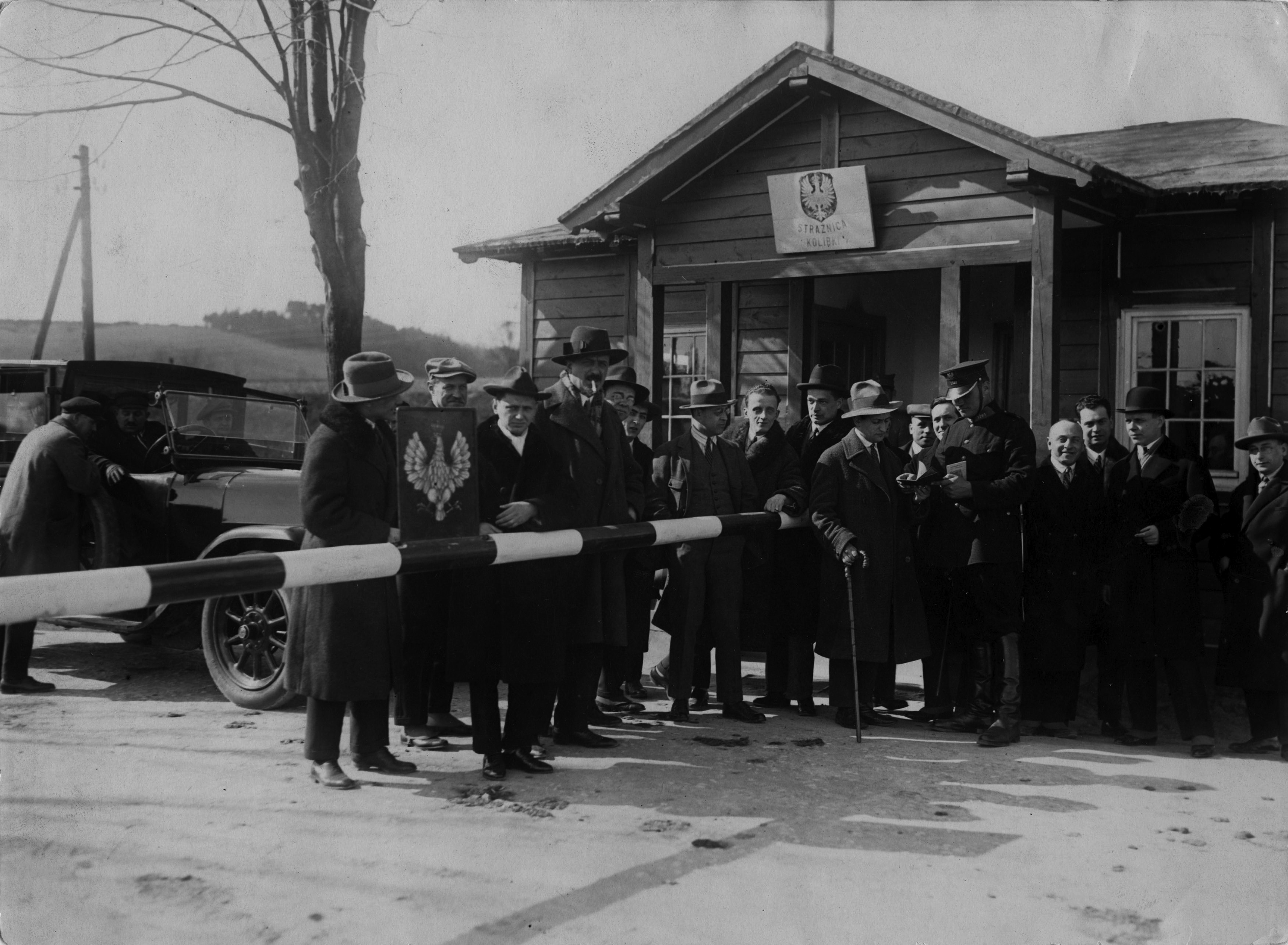
Kolibki: fronteira entre a Polônia e Gdansk

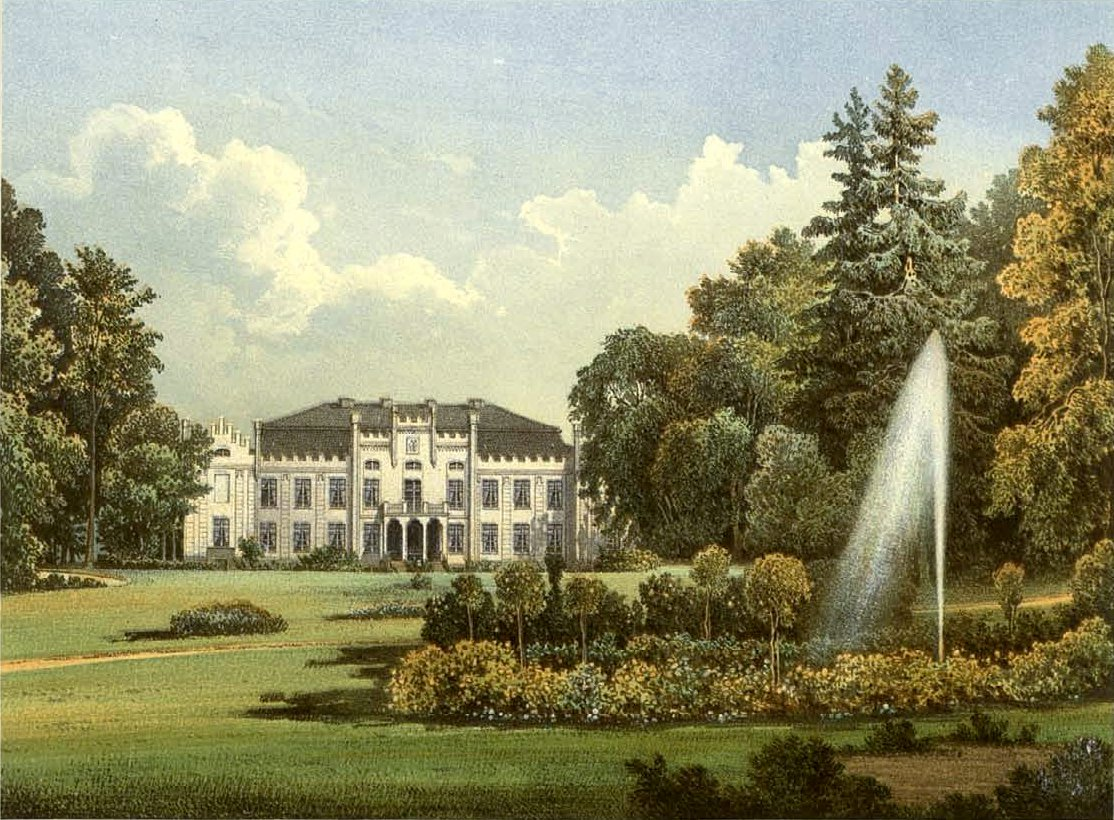
Fazenda Klein-Katz

Sob os termos do Tratado de Versalhes, Gdynia tornou-se parte da Segunda República Polonesa; o exército polonês ocupou a vila no início de fevereiro de 1920. Embora Puck tenha sido escolhido como o local para o “casamento com o mar” oficial da Polônia, em escala local e sem pompa, é provável que uma cerimônia semelhante tenha ocorrido em Gdynia no dia anterior. Após a incorporação administrativa, Gdynia tinha a classificação de comuna rural e, como outras comunas posteriormente incorporadas à cidade, pertencia ao condado de Wejherowo; a exceção eram as aldeias de Kępa Oksywska, que pertenciam ao condado de Puck. Ambos os condados foram incluídos na voivodia da Pomerânia, com sua capital em Toruń.
Na época de sua incorporação à Polônia, Gdynia era a maior de todas as aldeias vizinhas (1 229 habitantes conforme o último censo prussiano). Daquelas que mais tarde se tornaram parte da cidade, e eram então bairros rurais separados, as mais populosas eram Wielki Kack (949), Chylonia (905), Oksywie (720), Cisowa (548) e Kolibki (que incluía Orłowo, 465). A natureza das aldeias ou assentamentos senhoriais era Redłowo (281), Obłuże (228), Witomino (100), Chwarzno (76) e assentamentos menores. Havia dois grandes complexos de mansões perto de Gdynia; o da família von Brauchitsch em Mały Kack e a propriedade de Kolibki, recém-adquirida de seu proprietário alemão por Witold Kukowski.
Em 1920, a área que hoje compõe a cidade de Gdynia foi dividida entre 4 paróquias católicas: as duas paróquias medievais de São Miguel Arcanjo em Oksywie (os atuais distritos de Oksywie, Obłuże, Pogórze, Babie Doły, Śródmieście, Grabówek, Działki Leśne, Kamienna Góra, Wzgórze, Witomino, Redłowo, Chwarzno-Wiczlino) e de São Miguel Arcanjo em Chwaszczyn (os atuais distritos de Santa Maria Madalena e São João Batista). Santos Apóstolos em Chwaszczyn (Dąbrowa), bem como São Lourenço em Wielki Kack (desde 1906, Karwiny, Wielki Kack, Mały Kack, Orłowo) e São Nicolau em Chylonia (desde 1915, Chylonia, Cisowa, Pustki Cisowskie, Leszczynki). Toda a área era abrangida pela paróquia Evangélica-Augsburgo em Mały Kack, que existia desde 1823, onde uma igreja luterana havia existido anteriormente e onde artesãos haviam sido trazidos da Alemanha desde o século XVI.

### Construção de um porto de guerra

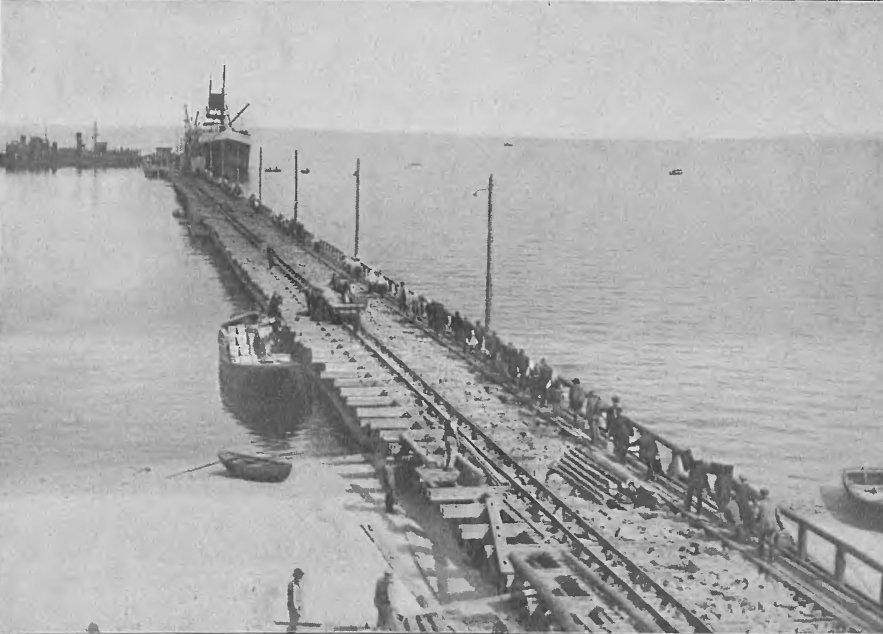
Primeiro píer e quebra-mar (à esquerda)

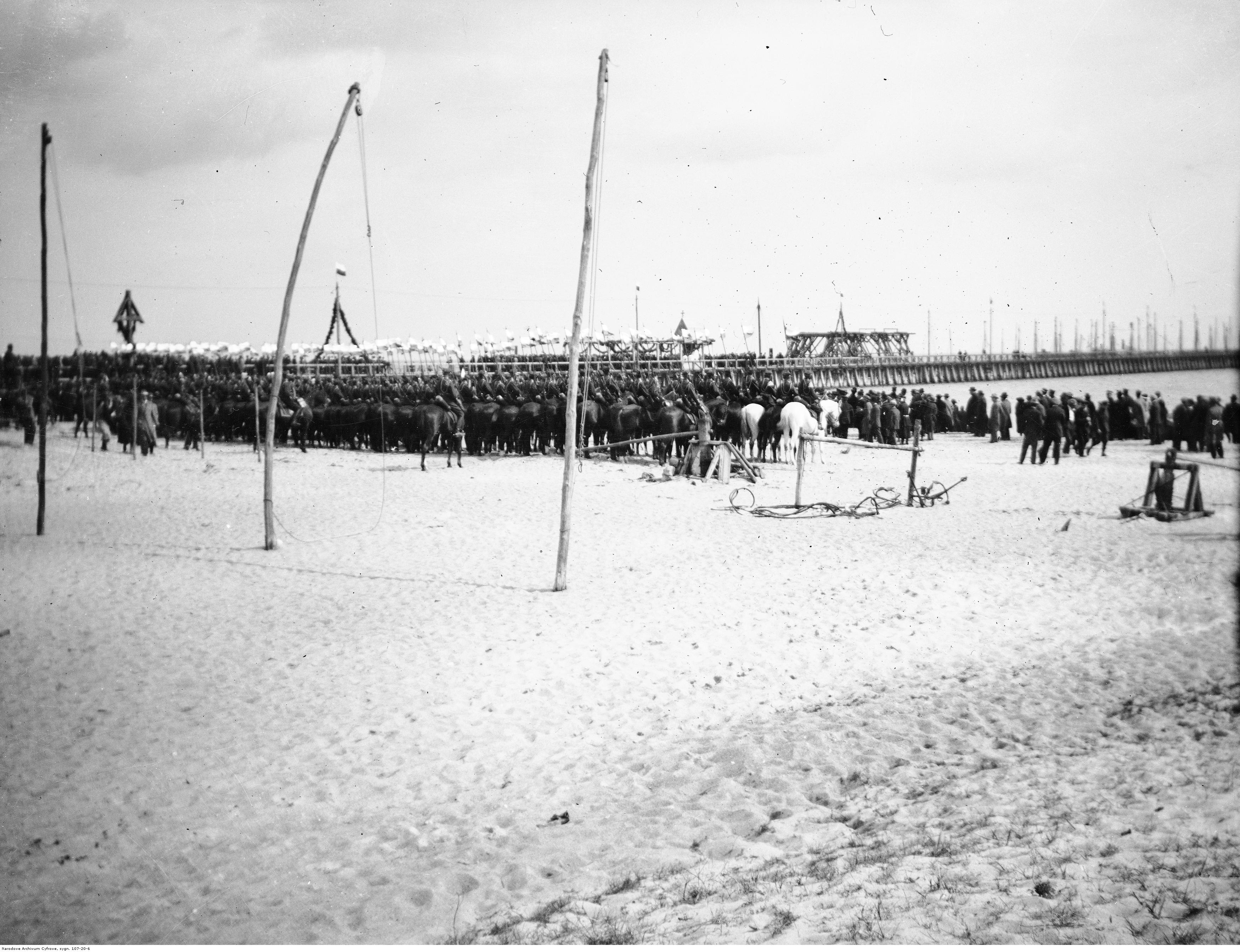
Inauguração do porto, 27 de abril de 1923

Inicialmente, a base da futura marinha foi planejada para ser localizada em Gdansk e, após o estabelecimento da Cidade Livre, em Tczew. A atitude hostil das autoridades de Gdansk durante a guerra polonesa-bolchevique fez com que o Ministério de Assuntos Militares procurasse outro local. O chefe do Departamento de Assuntos Marítimos, Kazimierz Porębski, no início de maio de 1920, instruiu Tadeusz Wenda a realizar um levantamento da costa polonesa para, entre outras coisas, selecionar um local para a construção de um porto de guerra. Nessa época, a frota naval polonesa era essencialmente inexistente. No entanto, esperava-se a chegada de antigos torpedeiros alemães após a modernização no Reino Unido, e havia planos para a compra de mais navios.
Wenda apresentou seu relatório em 20 de junho. Ele analisou oito locais em potencial e, em seguida, identificou Gdynia como a melhor opção: ele considerou que suas vantagens eram o litoral conveniente, a grande profundidade das águas da baía, o abrigo contra ventos, um fundo de âncora no ancoradouro, um canal livre de gelo, a relativa distância das fronteiras nacionais, uma linha ferroviária próxima e uma abundância de água doce na forma do riacho Chylonka. Suas preocupações, no entanto, estavam relacionadas à profundidade dos pântanos de turfa. A recomendação foi aceita pelo Departamento, pelo Ministério do Interior e pelo governo, que, em outubro de 1920, decidiu construir um “Porto de Guerra Temporário e Abrigo para Pescadores” em Gdynia. Na época, ninguém ainda havia pensado em instalar um porto comercial em Gdynia.
As obras começaram em maio de 1921, segundo os planos que Wenda havia apresentado. Primeiro, um ramal ferroviário foi levado para a futura área do porto. Entre 1921 e 1922, foi construído um píer de pedra e madeira de 550 metros de comprimento. Após superar o colapso financeiro do projeto, um quebra-mar perpendicular e um píer de pesca menor já estavam instalados em 1922, a bacia resultante também foi dragada para 7 metros e vários edifícios e instalações portuárias foram construídos. Em setembro de 1922, por ocasião de outros problemas de financiamento, o parlamento aprovou uma lei sobre a construção de um porto; pela primeira vez, ela mencionava um “porto de utilidade pública” e, portanto, potencialmente também um porto comercial. Na primavera de 1923, foi realizada a cerimônia de inauguração; além dos barcos de pesca, torpedeiros e canhoneiras foram atracados na bacia do porto.

### Últimos anos da vila de Gdynia

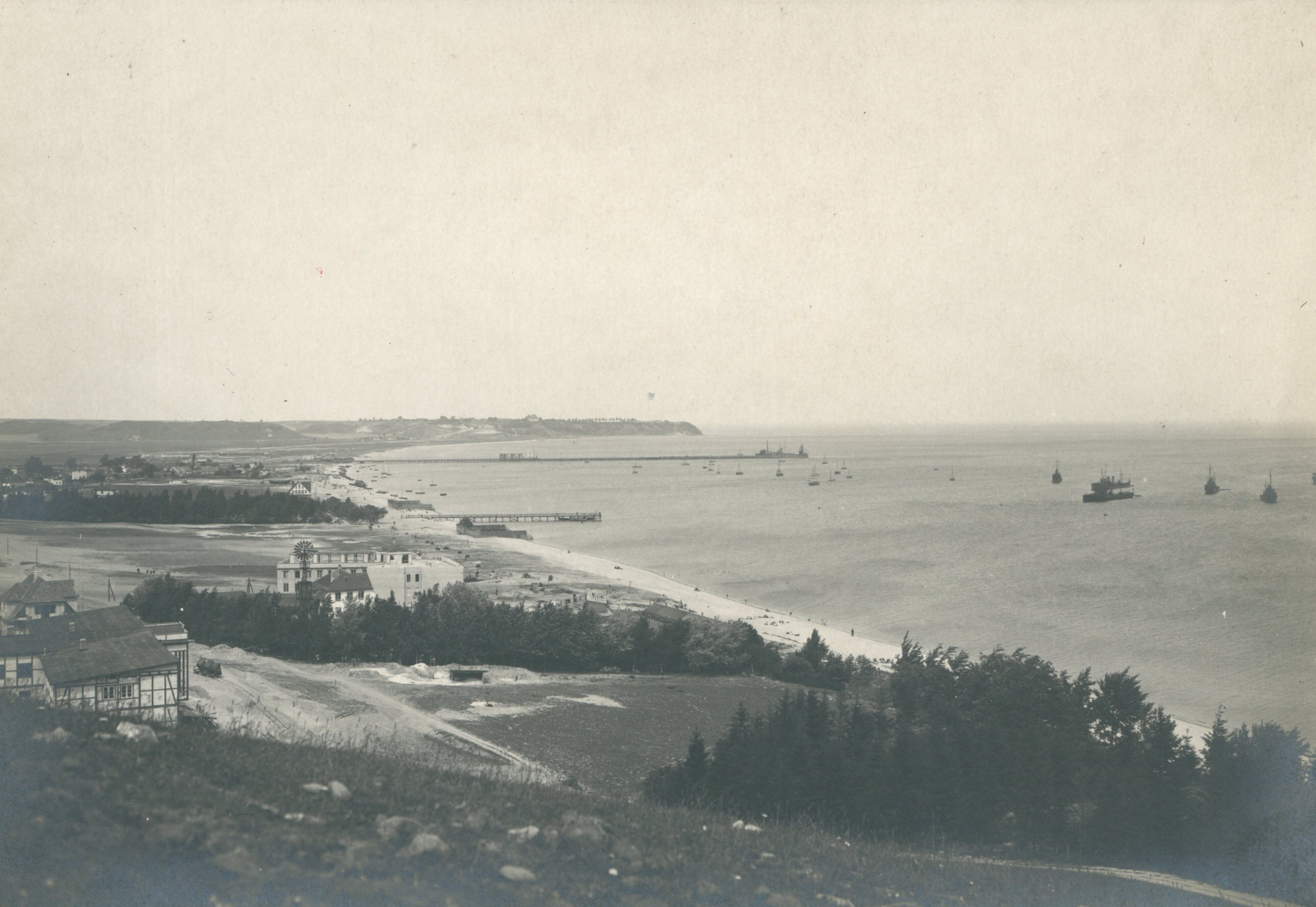
Orla marítima em Gdynia, cerca de 1925

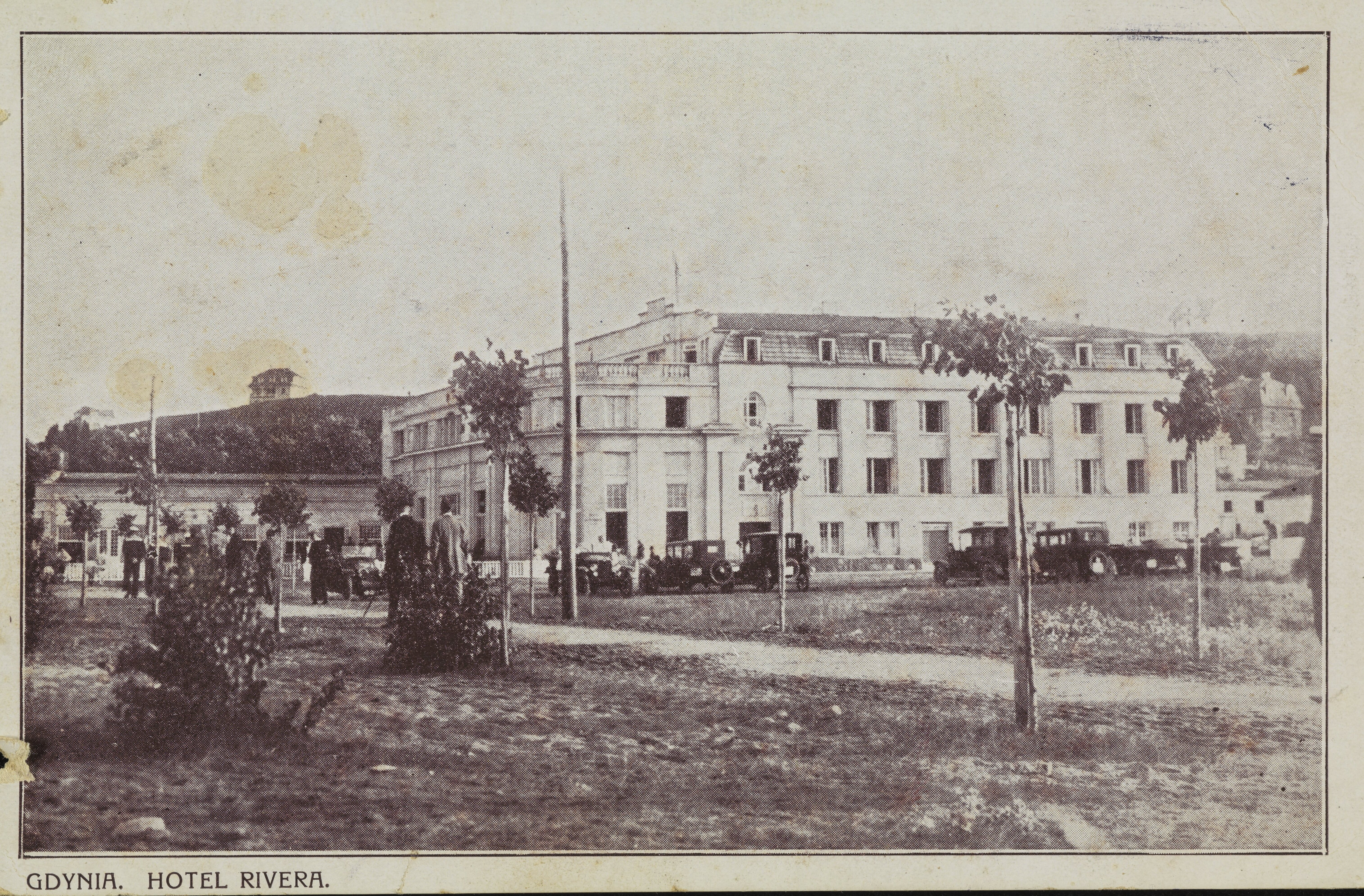
Hotel Polska Riwiera

Um censo realizado em setembro de 1921 — portanto, quatro meses após o início das obras — mostrou 1 268 habitantes na vila de Gdynia (1 179 católicos, 82 evangélicos e 7 pessoas de “outras denominações”) e 132 edifícios residenciais. Apenas uma pequena porcentagem vivia da pesca: havia 23 “pescadores” vivendo na vila ou 20 “famílias de pescadores”; por outro lado, 49 “barcos de pesca” foram registrados em Gdynia. Desde o início da construção do porto, o vilarejo começou a mudar seu caráter rapidamente. Como a maioria das cerca de 600 pessoas empregadas na construção em 1922 eram recém-chegadas, houve uma mudança demográfica espontânea: os homens jovens começaram a ser mais numerosos do que os recém-chegados e as mulheres eram uma minoria significativa. Foram construídos alojamentos provisórios para os recém-chegados, e um setor de serviços relacionado a acomodações, alimentação, etc. se desenvolveu imediatamente. Por ser uma base naval, Gdynia também se tornou uma cidade-guarnição, onde várias centenas de marinheiros estavam estacionados. O vilarejo, em questão de meses, deixou de ser um lugar onde quase todo mundo se conhecia.
O segundo processo de transformação na vila foi o desenvolvimento do setor de lazer e férias, facilitado pela construção de uma linha ferroviária em 1921, contornando Gdansk. Em 1923, foi iniciada a construção de uma nova estação ferroviária; o ato cerimonial ocorreu na presença do presidente polonês Stanisław Wojciechowski. Durante a primeira metade da década de 1920, dezenas de vilas de férias, casas de hóspedes e hotéis foram construídos em Gdynia, em 1923 foi inaugurado o primeiro edifício de grande escala, o hotel Polska Riwiera, em 1925 foram construídos novos balneários e inaugurado um moderno restaurante e pavilhão de entretenimento, o Cassino. Durante o verão, 3 500 visitantes de verão se hospedavam em Gdynia, e as imagens de campos de tremoço, redes secando em postes e mulheres cassubianas com lenços de cabeça deram lugar a imagens de festa dançante organizada nas instalações, mulheres de Varsóvia em trajes de banho e automóveis levantando poeira. Calçadas de madeira começaram a ser construídas ao longo das ruas de terra, novas ruas-estradas foram traçadas entre os campos e, em 1924, o primeiro monumento em homenagem a Henryk Sienkiewicz foi inaugurado no que era então Gdynia; outros escritores famosos passavam as férias em Gdynia. O rápido aumento nos preços das terras fez com que muitas famílias de Gdynia, principalmente a família Skwiercz, se tornassem magnatas financeiros em poucos anos. Em 1924, uma nova igreja foi consagrada na rua Świętojańska, embora Gdynia ainda pertencesse à paróquia de Oxwyn por vários anos.

### Cidade de Gdynia

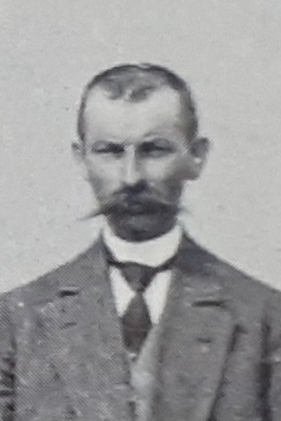
Jan Radtke

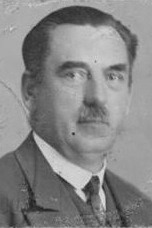
Augustyn Krauze

No final de 1922, o conselho municipal, liderado pelo vereador Radtke, tentou conceder a Gdynia a condição de cidade, o que foi continuado em 1923 pelo conselho seguinte. Inicialmente, a correspondência foi conduzida com o escritório provincial em Toruń e, em 1924, a questão foi levantada com as autoridades em Varsóvia. Os detalhes são desconhecidos, mas sabe-se que “o assunto se arrastou”; em meados da década de 1920, a vila de Gdynia, já com uma população de mais de 10 mil habitantes, era mais populosa do que a maioria das cidades da voivodia da Pomerânia. A concessão dos direitos municipais ocorreu como resultado de uma espécie de golpe de Estado: em maio de 1925, o conselho municipal decidiu arbitrariamente adotar o sistema municipal. O novo voivoda da Pomerânia, Stanisław Wachowiak, favoreceu esses planos; em outubro, ele organizou uma convenção de ministros em Toruń e levou a mudanças administrativas: as áreas portuárias desabitadas foram separadas dos condados de Wejherowo e Puck e anexadas a Gdynia. Em janeiro de 1926, Oksywie foi anexada a Gdynia; os protestos de suas autoridades, também perante o Supremo Tribunal Administrativo, não tiveram êxito. Finalmente, em 10 de fevereiro de 1926, o Conselho de Ministros emitiu um decreto segundo o qual, a partir de 4 de março de 1926, Gdynia recebeu a classificação de cidade no condado de Wejherowo.
O sistema municipal de Gdynia foi adotado com base no decreto municipal prussiano de 1853; como estava desatualizado, era inadequado para uma cidade em desenvolvimento. Em abril de 1926, o voivoda da Pomerânia, em acordo com o governo, nomeou um prefeito comissionado, Augustyn Krauze. Isso, por sua vez, causou protestos dos habitantes de Gdynia e de parte da imprensa da Pomerânia. Embora o próprio Krauze fosse um cassubiano de Pierwoszyn, perto de Gdynia, alegou-se que a natureza comissarial das autoridades era um desrespeito aos habitantes locais e uma forma de buscar interesses estrangeiros. Por fim, o governo cedeu e as eleições municipais normais foram realizadas em novembro de 1926. Em dezembro, os novos conselheiros elegeram Krauze como prefeito; o ex-prefeito Jan Radtke foi eleito vice-prefeito. O governo local era composto por aproximadamente metade dos cassubianos de Gdynia e dos recém-chegados que haviam se estabelecido em Gdynia no início da década de 1920. A nova cidade tinha uma população de cerca de 12 mil habitantes.

### 1921–1945

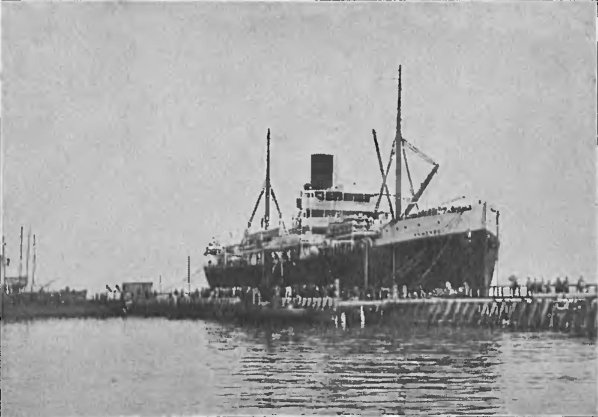
Em 13 de agosto de 1923, chegou o primeiro navio oceânico SS Kentucky

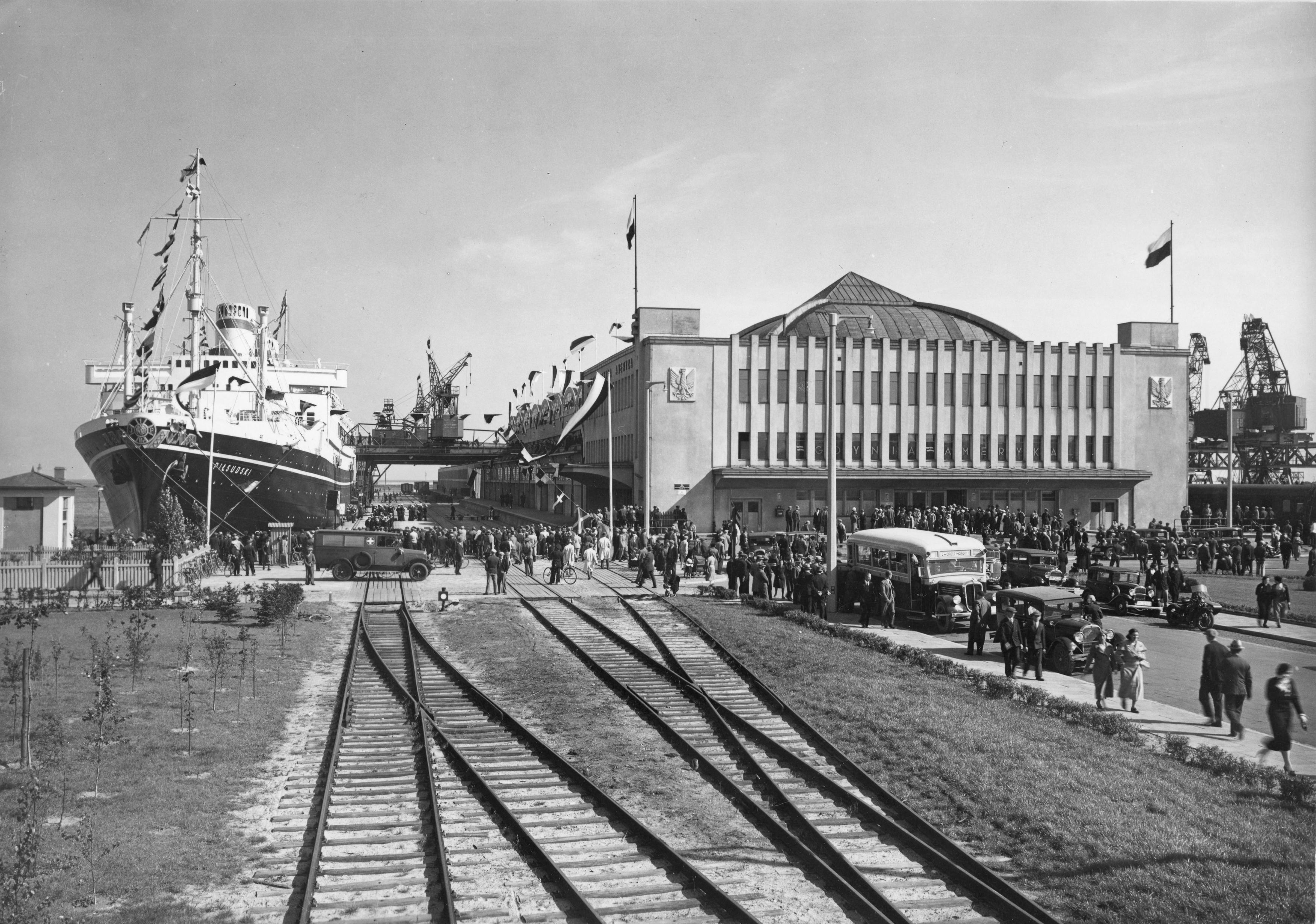
MS Piłsudski na Estação Marinha

Em abril de 1923, foi inaugurado o porto temporário e, em agosto do mesmo ano, o primeiro navio de mar, o SS Kentucky, de bandeira francesa, chegou a Gdynia. As fases subsequentes de construção do porto levaram à criação de portos de carga, pesca e passageiros, além de um estaleiro.
Em 1929, surgiu um caso com a construção do prédio principal dos Correios. O trabalho de construção foi chefiado por Edward Ruszczewski, que cometeu fraude e desvio de dinheiro durante a construção. O relatório do Gabinete Supremo de Auditoria descobriu mais tarde que o edifício havia sido superfaturado em mais de dez vezes. Ele custou tanto quanto a Ópera Nacional de Paris. A estimativa de custo inicial era de 1,6 milhão de zlótis, enquanto o custo real foi de mais de 4,8 milhões de zlótis. O engenheiro Ruszczewski foi mandado para a prisão.
Em 1930, foi lançada a primeira linha regular de passageiros entre Gdynia e Nova Iorque.
Em 1934, Gdynia se tornou o maior porto do mar Báltico em termos de volume de transbordos e, ao mesmo tempo, o porto mais moderno da Europa. Em maio de 1936, a cidade tinha uma população de 83 mil habitantes, em dezembro do mesmo ano, 102 mil, e em 1939, 127 mil. O rápido aumento no número de habitantes foi causado por um influxo de mão de obra de quase todo o país, especialmente da Pomerânia. Apesar do desenvolvimento, na década de 1930, cerca de 30% da população vivia em cerca de 2,5 mil galpões e barracões primitivos, conforme descrito por Melchior Wańkowicz no Wiadomościach Literackich em 1937.
Cinco dias antes da eclosão da Segunda Guerra Mundial, Jan Kiepura deu um concerto na praça Grunwaldzki, com a renda destinada ao Fundo de Defesa Marítima.
Após a defesa de Gdynia e Kępa Oksywska em setembro de 1939, a cidade ficou sob ocupação alemã. Os ocupantes mudaram o nome da cidade para Gotenhafen e deslocaram quase toda a população polonesa para outras partes do país ocupado. Gotenhafen era um porto seguro para a Kriegsmarine, livre de ataques aéreos dos Aliados até 1944. Foi uma importante base para a frota de submarinos alemães e, no final da guerra, um ponto de evacuação para tropas e civis que fugiam para o oeste, à frente do avanço do Exército Vermelho.

### Após 1945

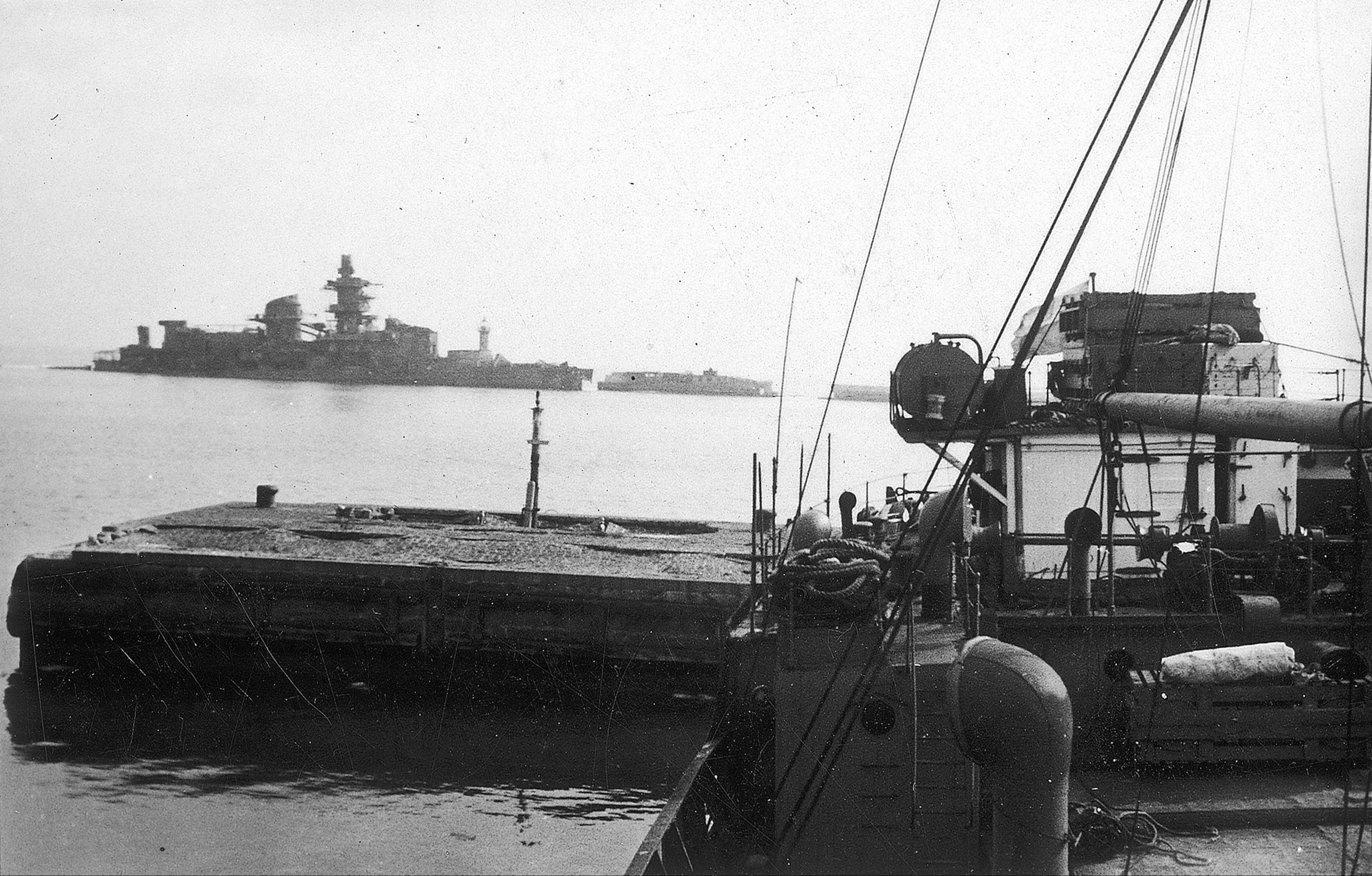
Destroços do Gneisenau na entrada do porto

A Segunda Guerra Mundial causou danos consideráveis ao porto. Os alemães em retirada afundaram o navio de guerra Gneisenau na entrada do porto de vanguarda e despejaram concreto sobre ele alguns dias antes de deixar a cidade; o objetivo da operação era impedir que a marinha soviética usasse o porto. A cidade em si sofreu poucos danos. Em 1945, Gdynia tinha apenas 74 mil habitantes.
Com base no decreto do Comitê Polonês de Libertação Nacional de 31 de agosto de 1944, foram criados locais de detenção, prisões e centros de trabalho forçado para “criminosos nazistas e traidores da nação polonesa”. O campo de trabalho n.º 98 foi instalado pelo Ministério da Segurança Pública em Gdynia.
Em 18 de janeiro de 1946, foi criada a Escola de Oficiais da Marinha.
Em 1947, Gdynia recebeu a Ordem da Cruz de Grunwald.
Em 30 de março de 1949, no quarto aniversário da conquista da Tricidade pelo Exército Vermelho, os Conselhos Nacionais das Cidades de Gdansk, Gdynia e Sopot, deliberando em conjunto, concederam ao marechal Konstantin Rokossovsky o título de Cidadão Honorário de Gdansk e Gdynia por meio de uma resolução especial.
Em dezembro de 1970, trabalhadores de estaleiros e moradores de Gdynia protestaram contra a ordem política existente. Houve mortes e ferimentos como resultado da reação das forças de segurança. Esses eventos são comemorados, entre outros, pelo Monumento às Vítimas de Dezembro de 70, que fica perto do Estaleiro Gdynia, e por uma cruz de 23 metros de altura, ao lado da Prefeitura.

## Divisão administrativa

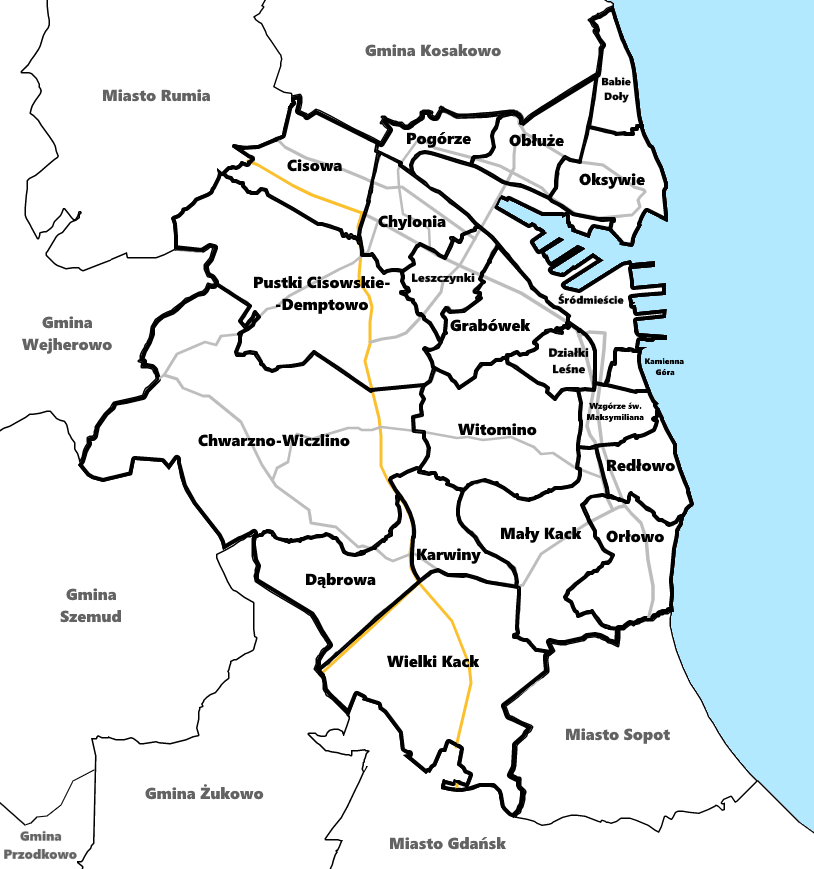
21 distritos de Gdynia

Gdynia foi uma das primeiras cidades da Polônia a introduzir a divisão em distritos no Estatuto da Cidade, em 8 de maio de 1991. Em 9 de dezembro de 1992, o Conselho da Cidade, ao alterar o Estatuto, dividiu alguns deles. Por exemplo, Śródmieście (centro da cidade) foi transformado em três distritos separados: Śródmieście Centrum, Śródmieście Kamienna Góra e Śródmieście Port. Como resultado dessas divisões, o número de distritos em Gdynia aumentou de 13 para 24. Mais duas mudanças ocorreram em 1998: em abril, os distritos existentes de Chylonia e Chylonia Nowa foram fundidos no distrito de Chylonia, enquanto em dezembro o distrito de Port, que cobria uma grande área, mas tinha uma população de pouco mais de 100 habitantes, foi incorporado ao distrito de Śródmieście. Em 23 de janeiro de 2019, os distritos de Witomino-Radiostacja e Witomino-Lesniczówka foram fundidos no distrito de Witomino, reduzindo assim o número de distritos de 22 para 21. A forma atual dos distritos é principalmente um reflexo das divisões tradicionais. Por esse motivo, há grandes disparidades entre o tamanho dos distritos, tanto em termos de área quanto de população. O distrito mais populoso, Chylonia, é habitado por 20 717 pessoas, enquanto Babie Doły tem a menor população, apenas 2 376. Por sua vez, a maior área é ocupada pelo distrito de Chwarzno-Wiczlino — 25,53 km², mais de 39 vezes maior do que o menor distrito de Kamienna Góra (0,64 km²).

## Administração e política
Gdynia é membro da Associação Municipal de Municípios “Vale do Reda e Chylonka”. Os habitantes de Gdynia elegem deputados dos distritos eleitorais com sede da comissão eleitoral em Gdynia, e deputados do distrito eleitoral n.º 1.

### Consulados
Os consulados estão localizados principalmente no distrito Śródmieście. Entre eles estão os consulados do: Reino da Bélgica, República do Chipre, Reino da Dinamarca, Malta e Reino da Noruega. O consulado de Malta foi inaugurado em meados de 2012 na praça Kaszubski (atual rua Wolności 18). Além disso, há também consulados em Gdynia: Chile, França e Luxemburgo.
- Consulado Honorário do Reino da Bélgica em Gdynia (rua Śląska 53)[114]
- Consulado honorário da República do Chipre em Gdynia (rua Żołnierzy I Armii Wojska Polskiego 35)
- Consulado Honorário do Reino da Dinamarca em Gdynia (Mansão Nadmorska, rua Legionów 37/3)
- Consulado Honorário da República da Finlândia em Gdynia (rua Morska 59)
- Consulado Honorário da República de Malta em Gdynia (rua Wolności 18)
- Consulado Honorário do Reino da Noruega em Gdynia (rua Śląska 17)
- Consulado Honorário da República Italiana em Gdynia (rua Chopina 4)

## Indústria, economia e finanças

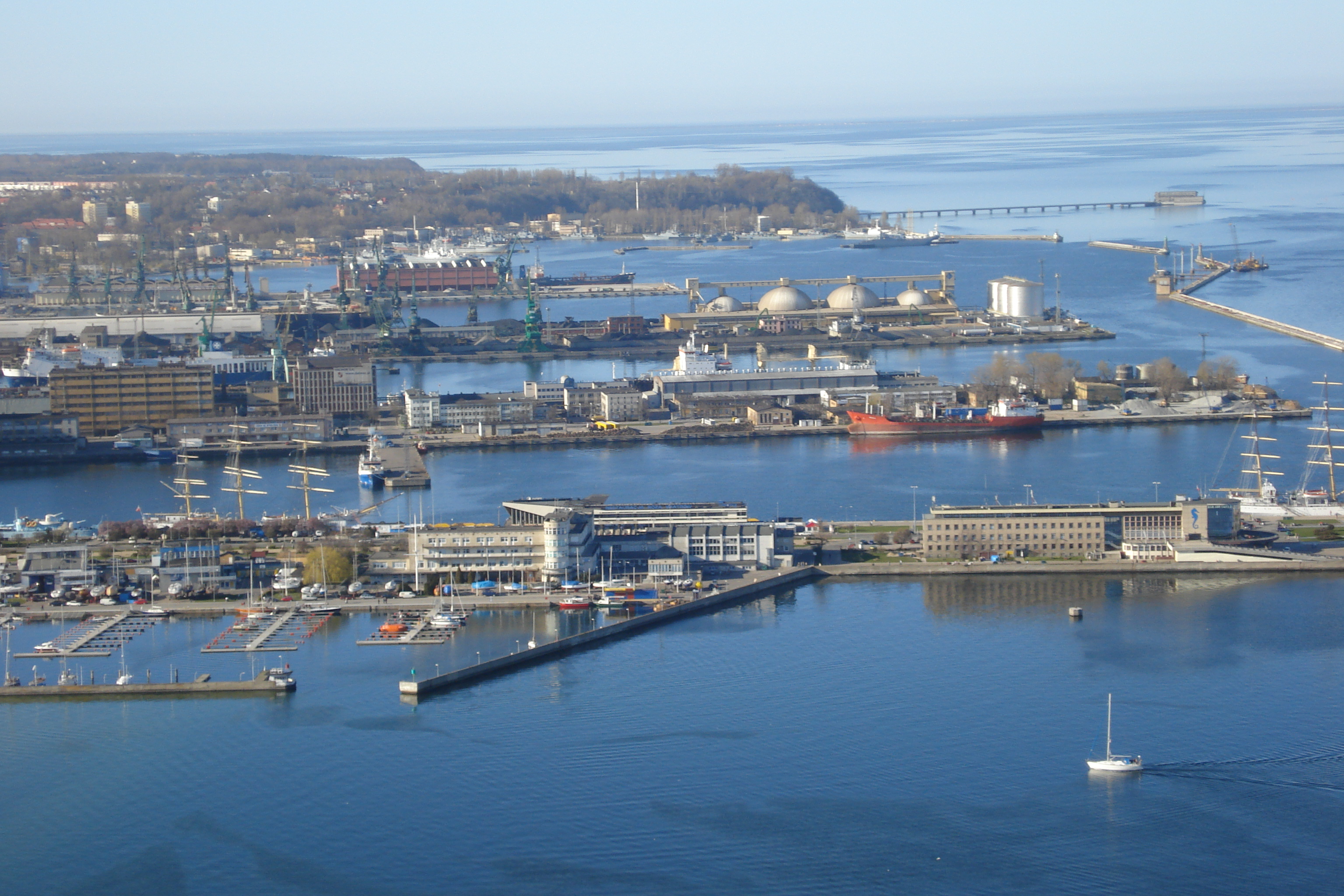
Porto marítimo de Gdynia

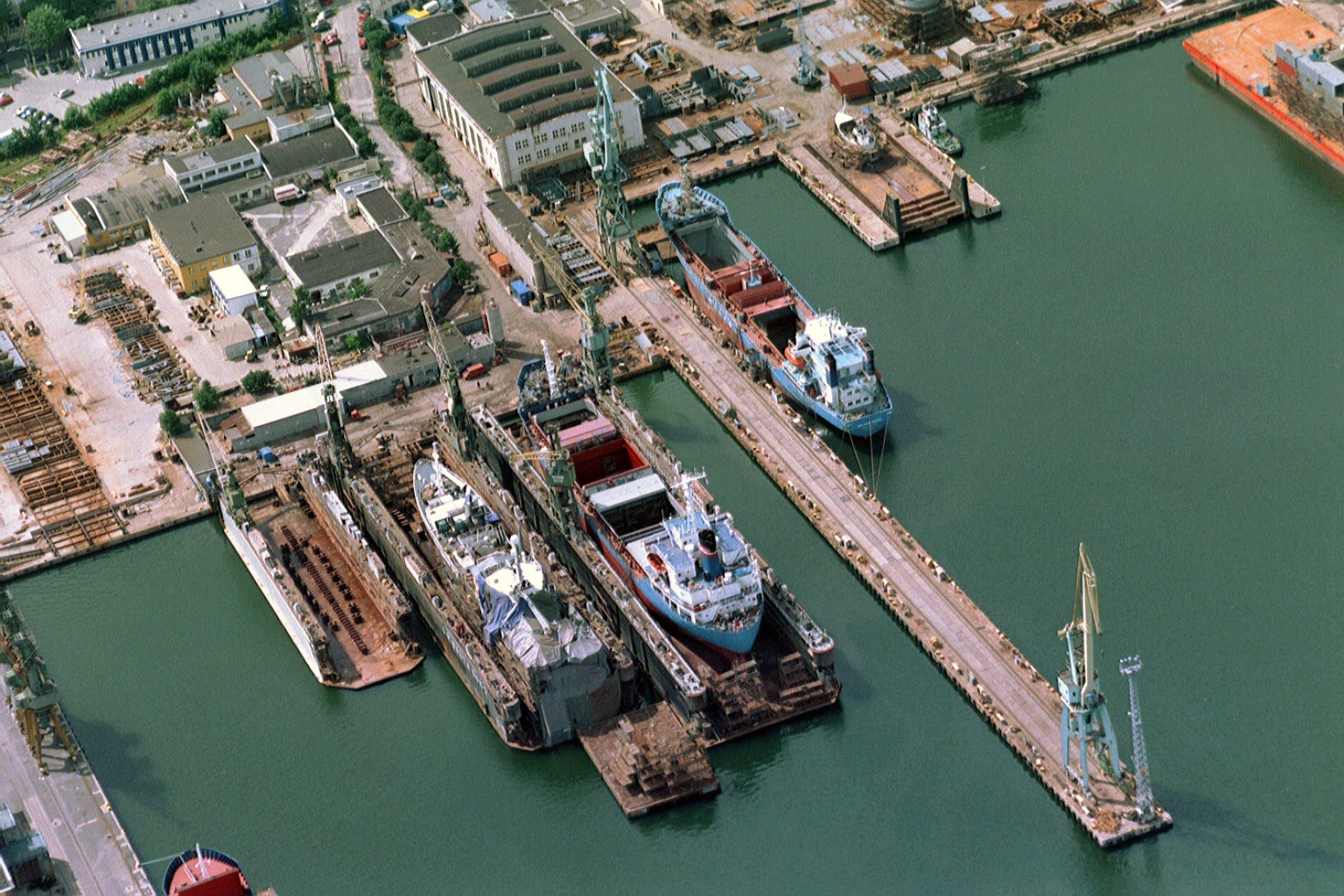
Estaleiro de reparos navais Nauta. Em primeiro plano, docas flutuantes

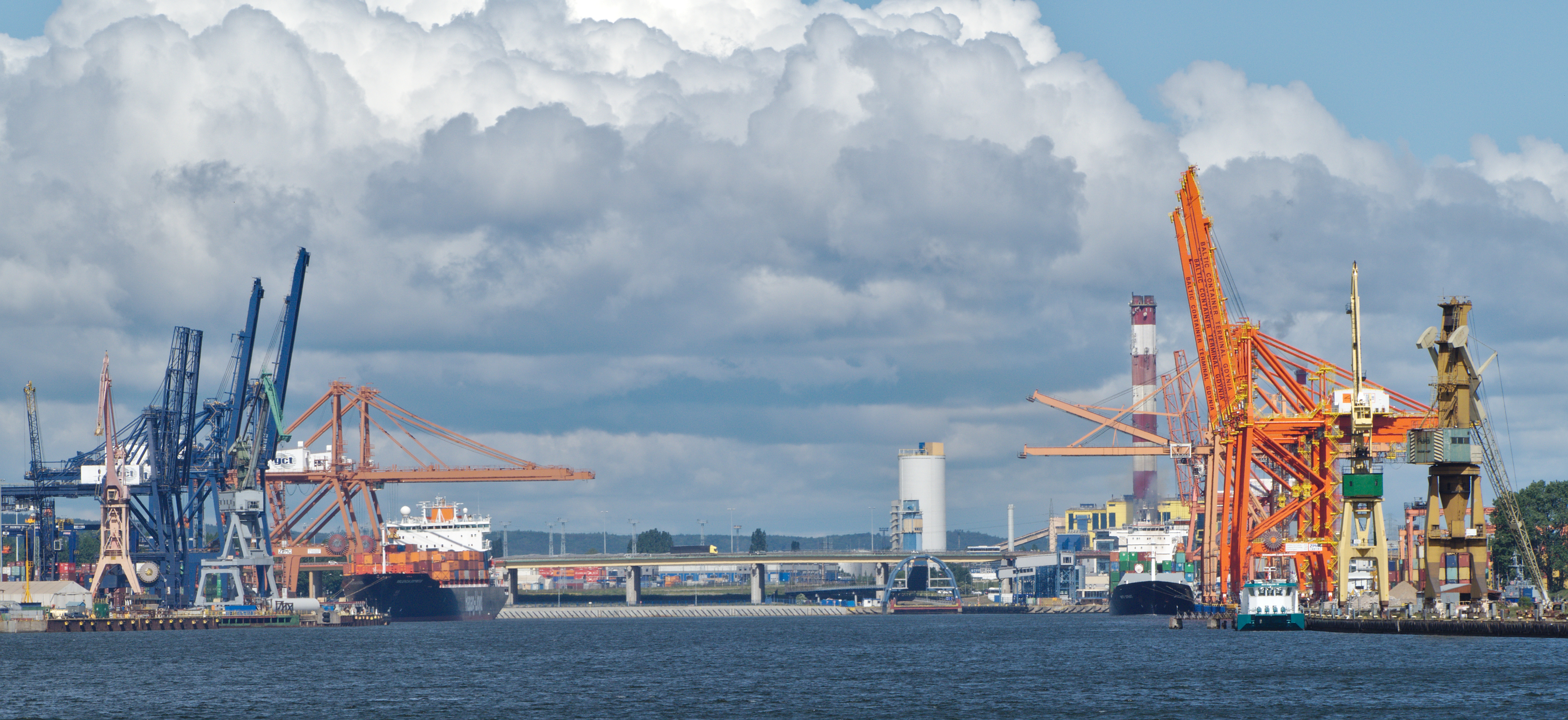
Terminais de contêineres em Gdynia

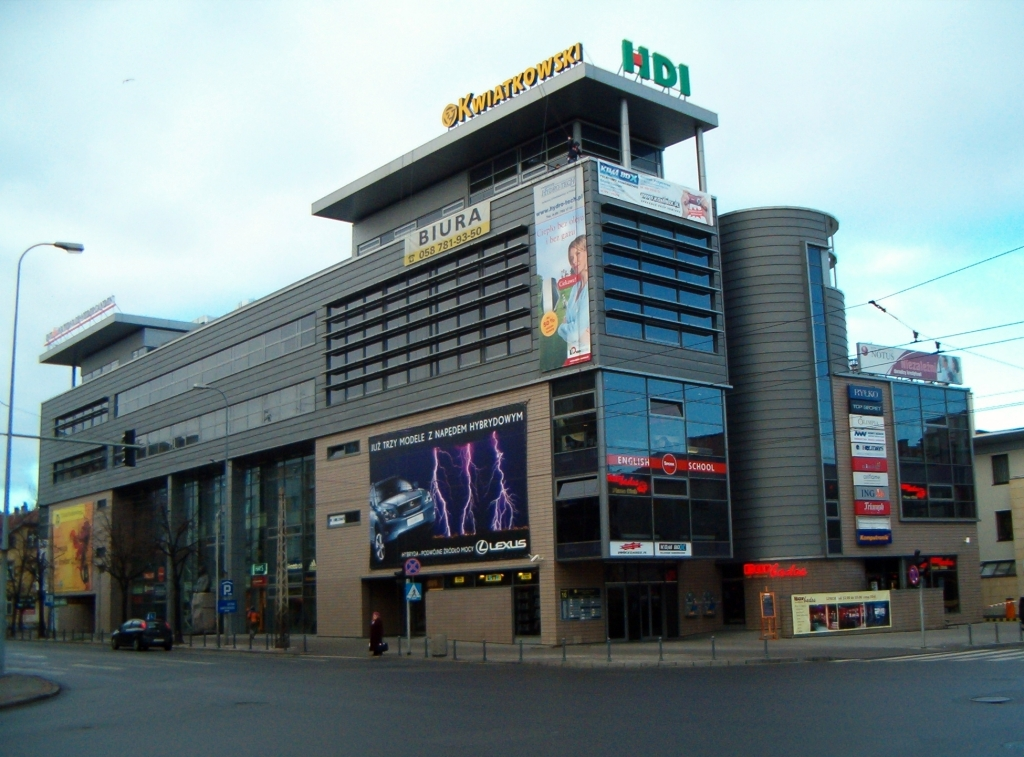
Centro Comercial Kwiatkowski

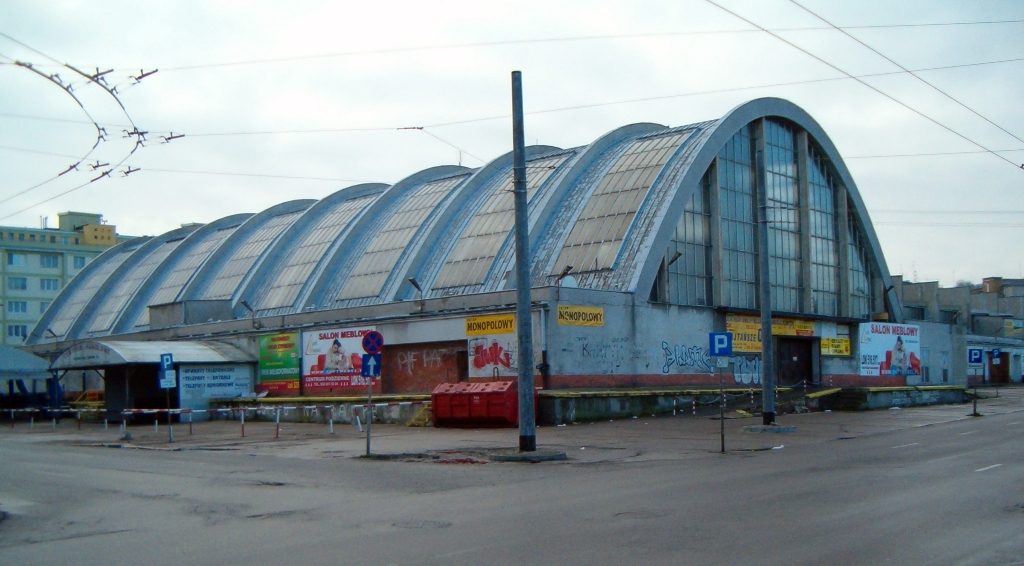
Mercado Municipal antes da reforma

Desde seu início, Gdynia tem uma economia ligada ao mar. Quando era um vilarejo, isso se referia à existência de um porto de pesca em Oksywie. Quando o assentamento recebeu os direitos de cidade em 1926, já havia um porto em seu território há 6 anos, que, com o tempo, assumiu o papel de símbolo econômico da cidade. Na época, era o único grande porto de transbordo e passageiros da Polônia, devido ao curto litoral entre as guerras e à impossibilidade de usar o porto de Gdansk. Ao mesmo tempo, o setor de construção naval estava se desenvolvendo em Gdynia. Desde a década de 1990, o setor financeiro tem se desenvolvido em Gdynia e edifícios de escritórios de empresas de vários setores têm sido utilizados. Desde 2001, o Parque de Ciência e Tecnologia da Pomerânia está funcionando em Gdynia.

### Economia marítima
Gdynia tem o segundo maior porto marítimo da Polônia em termos de transbordo. Ele é especializado no recarregamento de contêineres. Apesar disso, é considerado o porto mais versátil da costa polonesa. É também o principal porto de passageiros da Tricidade.
Gdynia é a sede de muitas empresas marítimas — estaleiros (Stocznia Gdynia S.A., Stocznia Marynarki Wojennej S.A., Stocznia Remontowa “Nauta” S.A.), empresas ligadas ao funcionamento do porto (Baltic Container Terminal, Balticon Sp. z o.o., Gdynia Container Terminal S.A., HES Gdynia Bulk Terminal Sp. z o.o.), armadores (Polskie Linie Oceaniczne), agências de navegação, empresas de corretagem, transporte e expedição (C. Hartwig Gdynia S.A., ATC Cargo S.A., Chipolbrok S.A., Maersk Sp. z o.o. Mirtrans Sp. z o.o.), e muitos outros. Desde abril de 2010, a empresa polonesa da DNV — Det Norske Veritas — tem seu escritório registrado em Gdynia. A DNV Academy Gdynia é o primeiro centro de treinamento em realidade virtual para a indústria marítima.

### Indústria
As fábricas da indústria alimentícia (incluindo processamento de peixes) estão localizadas em Gdynia: Dalmor S.A., Wilbo S.A.. Além disso, as empresas do setor de construção têm suas sedes na cidade (AB Inwestor, Allcon S.A., Ekolan S.A., Invest Komfort S.A., Mega S.A., MTM). O setor de eletrônicos é representado por um fabricante de equipamentos de transmissão e recepção de rádio, a Radmor S.A. (anteriormente Zakłady Radiowe Radmor S.A.). Entre outros investidores, a Vector S.A., que opera no setor de telecomunicações, deixou sua marca em Gdynia ao instalar suas fábricas na cidade. Desde 1997, há também uma filial da empresa sueca Dellner Couplers AB, que fabrica engates para ferrovias e bondes.

### Serviços
Na década de 1990, com o setor portuário e de estaleiros que existia desde o início da cidade, os setores financeiro e de alta tecnologia começaram a se desenvolver em Gdynia. A cidade abriga empresas que operam nos setores bancário (Nordea Bank S.A. até 2014, filiais e subsidiárias de um banco nacional), de telecomunicações e de TI (Polkomtel S.A., Prokom Investments, Prokom Software S.A., Thomson Reuters, Finastra). O setor de televisão a cabo é representado pela Vectra S.A. e pela Multimedia Polska, duas outras empresas também sediadas em Gdynia.

### Comércio
Há vários centros comerciais em Gdynia: Centro Comercial “Riviera” (nome anterior “Wzgórze”), Centro Comercial Kwiatkowskiego, Centro Comercial Szperk, Centro Comercial Witawa, Centro Comercial Batory, Dom Towarowy “Chylonia”, Trójmiejskie Centrum Handlowe “Klif” e um complexo de Mercados Municipais.

## Demografia
Conforme os dados do Escritório Central de Estatística da Polônia (GUS) de 31 de dezembro de 2024, Gdynia é uma cidade de porte médio com uma população de 240 554 habitantes (2.º lugar na voivodia da Pomerânia e 12.º na Polônia), tem uma área de 391,5 km² (2.º lugar na voivodia da Pomerânia e 3.º lugar na Polônia) e uma densidade populacional de 614 hab./km² (33.º lugar na voivodia da Pomerânia e 519.º lugar na Polônia). Nos anos 2002–2024, o número de habitantes diminuiu 5,1%.
Os habitantes de Gdynia constituem cerca de 10,19% da população da voivodia da Pomerânia.
| Descrição                         | Total      | Total     | Mulheres   | Mulheres  | Homens     | Homens    |
| --------------------------------- | ---------- | --------- | ---------- | --------- | ---------- | --------- |
| unidade                           | habitantes | %         | habitantes | %         | habitantes | %         |
| população                         | 240 554    | 100       | 127 621    | 53,1      | 112 933    | 46,9      |
| área                              | 391,5 km²  | 391,5 km² | 391,5 km²  | 391,5 km² | 391,5 km²  | 391,5 km² |
| densidade populacional (hab./km²) | 614        | 614       | 326,0      | 326,0     | 288,0      | 288,0     |

Em 30 de junho de 2020, Gdynia tinha 245 867 habitantes. A densidade populacional da cidade era, portanto, de 1 823 pessoas por km². Havia 111 mulheres para cada 100 homens. A estrutura etária mostra, segundo a tendência nacional, um envelhecimento gradual da população da cidade — no final de 2008, a população em idade pós-trabalho constituía 18,8% do número total de habitantes, enquanto os valores para a população em idade pré-trabalho e em idade ativa atingiam 16,5% e 64,7%, respectivamente. O número de casamentos em 2017 foi de 1302. No final de dezembro de 2013, o desemprego em Gdynia era de 6,4%.
A rua Chylońska tem o maior número de moradores em toda a Tricidade. No quarto trimestre de 2016, o número de pessoas registradas era de 7 046.
- Gráfico da população de Gdynia nos últimos 148 anos.

Gdynia registrou sua maior população em 1998, com 253 521 habitantes.
0,5% da população de Gdynia (1 141 pessoas em 2011) fala cassúbio diariamente.
Segundo um relatório apresentado em 2007 pelo professor Janusz Czapiński com base em pesquisas, o padrão de vida em Gdynia era o mais alto da Polônia na época.

## Comunidades religiosas

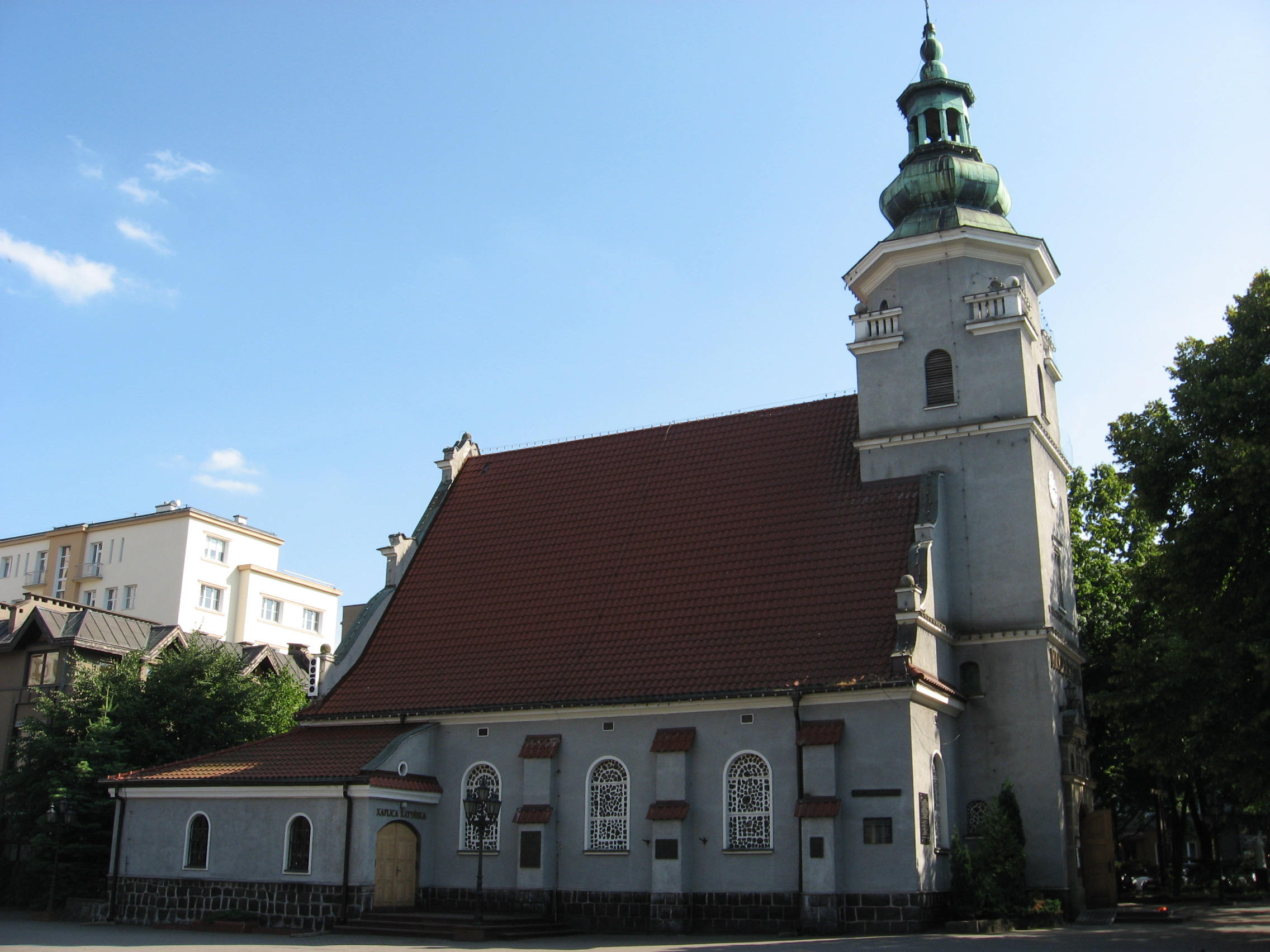
Basílica Marítima da Bem-Aventurada Virgem Maria, Rainha da Polônia

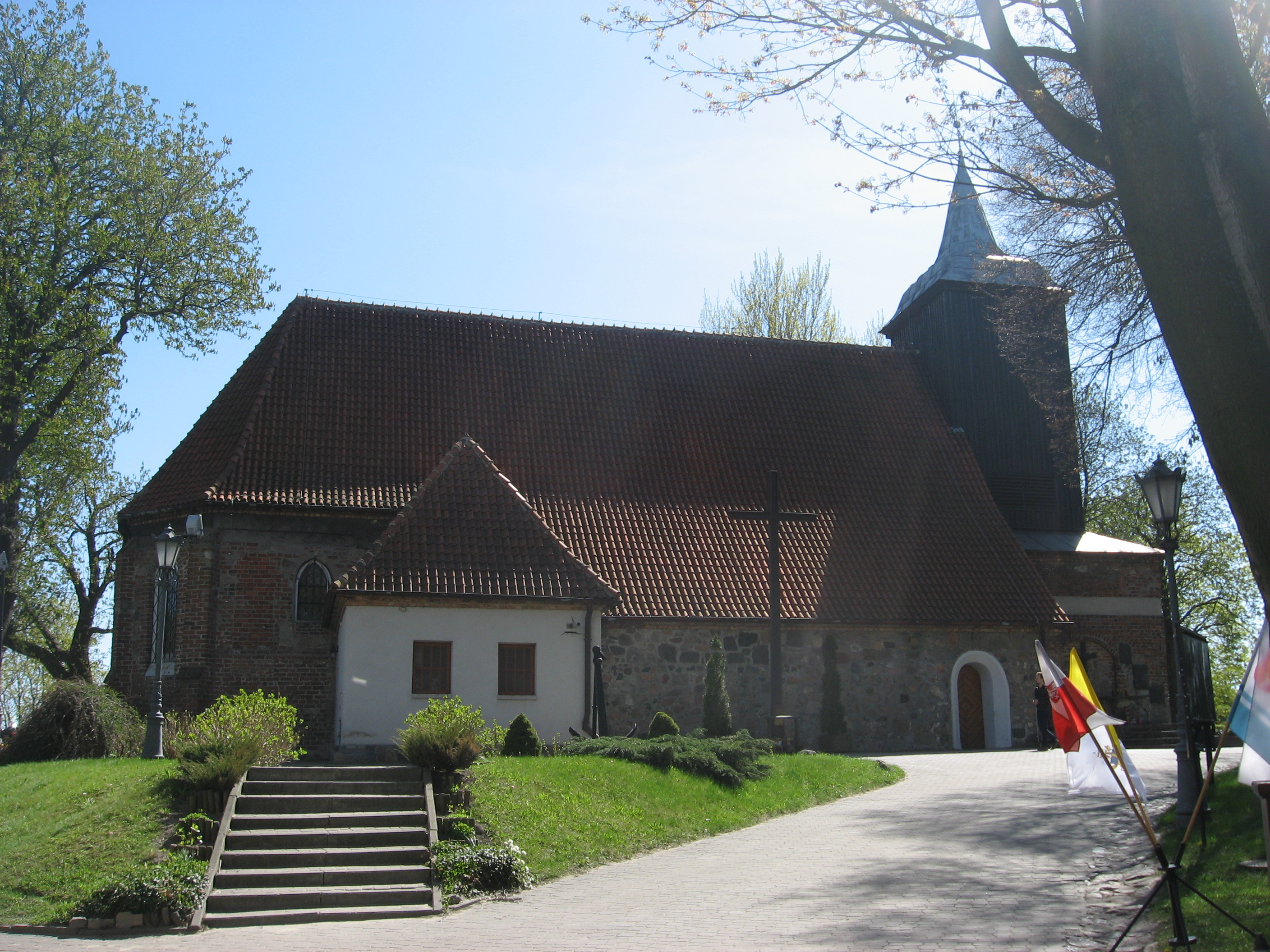
Igreja católica romana de São Miguel Arcanjo

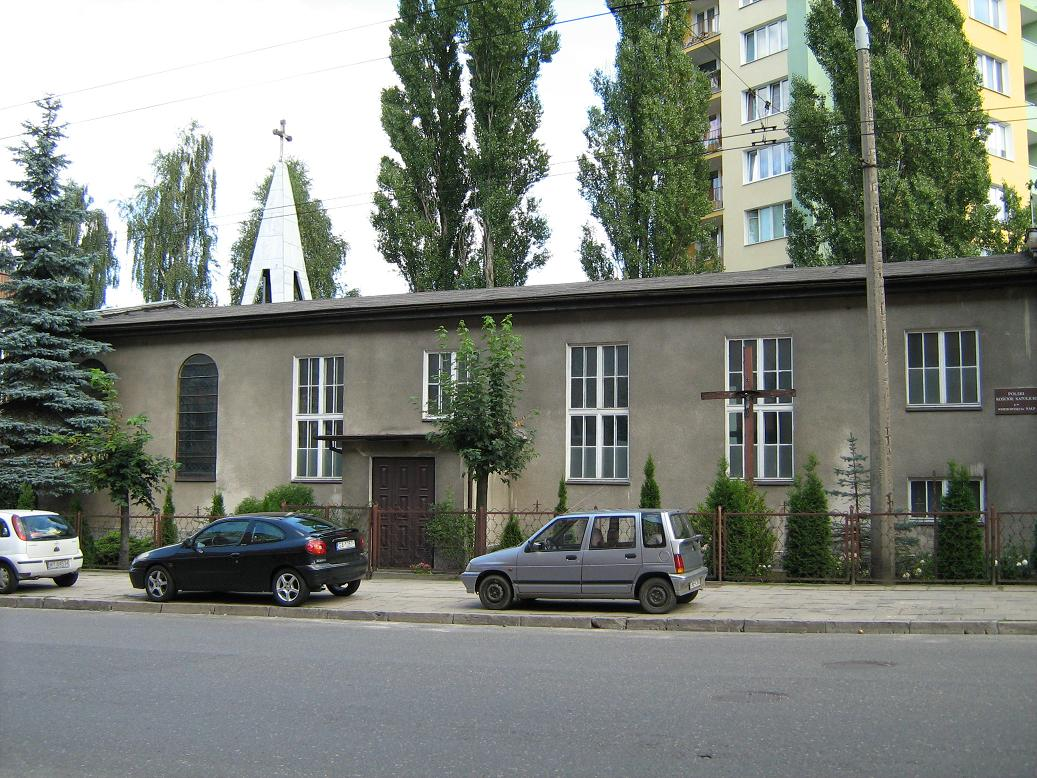
Igreja católica polonesa da Assunção da Bem-Aventurada Virgem Maria

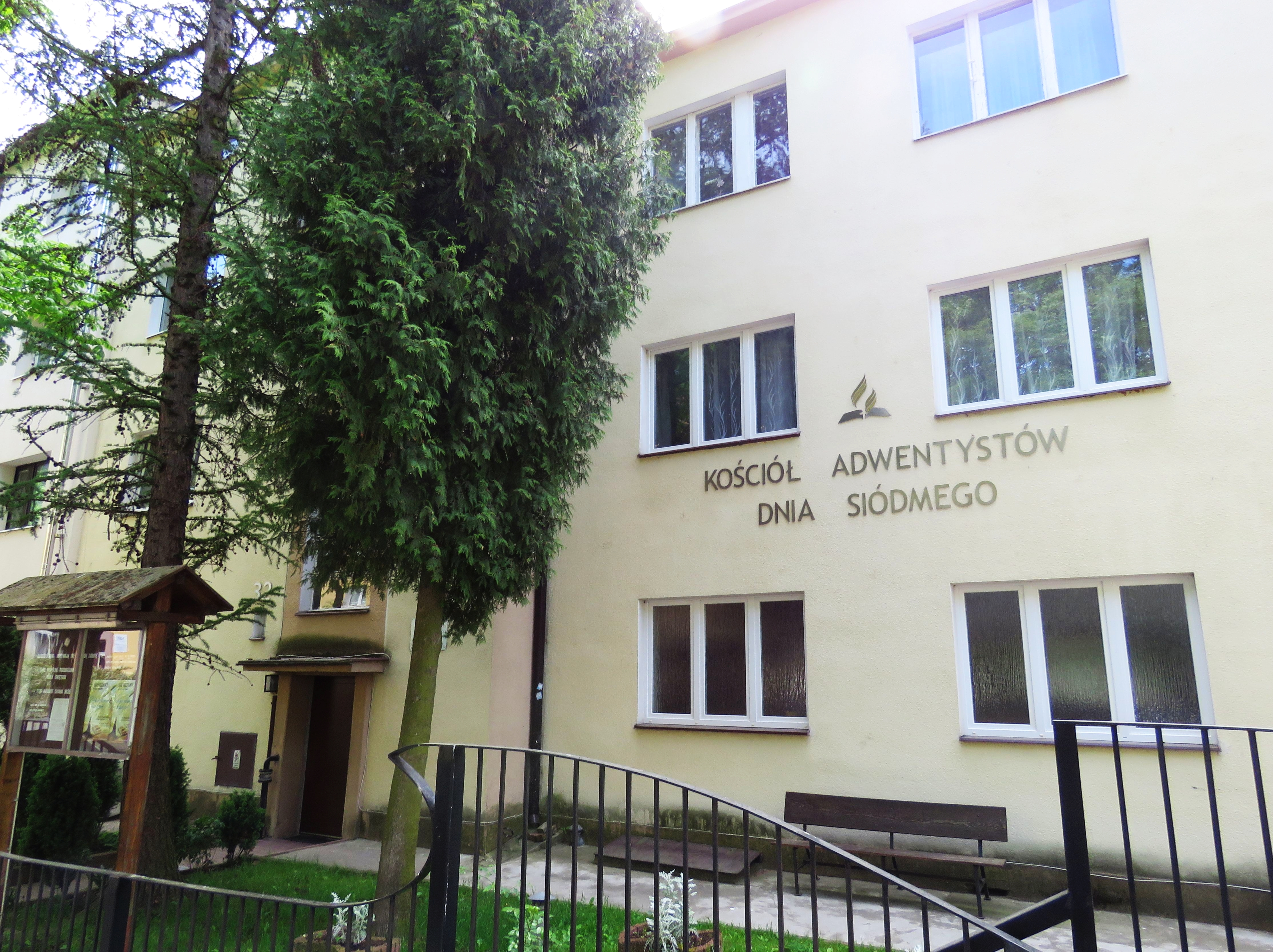
Igreja Adventista do Sétimo Dia

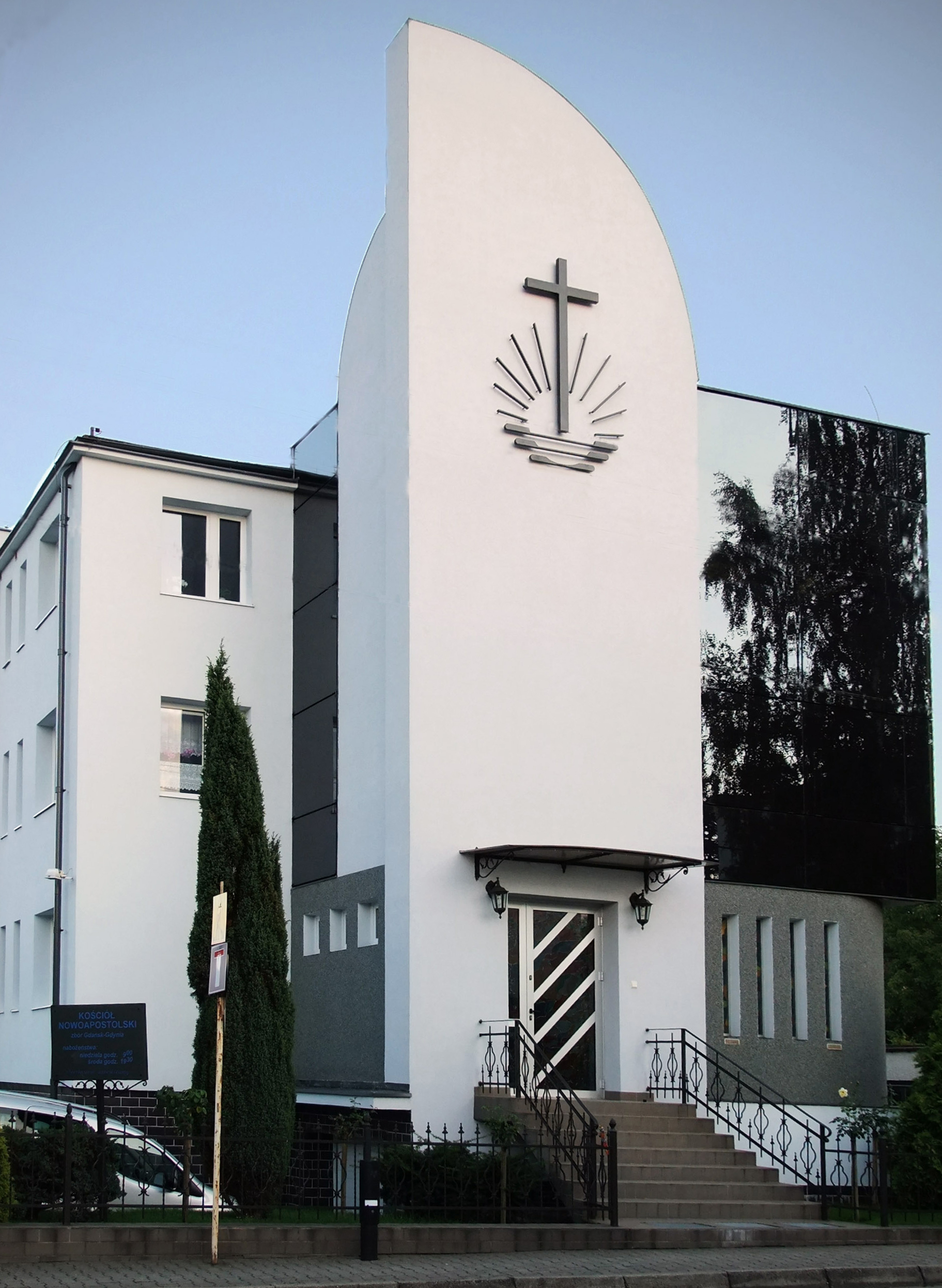
Igreja Nova Apostólica

A denominação católica romana é predominante em Gdynia. Há mais de 30 igrejas católicas (das quais a mais antiga — a histórica igreja de São Miguel Arcanjo em Oksywie — data do século XIII), bem como a igreja católica polonesa da Assunção da Bem-Aventurada Virgem Maria (igreja paroquial). Há também igrejas de várias igrejas protestantes, uma igreja da igreja Nova Apostólica e oito igrejas das Testemunhas de Jeová usando dois Salões do Reino. Gdynia também abriga a Beit Trójmiasto, uma comunidade judaica progressista.
As seguintes igrejas e associações religiosas estão ativas na cidade:

### Igreja Católica Apostólica
- Igreja Nova Apostólica na Polônia:
  - Igreja em Gdynia[127]

### Judaísmo
- Judaísmo messiânico:
  - KJMC Comunidade Messiânica Judaica “Mishpacha”[129][130]
- União de Comunidades Judaicas Progressistas “Beit Polska”:
  - Beit Trójmiasto[128]

### Igreja Católica
- Igreja greco-católica:
  - Posto pastoral greco-católico em Gdynia, subordinado à paróquia de São Bartolomeu e a Proteção da Bem-Aventurada Virgem Maria em Gdansk[131][132][133]
- Igreja Católica Polonesa na Polônia:
  - Paróquia da Assunção da Bem-Aventurada Virgem Maria[134]
- Igreja Católica de Rito Latino:
  - Paróquia de Santo André Bobola[135]
  - Paróquia de Santo Antônio de Pádua[136]
  - Paróquia de Cristo, o Bom Pastor[137]
  - Paróquia do Cristo Rei[138]
  - Paróquia do Cristo Misericordioso[138]
  - Paróquia do Espírito Santo e Santa Catarina de Alexandria[135]
  - Paróquia de Santa Edviges, a Rainha[138]
  - Paróquia de São João Batista e Santo Alberto Chmielowski[137]
  - Paróquia de São José[137]
  - Paróquia de São José Sebastião Pelczar[136]
  - Paróquia de São Judas Tadeu[135]
  - Paróquia de São Carlos Borromeu[138]
  - Paróquia de São Maximiliano Kolbe[136]
  - Paróquia de Nossa Senhora das Dores[138]
  - Paróquia de Nossa Senhora de Licheń, Rainha Dolorosa da Polônia e São Jorge[135]
  - Paróquia de Nossa Senhora do Rosário[137]
  - Paróquia militar de Nossa Senhora de Częstochowa[135]
  - Paróquia de Nossa Senhora do Perpétuo Socorro e São Pedro, o Pescador[136]
  - Paróquia de São Miguel Arcanjo[135]
  - Paróquia de São Nicolau[137]
  - Paróquia do Sagrado Coração de Jesus[136]
  - Paróquia da Santíssima Virgem Maria Rainha da Polônia[136]
  - Paróquia do Imaculado Coração de Maria[138]
  - Paróquia de São Paulo Apóstolo[135]
  - Paróquia da Elevação da Santa Cruz e da Imaculada Conceição da Bem-Aventurada Virgem Maria[136]
  - Paróquia da Transfiguração[137]
  - Paróquia da Sagrada Família[137]
  - Paróquia de Santo Estanislau Kostka[136]
  - Paróquia da Santíssima Trindade[138]
  - Paróquia de Santa Urszula Ledóchowska[136]
  - Paróquia de São Lourenço[138]
- Fraternidade Sacerdotal de São Pio X:
  - Priorado do Imaculado Coração da Bem-Aventurada Virgem Maria[139]

### Protestantismo
- Centro Cristão “Nova Onda”[140]
- Igreja Adventista do Sétimo Dia na Polônia:
  - Igreja em Gdynia[141]
- Igreja de Deus em Cristo:
  - Igreja “Exército Internacional de Deus”[142]
- Igreja de Deus na Polônia:
  - Igreja Cristã “Nova Geração”[143]
  - Comunidade cristã “Paixão”[143]
- Igreja de Cristo na Polônia:
  - Comunidade Cristã em Gdynia
- Igreja Batista na Polônia:
  - Igreja em Gdynia[144]
- Igreja Cristã do Dia de Sábado:
  - Igreja em Gdynia[145]
- Igreja Cristã Evangélica na República da Polônia:
  - Igreja em Gdynia[146]
- Igreja Cristã Palavra de Fé:
  - Igreja Cristã “Palavra de Fé” em Gdynia
- Igreja Cristã ZOE:
  - Igreja em Gdynia
- Igreja Cristã Shekinah[147]
- Igreja Evangélica de Augsburgo na República da Polônia:
  - Paróquia Evangélica-Augsburgo de Gdansk-Gdynia-Sopot com sede em Sopot[148] (antes da Segunda Guerra Mundial havia uma Paróquia Evangélica-Augsburgo polonesa em Gdynia[149][150])
- Igreja Evangélica-Metodista na Polônia:
  - Estação de pregação em Gdynia subordinada à paróquia em Gdansk[151]
- Igreja Pentecostal na RP:
  - Igreja “Igreja Porto”[152]
  - Igreja “Eklezja”[152]
  - Igreja “Koinonia”[152]
- Assembleias Messiânicas de Deus (Sétimo Dia):
  - Ponto missionário em Gdynia[153]
- Associação de Igrejas de Cristo:
  - Igreja em Gdynia[154]

### Restauracionismo
- Testemunhas de Jeová:
  - Oito igrejas usando os dois Salões do Reino: Gdynia-Chylonia, Gdynia-Cisowa, Gdynia-Grabówek, Gdynia-Karwiny, Gdynia-Oksywie, Gdynia-Pogórze, Gdynia-Redłowo, Gdynia-Witomino

### Cemitérios
Gdynia tem três cemitérios municipais: em Witomino, Kosakowo e Mały Kacek.

## Transportes

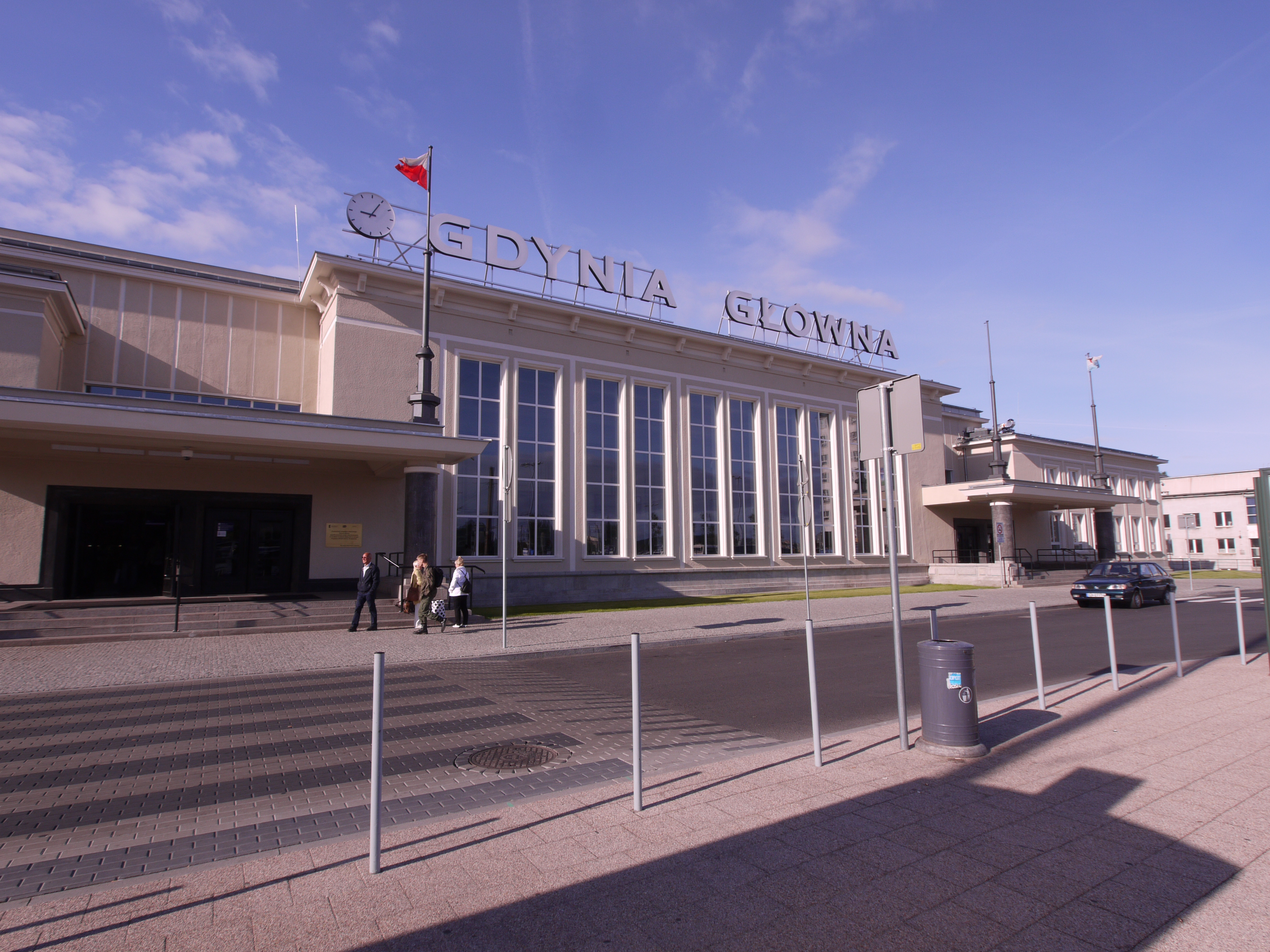
Estação ferroviária principal

Segundo o projeto de Hermann de 1913 do “Plano de Construção do Município de Gdynia” (Bebaungsplan der Gemeinde Gdingen), um bonde puxado por cavalos deveria passar ao longo da estrada Oksywska (atual rua Świętojańska). Os primórdios do transporte público em Gdynia datam de 1927, quando a primeira linha de ônibus foi lançada da praça Kaszubski para Oksywie. Atualmente, o transporte público é organizado pelo governo local e fornecido por empresas municipais e privadas selecionadas por meio de licitações. Além disso, Gdynia tem uma estação ferroviária, Gdynia Główna, onde param os trens da Ferrovia Urbana Rápida PKP na Tricidade e de longa distância. Gdynia está conectada a Varsóvia (via Sopot e Gdansk) pela linha ferroviária E65.

### Transporte marítimo

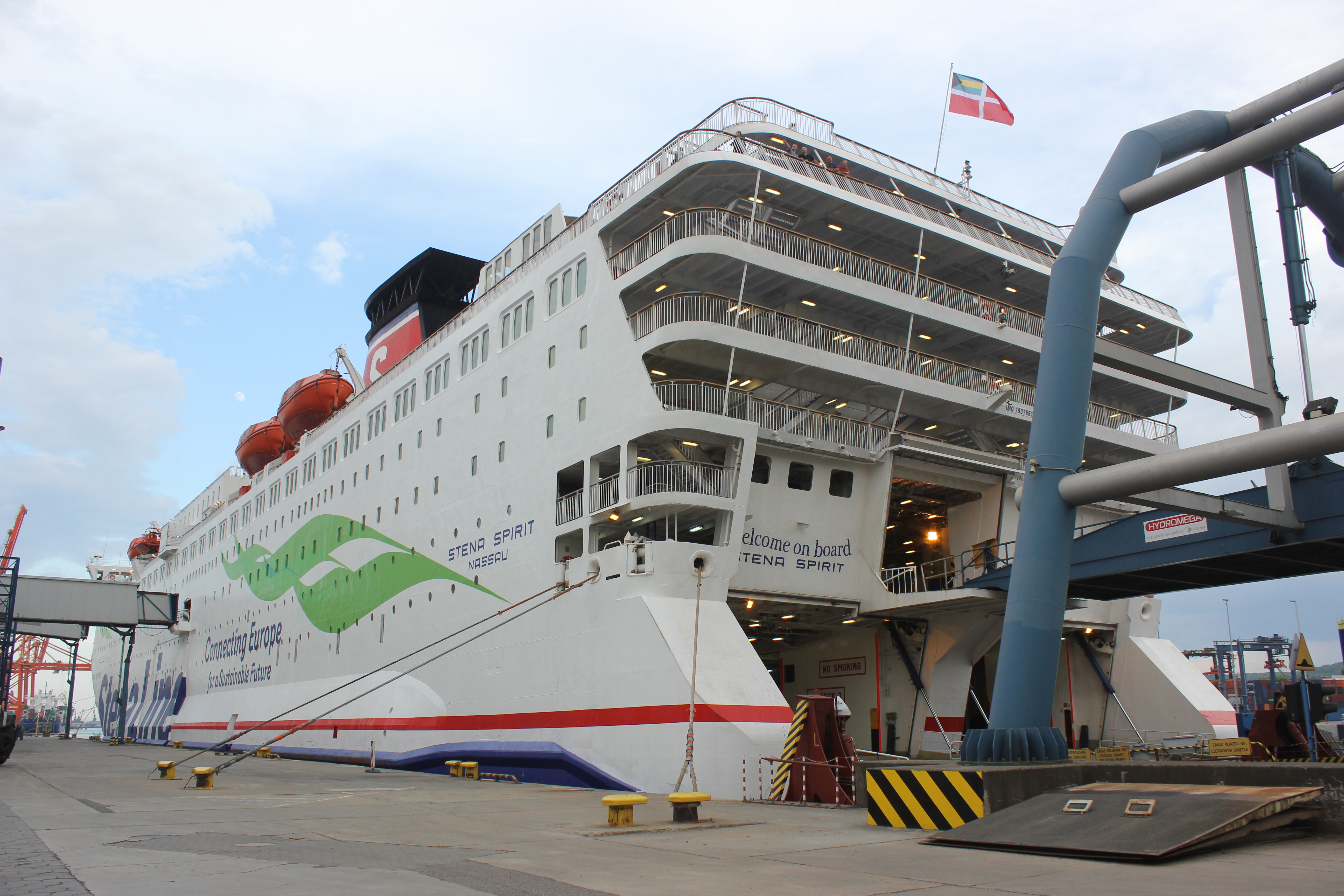
MF Stena Spirit no terminal de balsas da Stena Line

Instalações adaptadas para navios em Gdynia:
- Porto de Gdynia
  - Terminal de balsas da Stena Line
- Marina “Dalmor”[156]
- Marina “Żegluga Gdańska”[157]
- “Marina Gdynia”[158]
- Marina “Gdynia-Oksywie”[159]
- Marina “Gdynia-Obłuże”[160]

### Transporte público

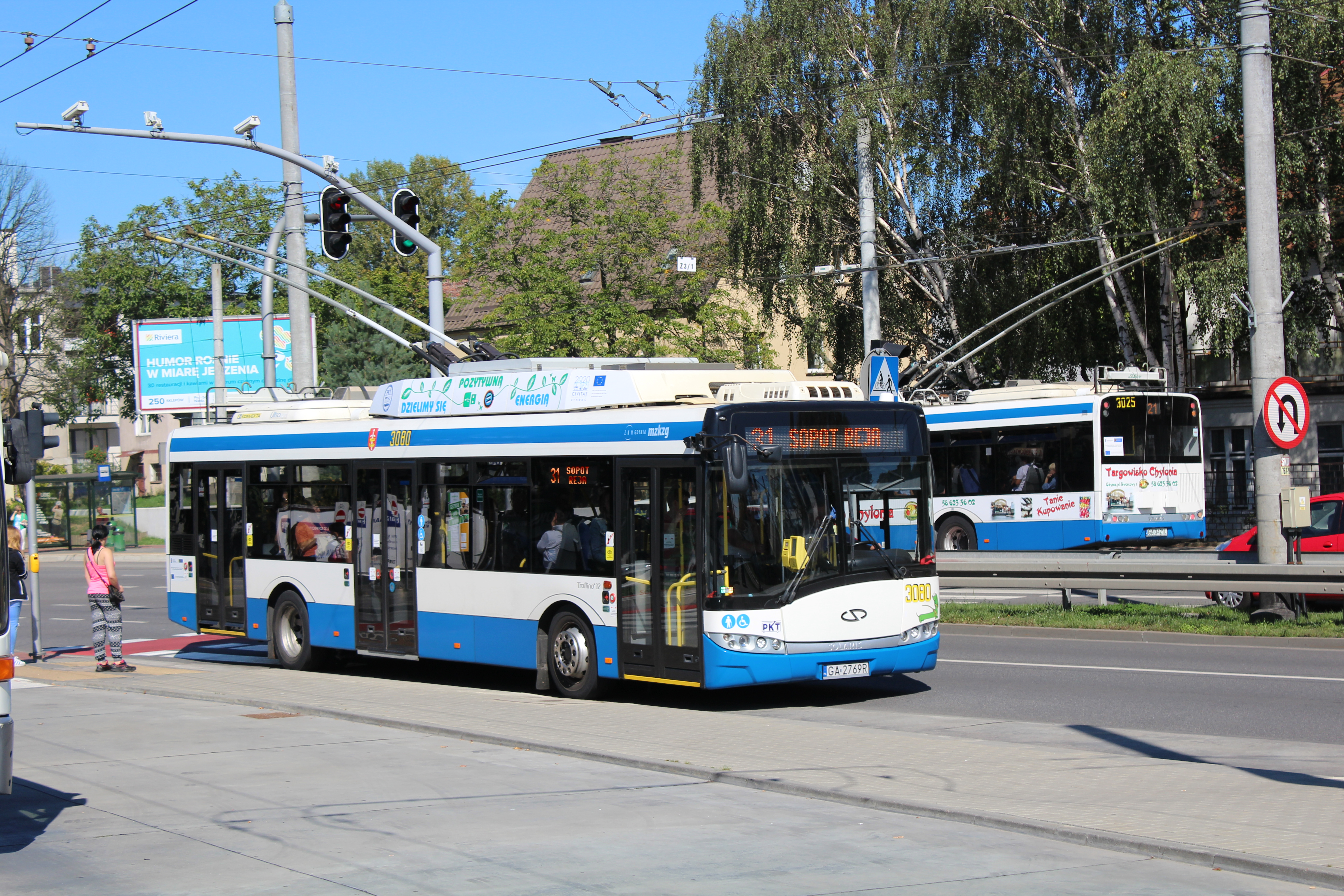
Gdynia Solaris Trollino 12

Autoridade de Transporte Público de Gdynia (ZKM) — um órgão do governo local de Gdynia, é o responsável pela organização e gerenciamento do transporte urbano coletivo de passageiros.
A ZKM foi criada por uma resolução do Conselho Municipal em 1 de outubro de 1992, em decorrência da qual a pesquisa de mercado dos serviços de transporte, a preparação de horários e a organização de planos tarifários foram excluídos das competências das Obras de Transporte Municipal (MZK). A ZKM começou a exercer controle sobre os serviços prestados pela MZK. Nos últimos anos, as transportadoras que operam em nome da ZKM Gdynia adquiriram mais de uma dúzia de trólebus de piso baixo da família Solaris Trollino (principalmente Solaris Trollino 12M), que substituíram 70% dos veículos de trólebus mais antigos. Recentemente, vários ônibus MAN Lion's City G a gás natural veicular também foram adquiridos como parte do desenvolvimento ecológico do transporte público liderado pela União Europeia.

## Cultura

### Cinemas
Há um multiplex em Gdynia, o Helios, inaugurado em outubro de 2013. Há também um cinema na Escola de Cinema de Gdynia, chamado Gdynia Centrum Filmowe. O GCF é caracterizado por pouca publicidade pré-filme, ingressos mais baratos e um repertório diversificado; podemos ver sucessos do Oscar, bem como filmes alternativos ou cinema independente aqui. Os outros locais lidam com a exibição de filmes limitadamente. Entre eles estão o DKF Żyrafa, que funciona no Clube de Cinema, o DKF Pod wiszącą skałą, na IX Escola de ensino médio, em Gdynia, e o Grom. Os cinemas históricos, como o Goplana e os cinemas Varsóvia, que existiam desde o período entre guerras, foram fechados e convertidos em prédios com outras funções.

### Teatros

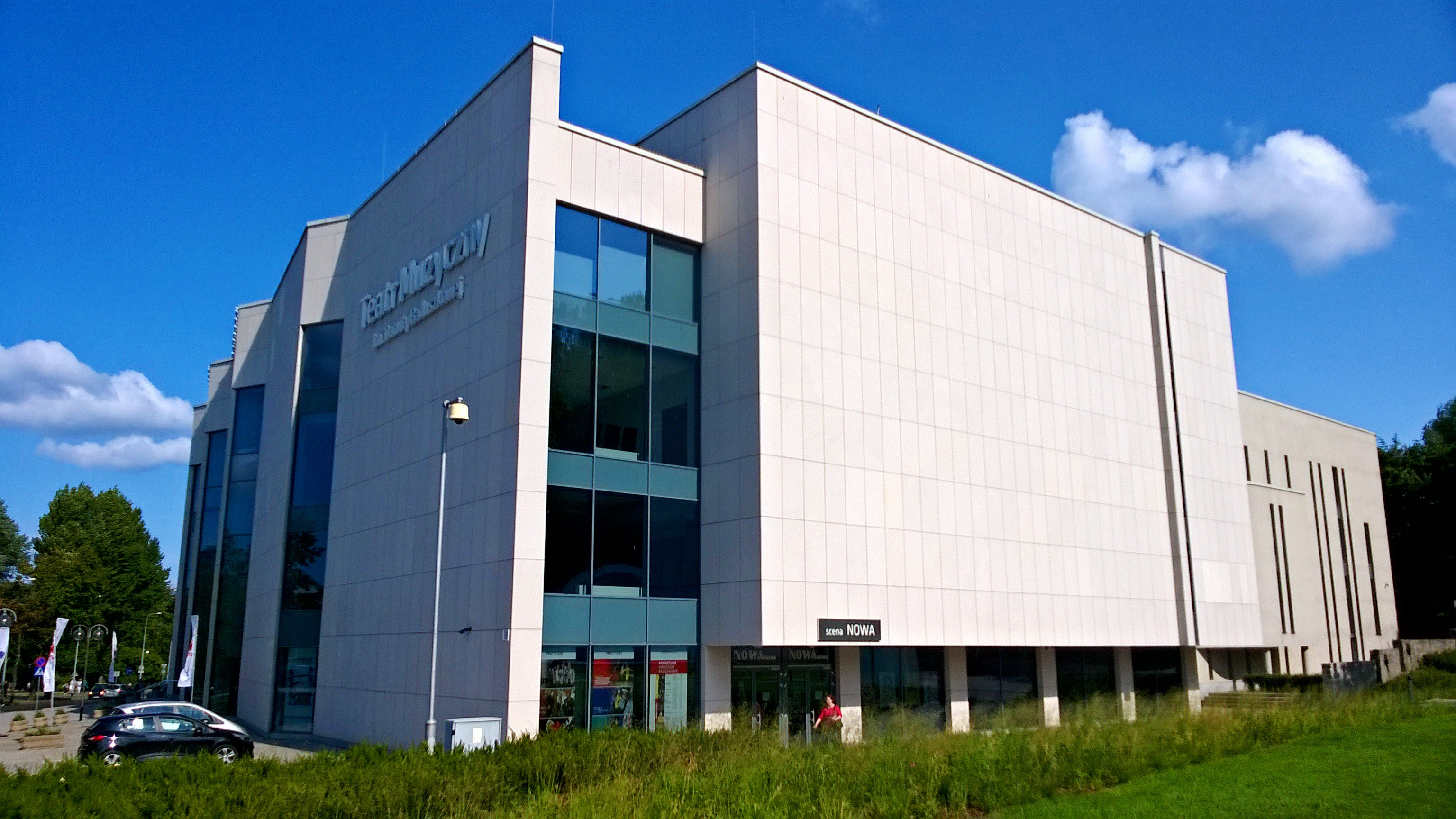
Teatro Musical Danuta Baduszkowa

- Teatro Musical Danuta Baduszkowa,[163] o maior teatro de Gdynia, existe desde 1958 e tem o segundo maior palco do país. A instituição é administrada em conjunto pela cidade e pelo governo local da voivodia da Pomerânia. Além dos espetáculos de teatro, o local recebe anualmente o Festival de Filmes Poloneses,[164] o Ladies' Jazz Festival e apresentações ocasionais do Festival de Shakespeare.[165]
- Teatro Municipal Witold Gombrowicz está em funcionamento desde 1991.[166]
  - Possui um palco de verão, que realiza apresentações para o público em julho e agosto na praia de Orłowo.
- Palco de teatro no Centro Cultural de Gdynia (no verão, as peças são apresentadas no palco de verão na praia de Orłowo).
  - Grupo de teatro SAM (no Centro Cultural de Gdynia).
  - Grupo de teatro Scena 138 (teatro amador).
- Teatro Gdynia Główna — um palco de teatro no terreno da estação de trem Gdynia Główna, organizado em 2013.
- Fundação de Teatro da Quarta Cidade (grupo de teatro sem uma sede permanente).
- Teatro do Porto — empresarial, as apresentações ocorrem na Sala de Concertos do Porto de Gdynia.
- Teatro Convidado — empresarial, existe no Clube de Música “Ucho”.

### Galerias
- Debiut
- Desa
- Chalé Żeromski
- Galeria “Tygiel”
- Galeria 78
- Galeria Engel
- Galeria de imagens “Urszula”
- Galeria Tiffany
- Graffiti
- Profile
- Salão de Arte Oriental
- Strych
- Associação de amantes de Gdynia
- Galeria Sojo-Art

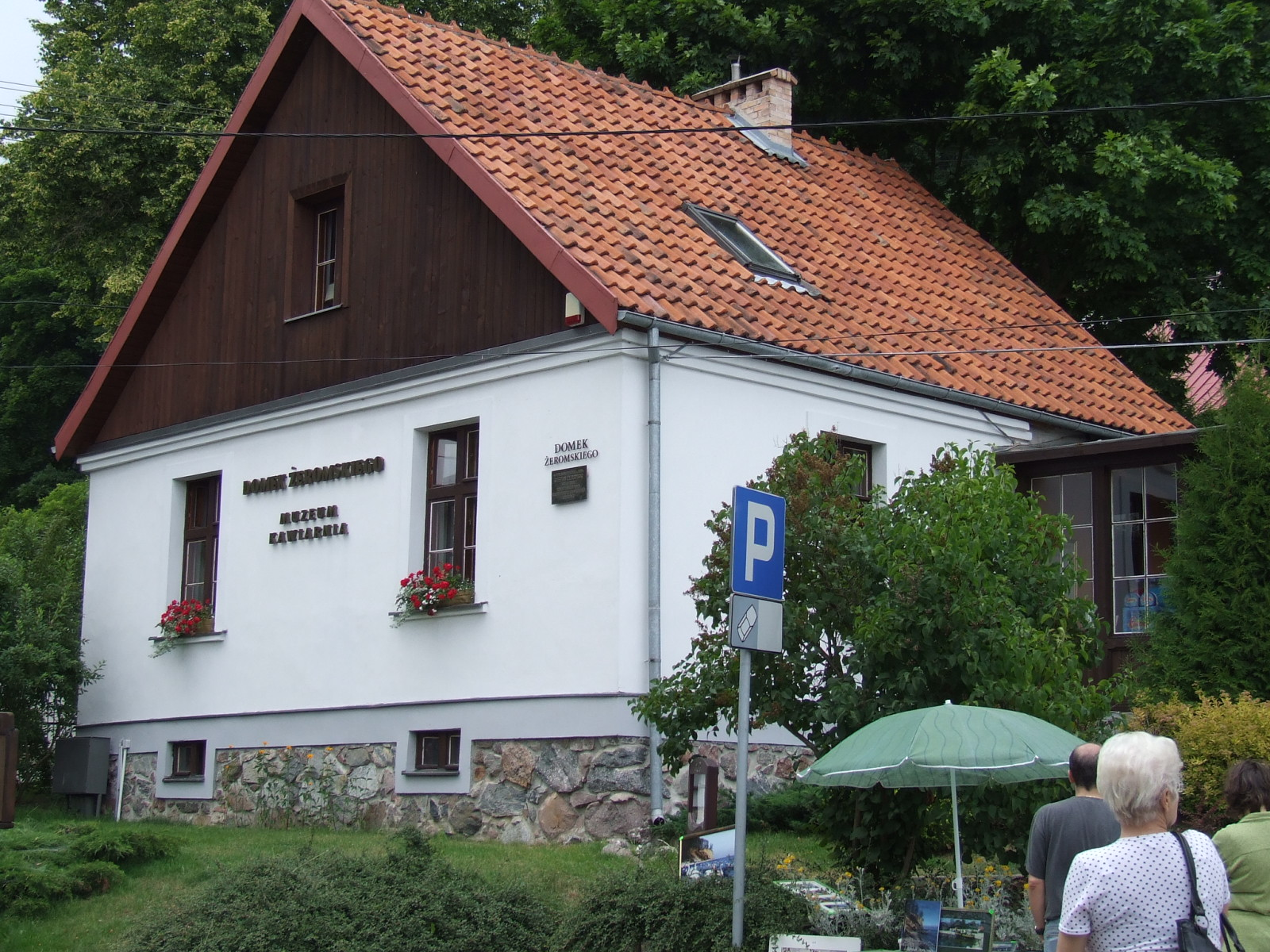
Casa em Gdynia-Orłowo, onde Stefan Żeromski viveu em 1920

- Galeria de arte contemporânea “de tempos em tempos”

### Museus
- Aquário de Gdynia[167]

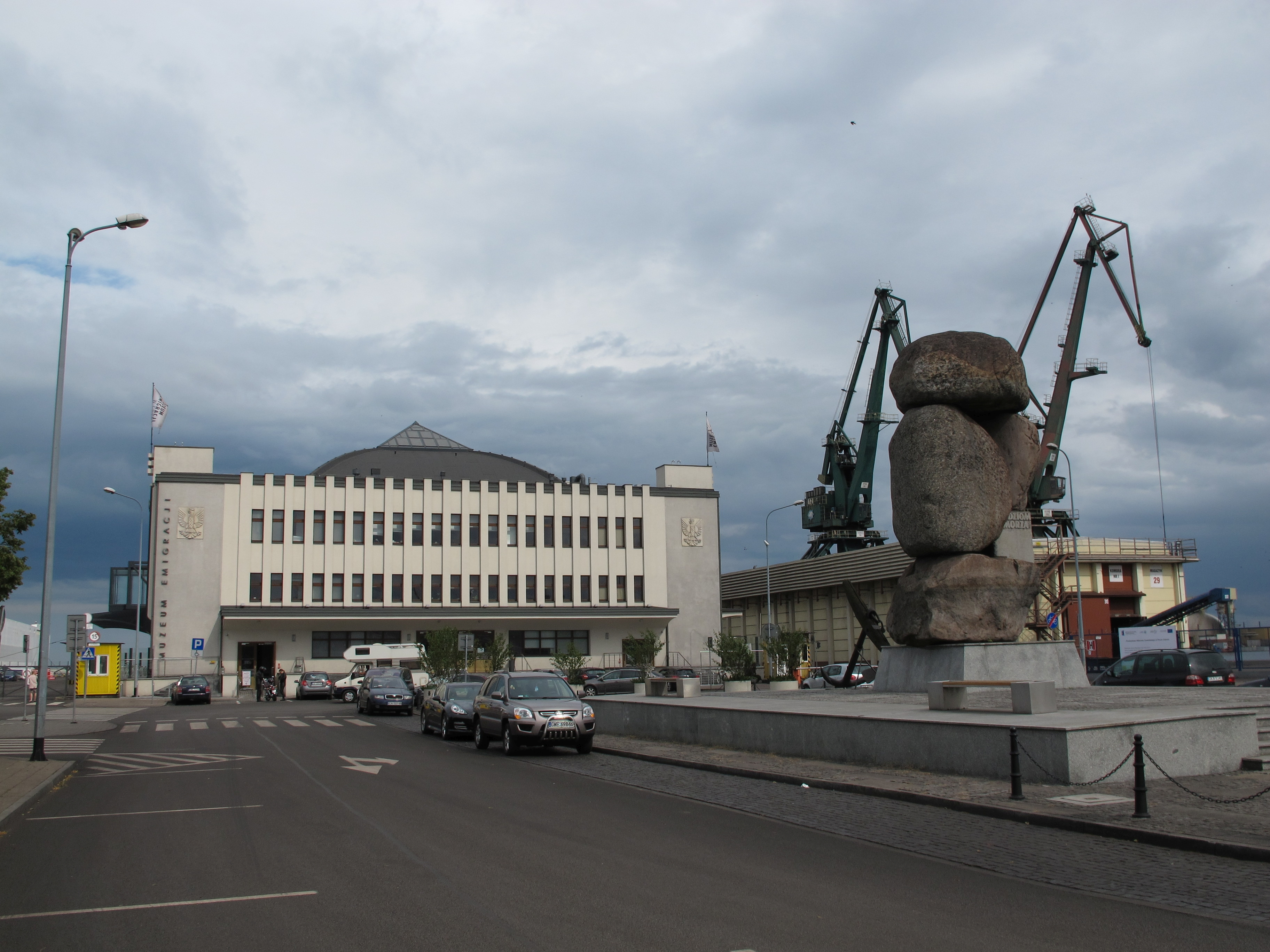
Museu da Emigração construído em uma antiga estação marítima

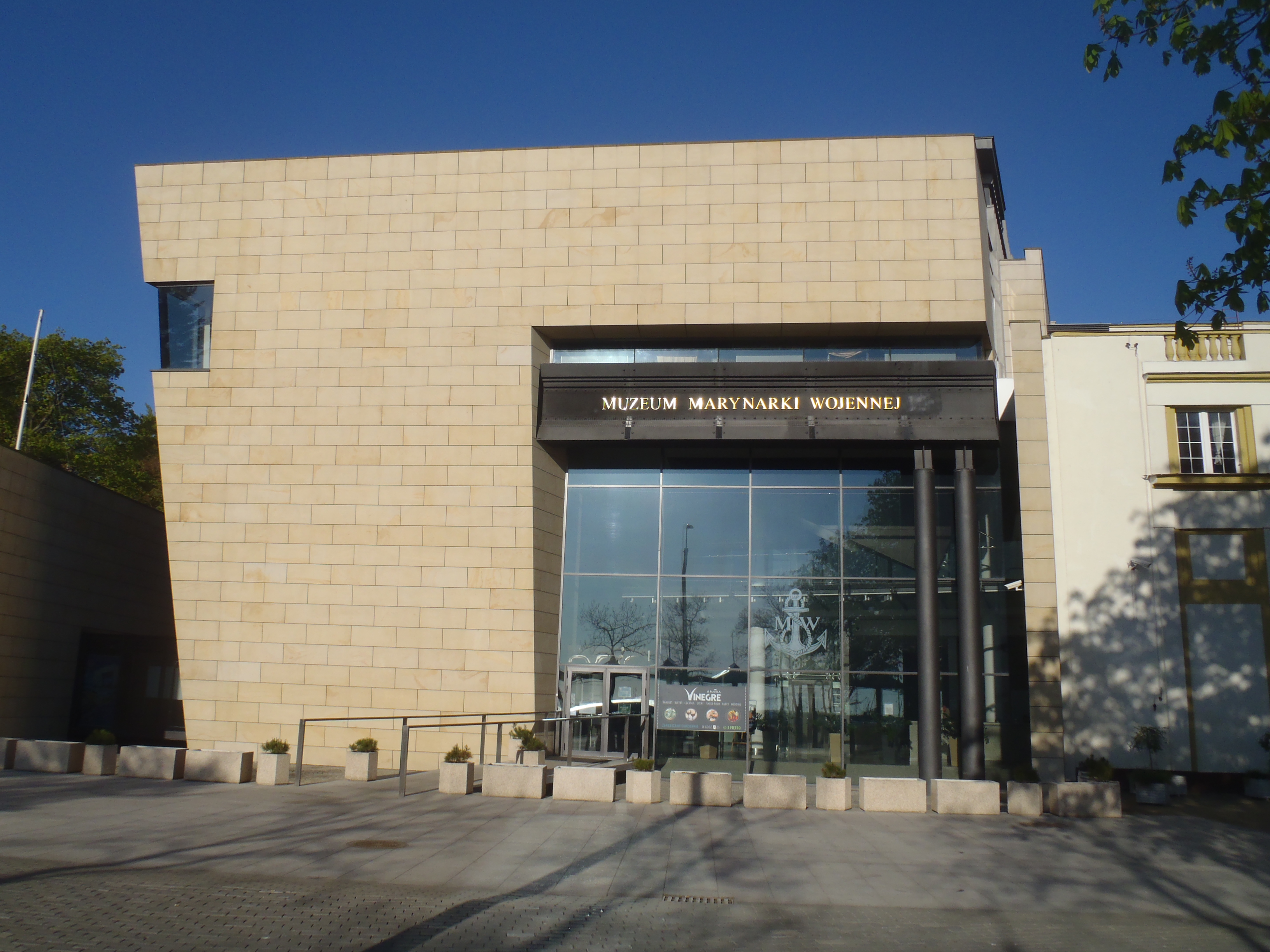
Museu Naval

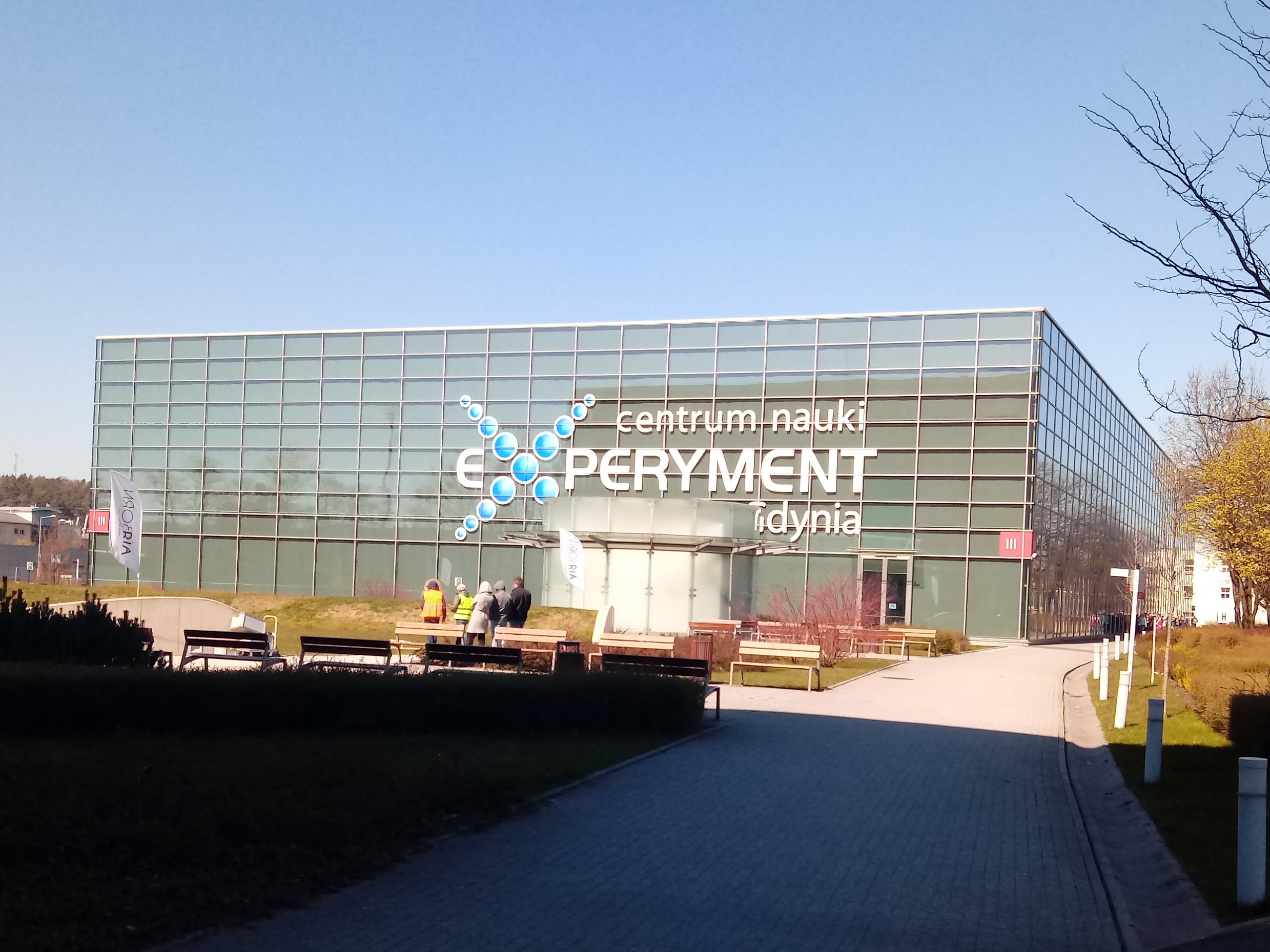
Centro de Ciências de Experimentação

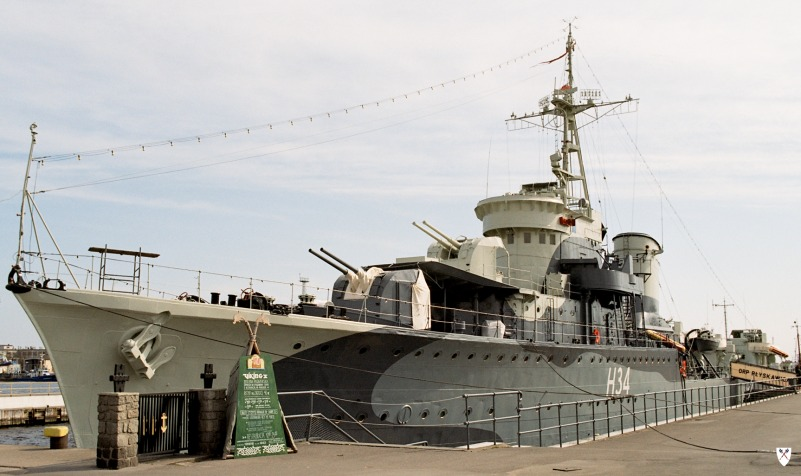
ORP “Blyskawica” — navio-museu

- Museu da Emigração — inaugurado em 16 de maio de 2015 durante a “Noite dos Museus 2015” no antigo prédio da “Estação da Marinha”[168]
- Centro de Ciências de Experimentação[169]
- Casa de Abraão, uma casa histórica em Gdynia
- Casa Żeromski, museu e instalação cultural[170]
- Museu Automotivo de Gdynia[171]
- Câmara Didática da Comissão Florestal de Gdansk
- Museu Marítimo de Gdynia
- Museu da Cidade de Gdynia — o prédio mais novo, o museu foi inaugurado em 16 de novembro de 2007[172]
- Planetário (atualmente não aberto a turistas)
- Academia Marítima Salão da Tradição
- Museu a céu aberto da pesca marinha

Há duas embarcações atracadas no Cais Pomerano, que servem como objetos de museu flutuantes.
- O contratorpedeiro ORP “Błyskawica”, que tem servido como navio-museu desde 1976. Construído em um estaleiro britânico, o navio serviu na Marinha polonesa de 1939 a 1946, retornou à Polônia em 1947 e serviu na Marinha até 1969. Em 1976, foi atracado em Gdynia como um museu flutuante.
- O veleiro “Dar Pomorza” tem servido como navio-museu desde 1983. Ele foi comprado na França em 1929 e serviu como fragata-escola para a Escola Marítima de Gdynia.

### Bibliotecas
- Biblioteca Pública Municipal

### Outras instituições culturais
- Centro Cultural de Gdynia
- Sociedade dos Amigos de Gdynia

#### Cinema

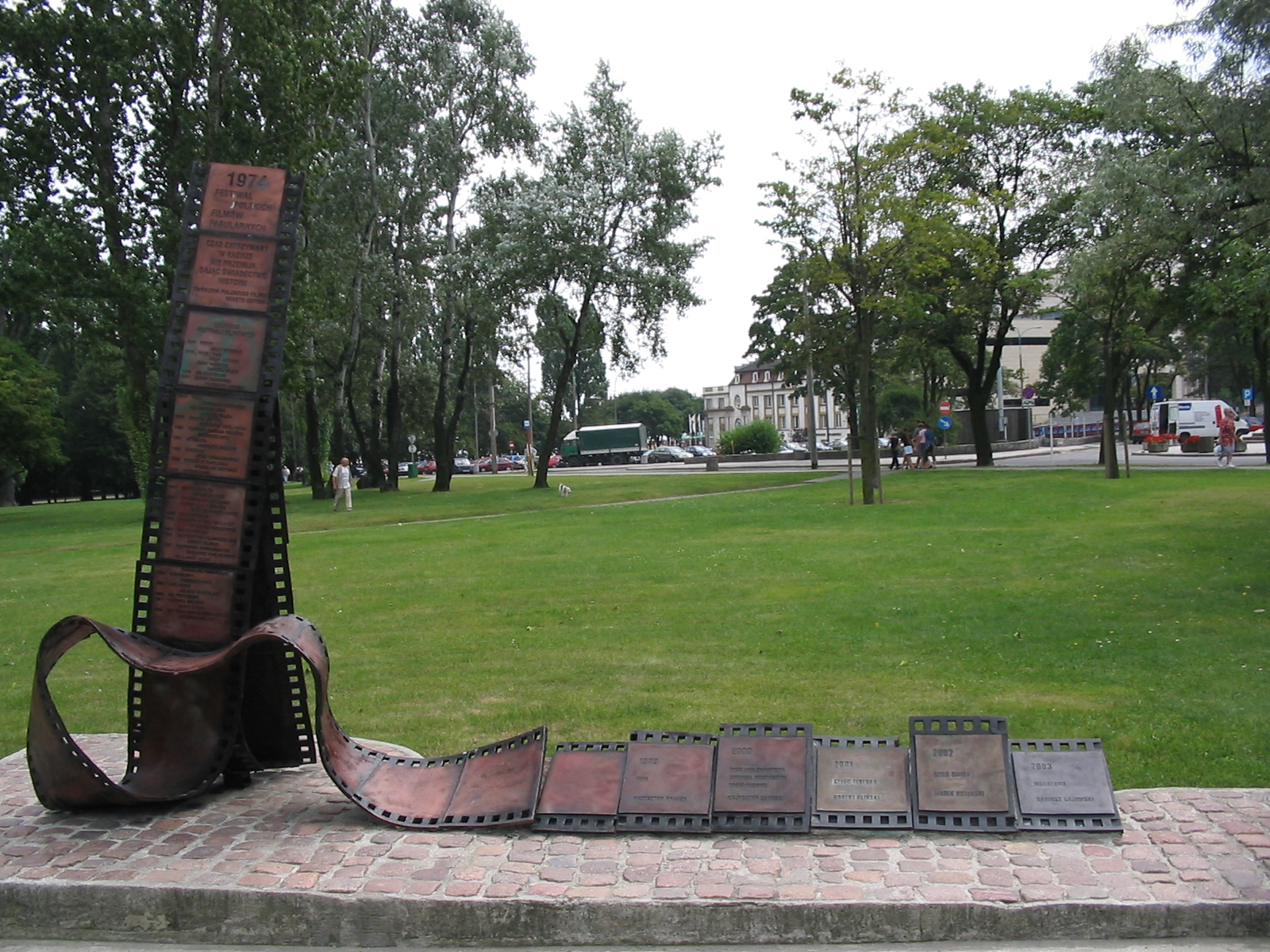
Monumento ao Festival de Cinema polonês em Gdynia

- Festival de Longas-Metragens Poloneses é realizado em Gdynia desde 1986 (desde 2010, em maio; as edições anteriores eram realizadas em setembro). Durante o festival, os longas-metragens de produção polonesa são exibidos no Teatro Musical, e os melhores são premiados com Leões de Ouro. A cidade abriga a Escola de Cinema de Gdynia, que em 2015 passou a fazer parte do Centro de Cinema de Gdynia, localizado no Complexo do Fórum Cultural.[173]
- Oficinas de Cinema da Pomerânia (organizado pela Fundação de Cinema da Pomerânia em Gdynia).

#### Música e dança

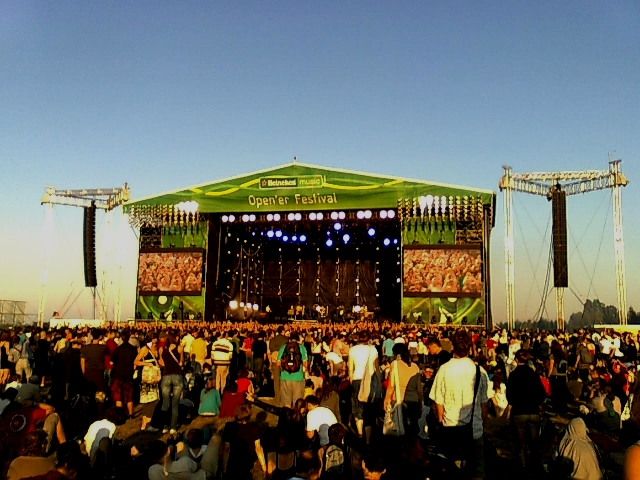
Open’er Festival (2009)

Os festivais de música popular e clássica são organizados em Gdynia.
- Música clássica: Gdynia Classica Nova (antigo Festival de Música Sacra), Concertos de Música Promenade (em Kamienna Góra)
- Música antiga: Festival Anima Musica
  - Em 2012, também foi organizado o Fim de Semana de Música Antiga de Gdynia
- Música de blues e jazz: resenha totalmente polonesa de conjuntos jovens de jazz e blues do Gdynia Sax Club, Gdynia Blues Festival, Ladies' Jazz Festival
- Mundo da música:
  - Desde 2005, a cidade também é sede do festival Globaltica de música tradicional e étnica, onde Sinéad O'Connor, Cesária Évora, Diana Krall, Goran Bregović e Seal, entre outros, já fizeram shows.
  - De 19 a 21 de maio de 2006, Gdynia sediou o Festival de Cultura Afrobrasileira, que apresentou, entre outras coisas, um show de capoeira.
- Música popular (definida amplamente): a cidade sedia o Open'er Festival, um dos maiores festivais anuais da Europa. Ele apresenta espetáculos de artistas de música eletrônica, rock e hip-hop.

#### Artes visuais
Os festivais de Gdynia no amplo campo das artes visuais incluem o festival de formas multimídia Transvizualia e o festival de ritmo e fogo ao ar livre Frog.

#### Literatura e afins
- Desde 2006, é apresentado o Prêmio Literário de Gdynia, que também está associado a eventos cíclicos: o festival literário “Literaturomanie” e os Encontros de Outono com Laureados. O prêmio, na forma de estatuetas comemorativas (Cubos Literários), é concedido aos autores dos melhores livros nas áreas de prosa, poesia e redação.
- Concurso Nacional de Recitação.

#### Eventos de massa e ao ar livre

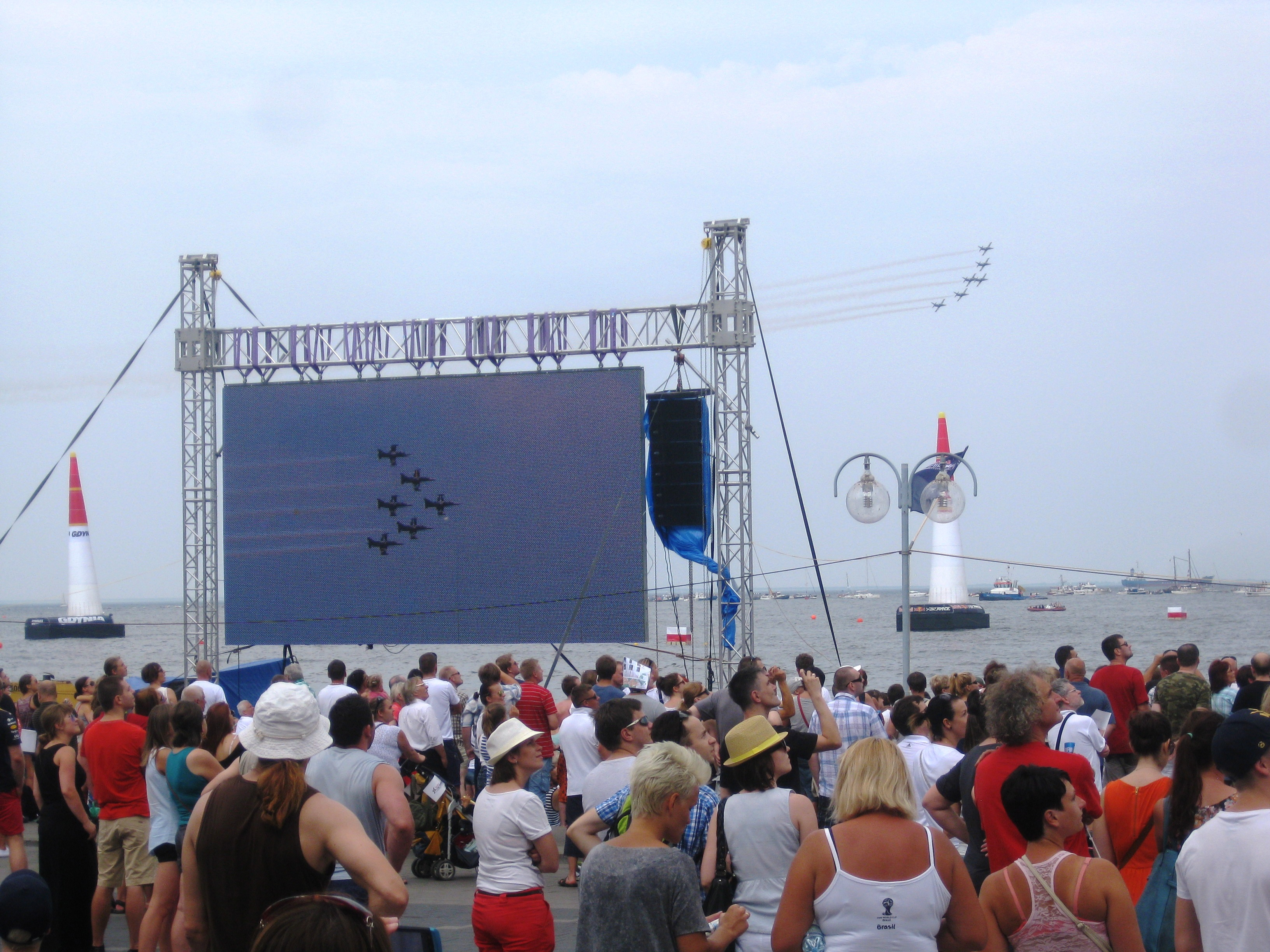
Red Bull Air Race Gdynia (2014)

Os principais eventos culturais que ocorrem todos os anos incluem o CudaWianki — uma série de eventos, ou seja, concertos, desfiles e happening, que inauguram a temporada de verão em Gdynia.

### Mídia
Títulos da imprensa marítima (“Bandera”, Namiary na Morze i Handel, Przegląd Hydrograficzny) e jornais locais — Dziennik Bałtycki (suplemento local) e Nasze Miasto — são publicados em Gdynia. Duas operadoras de TV a cabo estão sediadas aqui — Vectra e Multimedia Polska, bem como a estação de TV Tele-Top, de propriedade dessa empresa. A estação de TV regional Pomorska.TV informa regularmente sobre eventos importantes em Gdynia. No passado, duas estações de rádio locais também transmitiam de Gdynia: Eska Nord e Radio Hello.
Desde novembro de 2009, Gdynia publica a “Bliza”, uma revista trimestral de arte de Gdynia, cujo editor-chefe é o escritor Paweł Huelle.
Desde novembro de 2014, o semanário da cidade “Kurier Gdyński”, publicado pela editora Polskapresse, foi reativado em Gdynia.
Desde abril de 2017, a estação de rádio “Gdynia Radio” foi reativada em Gdynia, atualmente operando como uma estação de rádio pela internet.

## Proteção à saúde

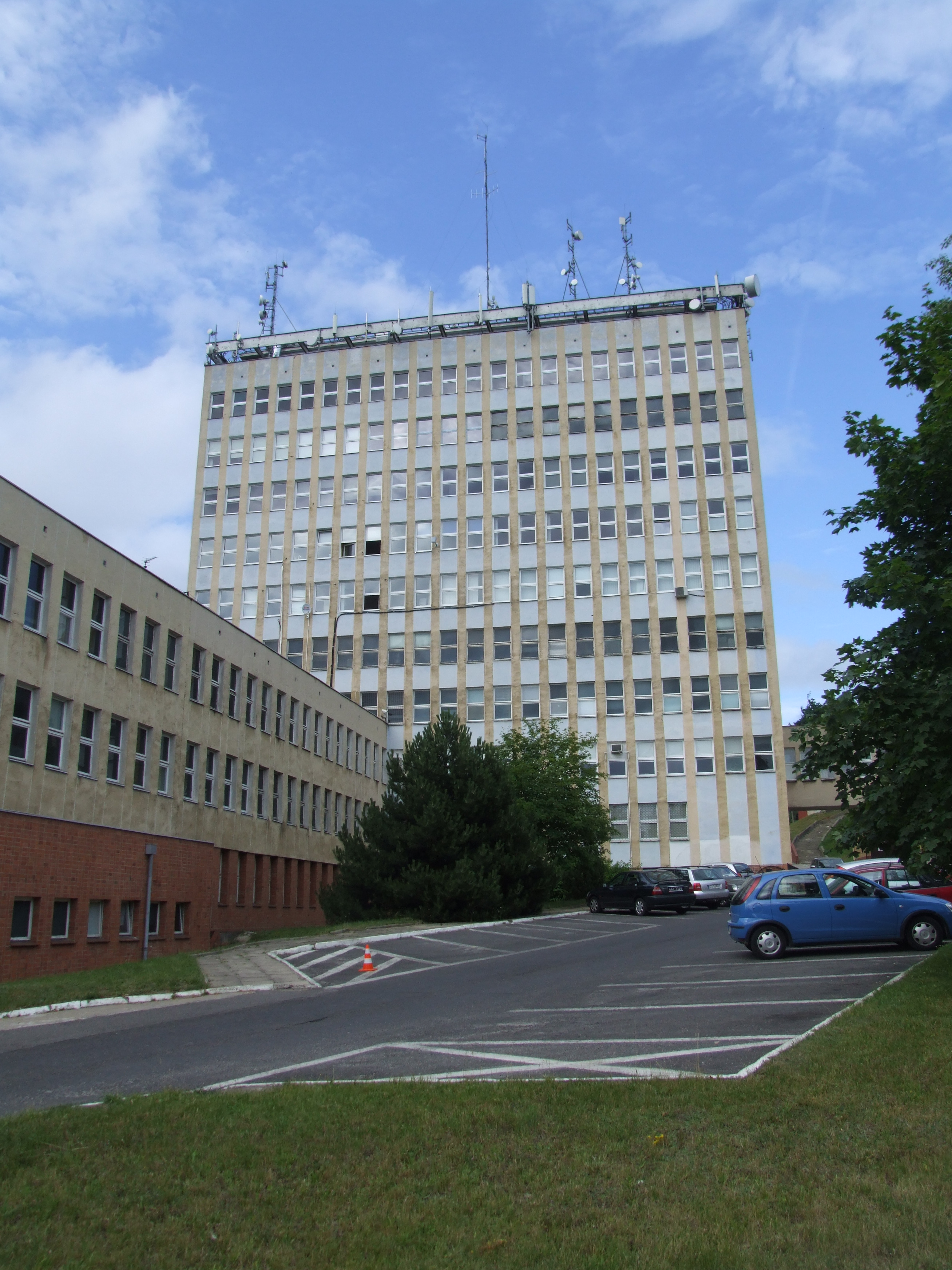
Centro Universitário de Medicina Marítima e Tropical GUM

### Hospitais públicos
- Hospital Marítimo PCK[177]
- Hospital São Vicente de Paula[177] (antigo Hospital Municipal J. Brudziński[178])
- Centro Universitário de Medicina Marítima e Tropical[179]

## Educação

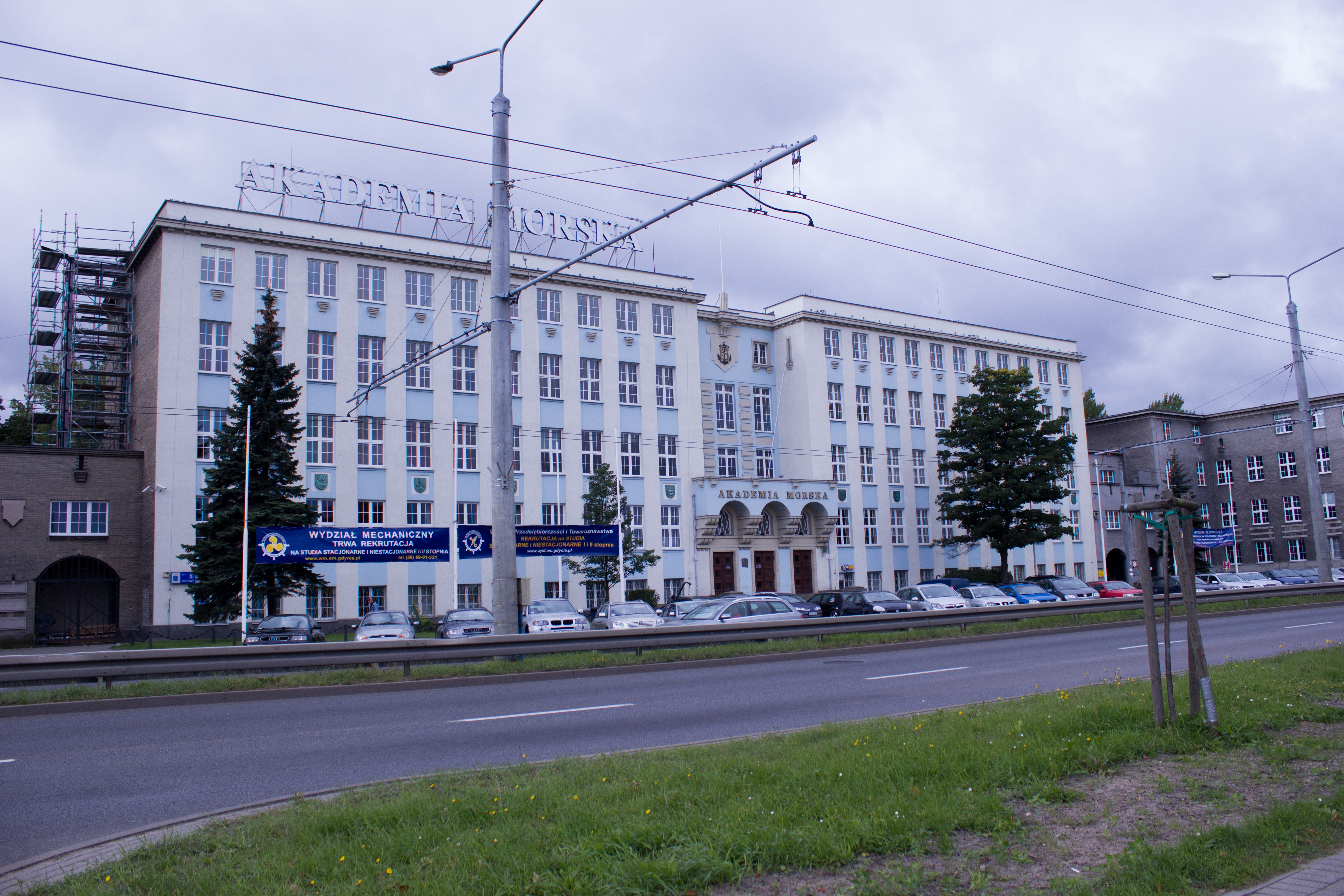
Universidade Marítima de Gdynia — prédio principal na rua Morska, 83

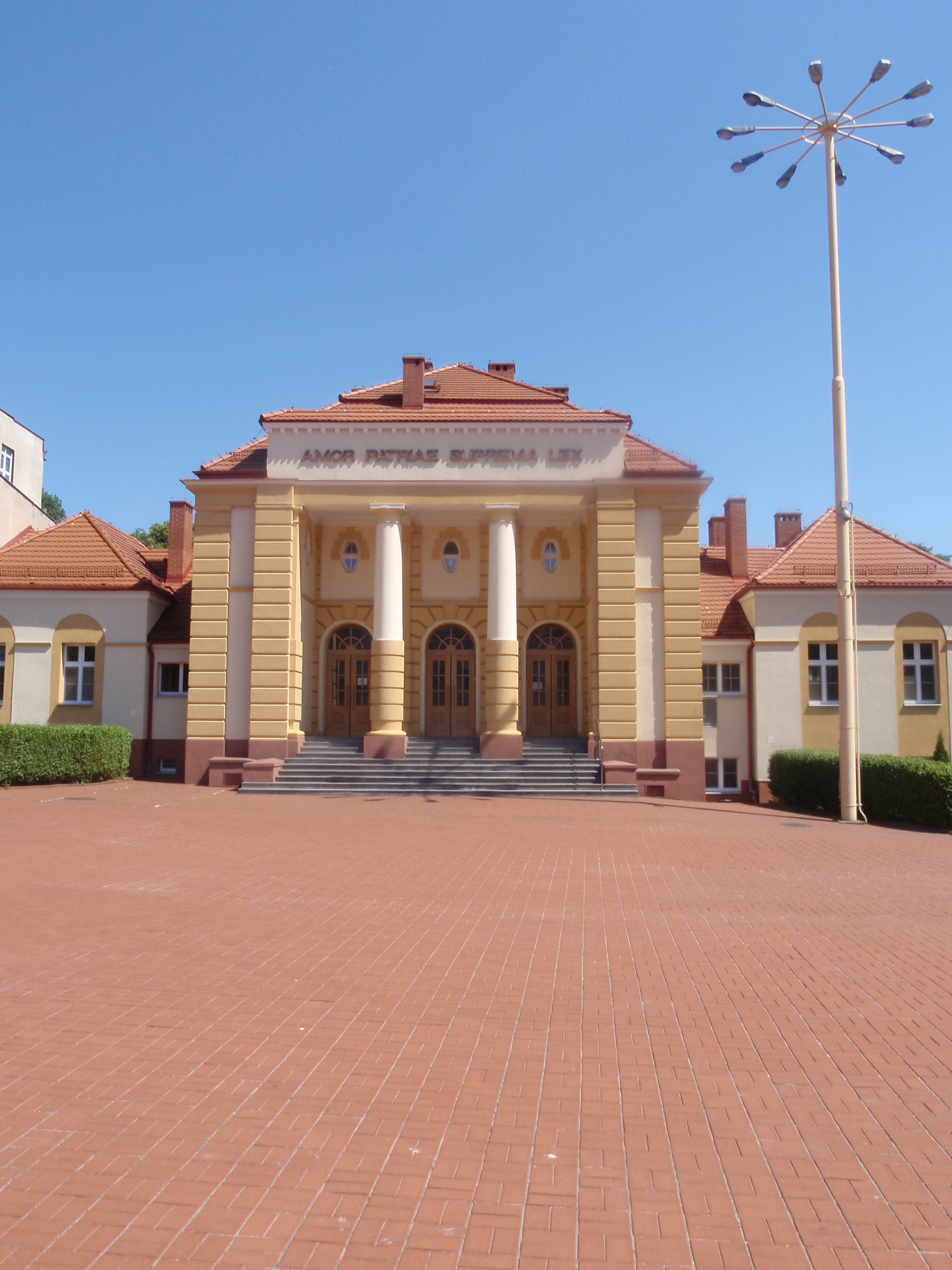
Academia Naval Heróis de Westerplatte

Em Gdynia, há 46 jardins de infância, 41 escolas primárias, 19 escolas secundárias, 25 escolas técnicas, 10 escolas de comércio de primeiro grau e 52 escolas pós-secundárias. Entre essas últimas, há 8 escolas de ensino superior.

### Organizações não governamentais
A Fundação Econômica foi criada em 1990. Foi uma das primeiras organizações não governamentais da Polônia a iniciar atividades para apoiar o empreendedorismo, melhorar as qualificações profissionais dos funcionários e combater o desemprego. Atualmente, a Fundação está envolvida principalmente em atividades de treinamento, incluindo cursos de soldagem e exames para as licenças PRS Registro Polonês de Navios e DNV Det Norske Veritas. Ela também é a operadora do Concurso Municipal da Pomerânia.
IO Centro de Organizações Não-Governamentais de Gdynia, criado em 1996, é responsável por integrar e coordenar a cooperação entre Gdynia e as organizações não-governamentais, entendendo-se amplamente a animação social e a promoção das atividades das ONGs. As atividades do Centro incluem o projeto “DOKI — Incubadora de atividades de Gdynia”, que visa a incentivar os jovens residentes de Gdynia a se voluntariarem e a se tornarem mais ativos na cidade, a campanha social “1% Pequena Porcentagem, Grande Negócio”, que visa promover a doação de 1% dos impostos para as organizações de benefício público de Gdynia, e a Oficina de Viagem em Gdynia “Amplos Horizontes”.

### Universidades
As maiores universidades estatais da cidade são a Academia Naval e a Universidade Marítima, ambas associadas ao caráter costeiro de Gdynia. A primeira delas foi instalada em Oksywie em 1946, por decisão do marechal polonês Michał Rola-Żymierski. Ela é subordinada ao Ministro da Defesa Nacional e educa oficiais e cadetes, bem como civis. A segunda, transferida de Tczew para Gdynia em 1930, educa futuros oficiais da marinha mercante e especialistas em assuntos marítimos. Além disso, há duas faculdades da Universidade de Gdansk em Śródmieście: Faculdade de Biologia e Faculdade de Oceanografia e Geografia. A ampliação de suas instalações, abrigadas em um único prédio, foi concluída em 2004.
Também há universidades particulares em Gdynia, como a Escola Superior de Humanidades da Pomerânia, a Escola Superior de Administração e Negócios Eugeniusz Kwiatkowski, a Escola Superior de Comunicação Social, a Escola Superior de Relações Econômicas e Políticas Internacionais e a Escola Bancária de Gdansk, Faculdade de Economia e Administração em Gdynia.
Em janeiro de 2010, a Escola de Cinema de Gdynia também foi criada por iniciativa da comunidade cinematográfica da cidade. Seu currículo inclui aulas de longa-metragem e documentário, ministradas especificamente para ensinar direção e a arte da cinematografia.

## Turismo

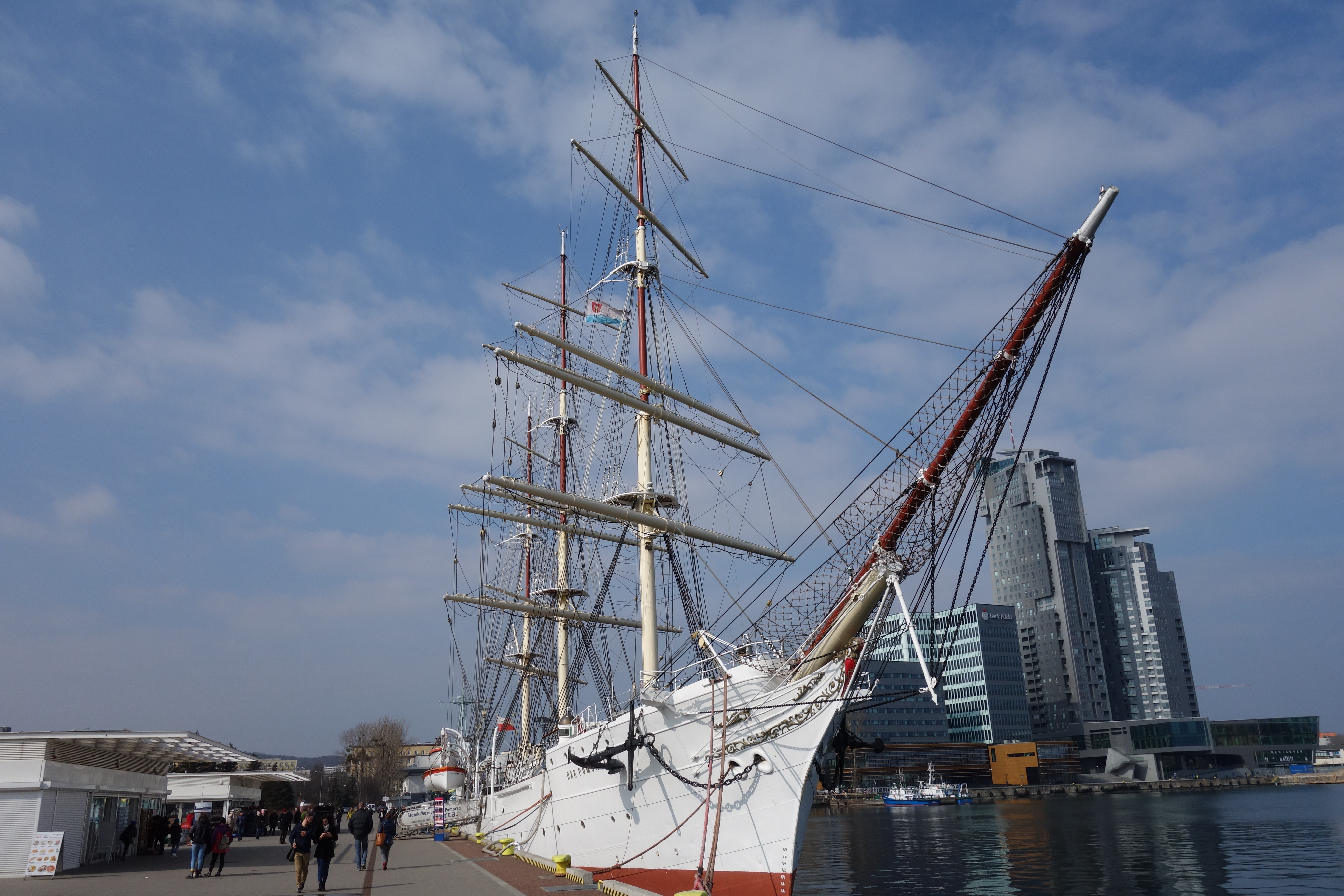
Dar Pomorza

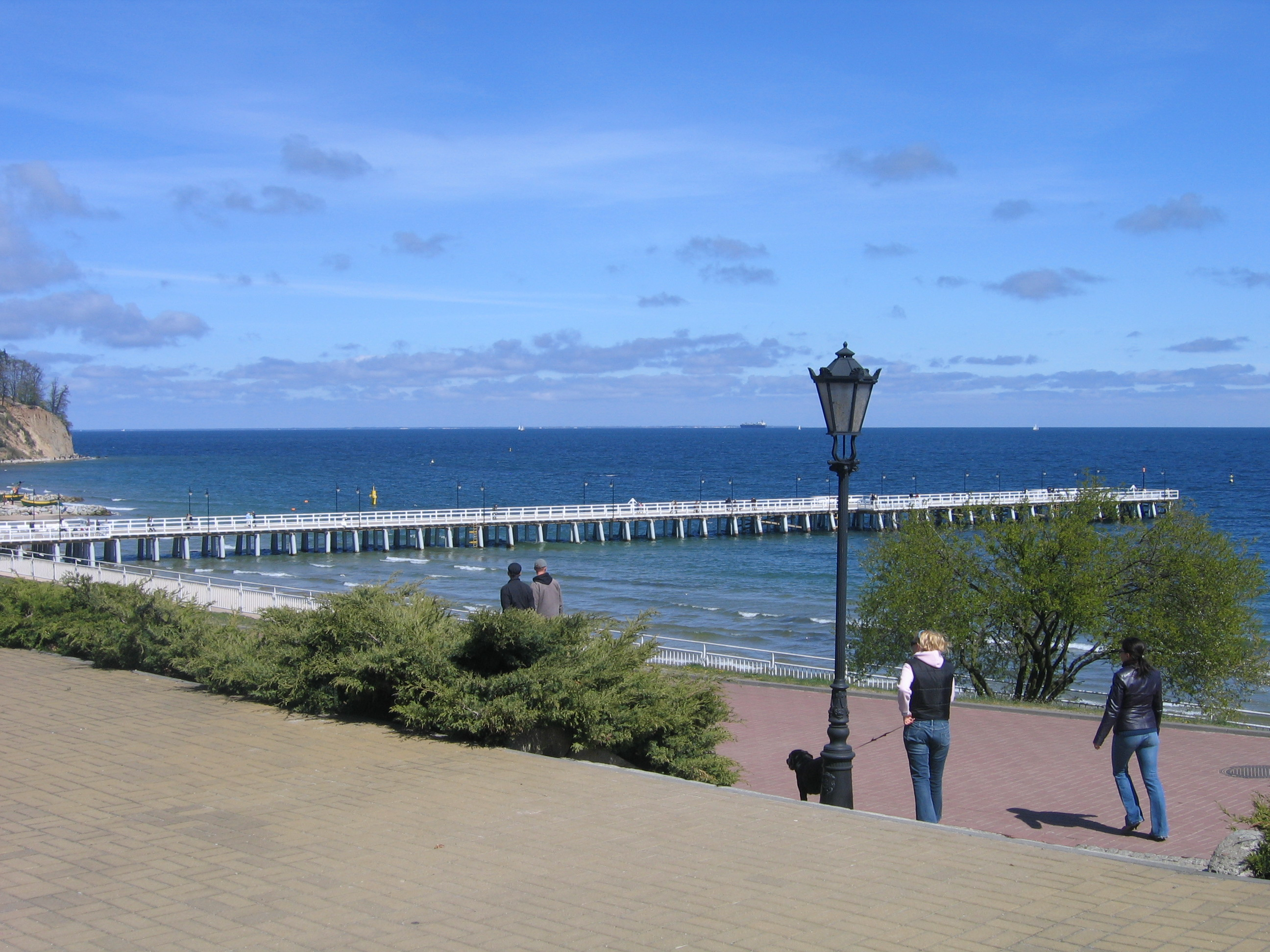
Píer em Orłowo

Gdynia tem extensas áreas de caminhada na costa. Entre elas está o Píer Sul, uma extensão da praça Kościuszko, onde estão atracados navios-museu — o destróier “ORP Błyskawica” e o veleiro “Dar Pomorza”. O Píer Sul também abriga o Aquário de Gdynia, e os navios da frota branca partem dela para para Hel. O treinamento de navegação é oferecido na marina de Gdynia e os iates também podem ser alugados. As rotas de caminhada para os moradores incluem o Bulevar à beira-mar e vários quilômetros de praias de areia que se estendem até Sopot e Gdansk. O porto também é acessível — no Cais Francês, onde os transatlânticos poloneses costumavam atracar, grandes navios de cruzeiro atracam na temporada. A área ao redor do escritório do capitão do porto é acessível a todos. Do Cais de Pilotagem, você pode observar os navios que entram e saem e ter um vislumbre do porto de guerra de Gdynia. O panorama da cidade pode ser admirado de Kamienna Góra, uma vila e distrito de parques de Gdynia. Na parte norte da cidade, no distrito de Babie Doły, a cerca de 300 m da costa, há as ruínas de uma casa de torpedos alemã (a segunda casa de torpedos em Oksywie pertence à Marinha). Gdynia é bem conectada com o resto da Tricidade — o trem SKM de Gdynia Główna leva 14 minutos para Sopot e 35 minutos para Gdansk. É uma das quatro cidades polonesas com uma rede de trólebus. Em 2013, um infobox foi construído na rua Świętojańska a um custo de 8 milhões de PLN — um edifício composto por 3 contêineres, com um modelo de 8 × 4 m da cidade, uma área de recreação para crianças, um centro de informações culturais e uma torre de observação de 22 metros de altura com um elevador panorâmico.
Em Gdynia, foram designadas quatro praias de banho de verão protegidas à beira-mar: Gdynia Śródmieście, Gdynia Redłowo, Gdynia Orłowo, Gdynia Babie Doły.
Nas fronteiras administrativas de Gdynia, bem como ao redor da cidade, há florestas e áreas verdes, bem como uma paisagem montanhosa, um remanescente de um vale próglacial pós-glacial.

### Hotéis

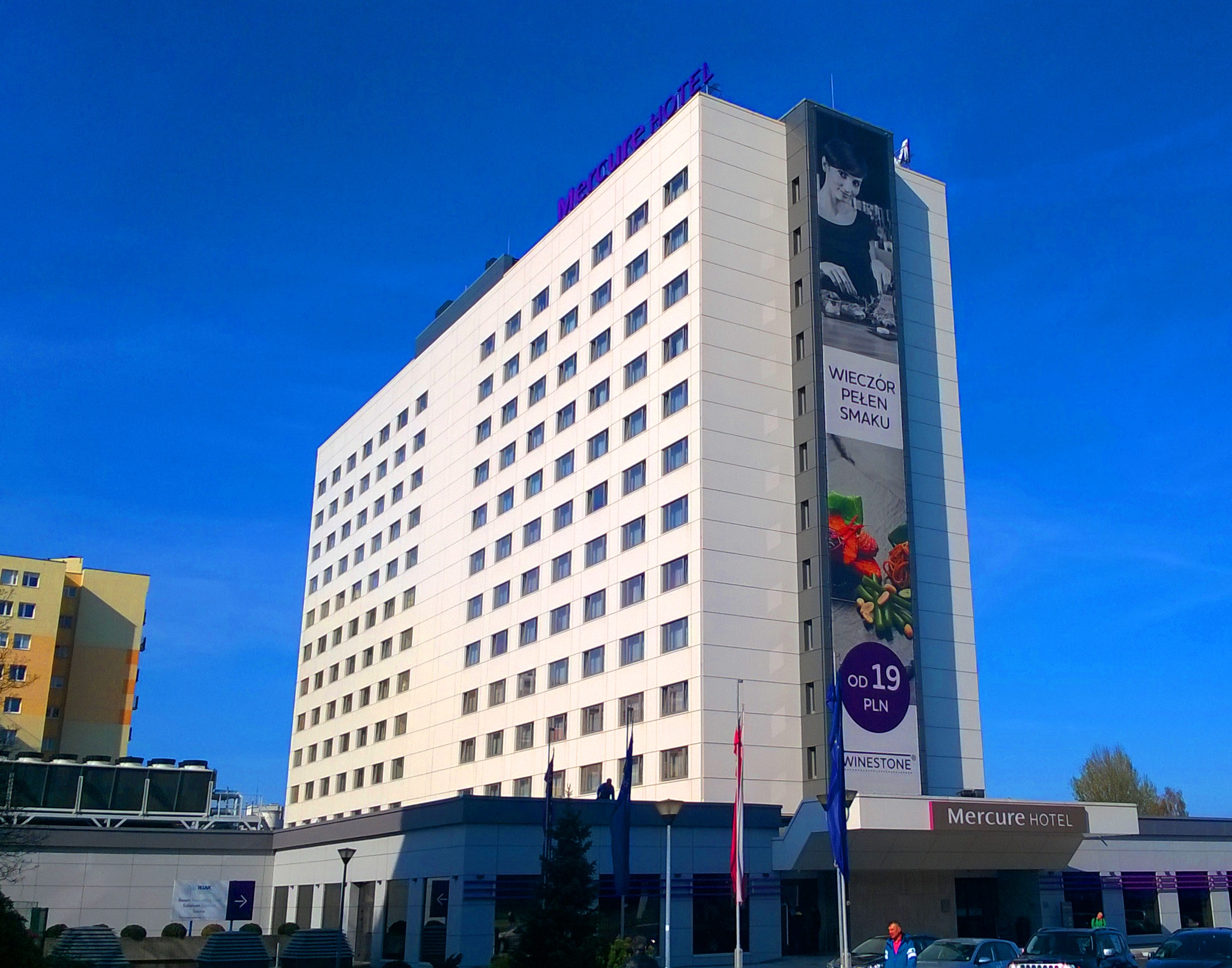
Hotel Mercure Gdynia

A base hoteleira da cidade de Gdynia em 2024 consiste em: 1 instalação cinco estrelas (Hotel Quadrille Relais & Châteaux), 4 instalações quatro estrelas (Hotel Courtyard by Marriott Gdynia Waterfront, Hotel My Story Gdynia, Hotel Nadmorski, Hotel Różany Gaj), 9 instalações três estrelas (Hotel Antares, Hotel Blick, Hotel Gdynia Boutique, Hotel Hotton, Hotel Jakubowy, Hotel Kuracyjny, Hotel Mercure Gdynia Centrum, Hotel Morski, Hotel Willa Lubicz) e 2 instalações duas estrelas (Hotel Baltic, Hotel Dom Marynarza).

### Trilhas
- Trilha Tricidade (45,9 km): Estação ferroviária Gdynia PKP — Estação ferroviária Gdansk PKP
- Wejherowo (55 km): Sopot Kamienny Potok SKM — Estação ferroviária Wejherowo PKP
- Zagórska Struga (56 km): Gdynia Wzgórze Św. Maksymiliana SKM — Estação ferroviária Wejherowo
- Trilha Źródło Marii (10,5 km): Gdynia Wielki Kack — Gdańsk Osowa PKP
- Trilha Kępa Redłowska (12,6 km): Gdynia Skwer Kościuszki — Gdynia Mały Kack

#### Ciclovias
Caminhos em áreas florestais
- Bernadowo – Mały Kack (4,8 km)
- Bernadowo – Orłowo (4,5 km)
- Chwarzno – Działki Leśne (3,4 km)
- Chylonia – cruzamento das trilhas florestais 6 e 7 (3,6 km)
- Dąbrowa – Chwarzno (2,9 km)
- Demptowo – Chwarzno (3,1 km)
- Gołębiewo – praia de Gdynia (5,6 km)
- Karwiny – Obwodnica Trójmiasta (4,2 km)
- Osowa – Źródło Marii (4,4 km)
- Polanka Redłowska – Orłowo (3,4 km)
- Pustki Cisowskie – Cisowa (4,4 km)
- Wiczlino – Chwarzno (2,6 km)
- Wielki Kack – Dąbrowa (8,7 km)
- Wielki Kack – Osowa (4,4 km)
- Wielki Kack – Witomino-Leśniczówka (3,1 km)
- Witomino – Chwarzno (3,7 km)
- Witomino – Demptowo (3,6 km)

Total: 70,4 km
Trilhas de comunicação
- Avenida Piłsudski (0,6 km)
- Avenida Zwycięstwa (3,6 km)

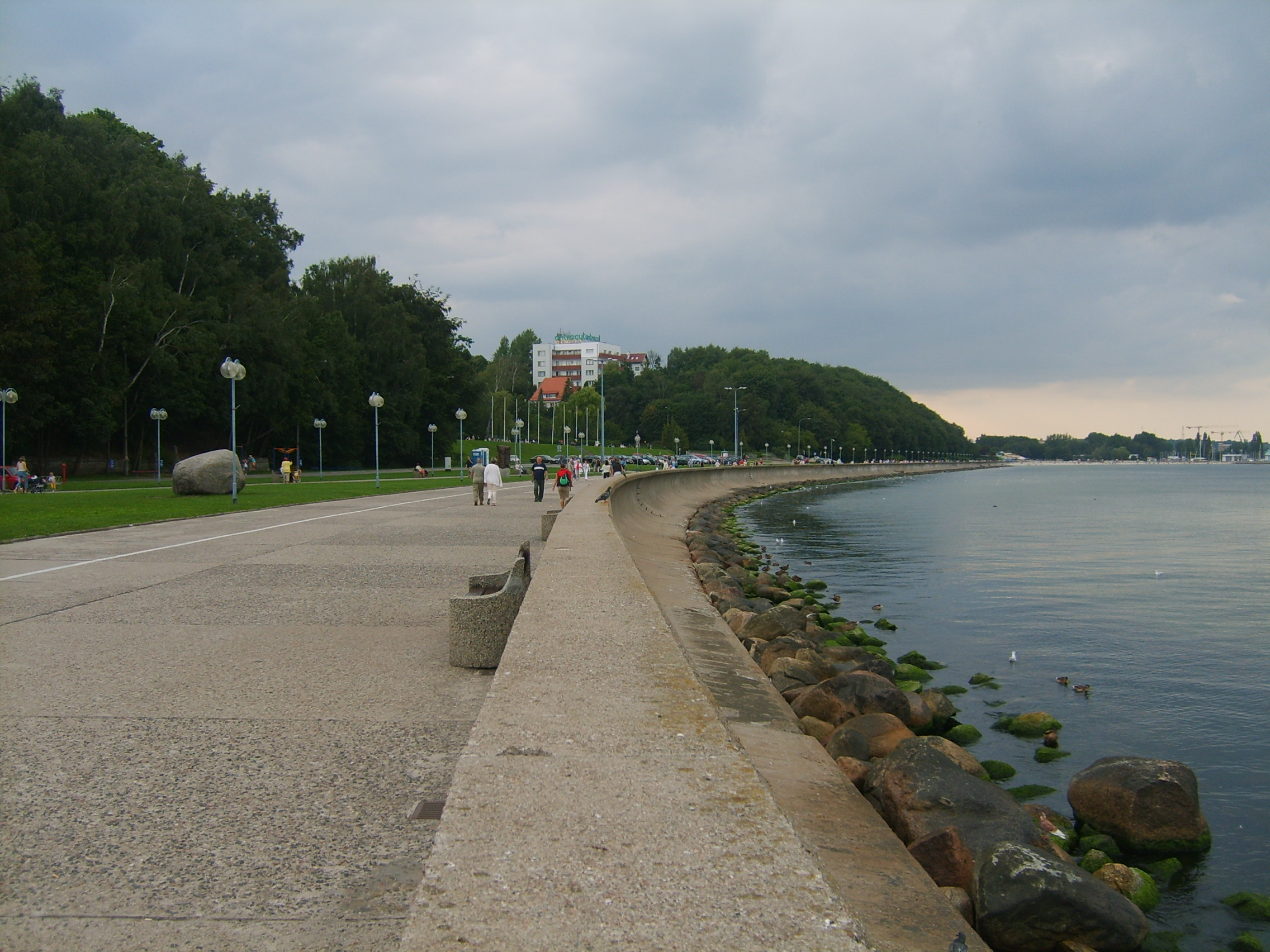
Boulevard à beira-mar Feliks Nowowiejski

- Boulevard à beira-mar Feliks Nowowiejski (1,5 km)
- Rua Chwarznieńska (0,38 km)
- Rua Dickmana (1,6 km)
- Rua Kielecka (1,6 km)
- Rua Morska (8,8 km)
- Rua Śląska (1,3 km)
- RuaWiczlińska (0,5 km)
- Rua Wielkopolska – ul. Chwaszczyńska (3,8 km)
- Rua Władysława IV (0,9 km)
- Rua Zielona (2,6 km)

Total: 27,18 km

### Encontros de viajantes
Desde 1999, o Encontro Nacional de Viajantes, Marinheiros e Montanhistas — Kolosy — é realizado no início da primavera.

## Natureza

### Parque paisagístico e reservas
- Parque paisagístico da Tricidade: foi criado em 1979. Sua área total é de 20.104 hectares. O parque cobre parte de um planalto de morena com sua zona de borda, dentro da qual há várias clivagens de erosão com vales geomorfológicos e paisagísticos muito atraentes. As comunidades de vegetação mais comuns são fitocenoses de florestas de faia-carvalho, faia e carvalho-carpinteiro, com florestas ciliares de amieiro-cinzento encontradas no fundo dos cortes. Na área do parque, nas fronteiras administrativas de Gdynia, há três reservas naturais e mais de uma dúzia de monumentos naturais. A localização do parque e o acúmulo de objetos naturais fazem dele uma das áreas mais interessantes para pesquisa da natureza e proteção ambiental.
- Reserva Natural Kępa Redłowska: é uma reserva paisagística criada em 1938 com uma área de 118,16 ha. Localizada nos limites administrativos de Gdynia, entre Orłowo e Kamienna Góra. O objetivo da proteção é preservar as florestas naturais de faias e as plantações de sorveira-sueca e espinheiro-marítimo. A reserva oferece uma oportunidade de observar o panorama de Gdynia e os processos de abrasão do mar. É a primeira reserva criada na voivodia de Gdansk e uma das mais antigas da Polônia.
- Reserva natural Kacze Łęgi: essa é uma reserva florestal e de flora com uma área de 8,97 hectares criada em 1983, localizada no vale do rio Kaczej. Inclui uma seção do córrego com um pequeno afluente e um fragmento bem preservado de mata ciliar com um impressionante conjunto de árvores e muitas árvores monumentais. A reserva protege um remanescente da antiga vegetação de vales fluviais (olmo ripário) na forma típica da vegetação do fundo de pequenos vales fluviais.
- Reserva Natural de Cisowa: uma reserva florestal com uma área de 24,76 hectares, criada em 1983 para preservar fragmentos de floresta ripária de faia e freixo e plantas raras e protegidas.

### Penhascos

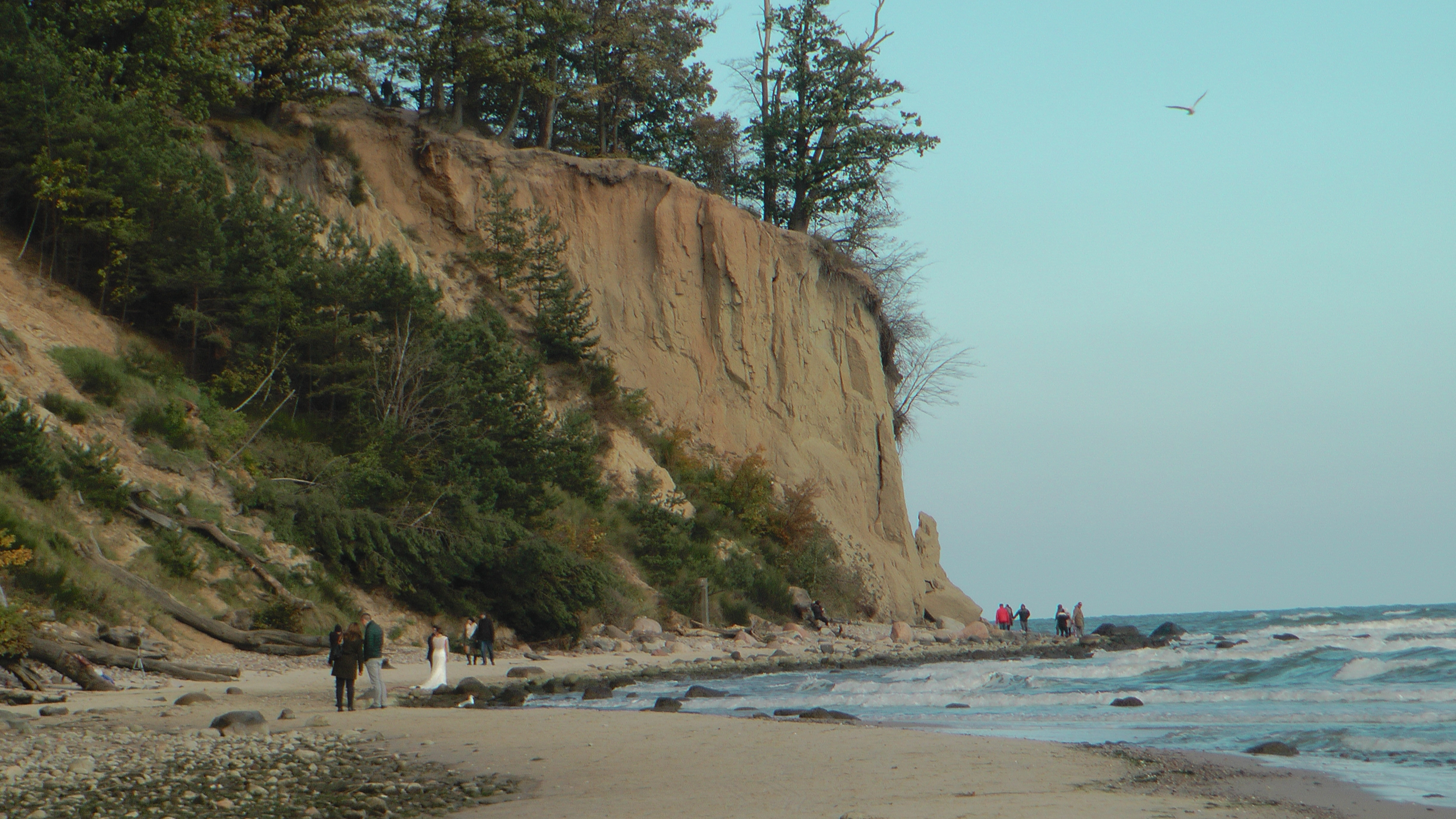
Penhasco Orłowski

As estruturas naturais são encontradas somente na zona costeira e os locais primários mais naturais são os penhascos. As condições do habitat resultaram na formação de fitocenoses com muitas espécies de plantas raras e protegidas. Os penhascos ativos, em especial o penhasco Orłowski, são uma fonte de conhecimento geológico de encher os olhos. Tanto os penhascos ativos quanto os mortos têm valor paisagístico, o que pode qualificá-los para proteção também como complexos de paisagem natural. O penhasco Redłowski tem 60 m de altura.

### Cidade – jardim Kamienna Góra
O complexo inclui a área de Kamienna Góra, que consiste no parque “Kamienna Góra”, as encostas dos penhascos ao lado da baía e um distrito de casas unifamiliares — residências que datam principalmente do período entre guerras. Nas áreas verdes, há fragmentos de árvores naturais que cobrem os penhascos e algumas partes das encostas. As árvores são dominadas por faias, bordos, carvalhos, cerejeiras, sorveiras e carpas. Há várias árvores e arbustos de espécies e variedades ornamentais, como, por exemplo, bordo de folha de freixo, ciprestes, cedros, teixos e zimbros. Entre as áreas verdes, grandes áreas são ocupadas por praças e gramados. Essa parte de Gdynia é considerada bem desenvolvida.

### Complexo de mansões e parques
Está localizado na rua Folwarczna, 2, em Orłowo. O arvoredo consiste principalmente em árvores nativas, como faias, bordos, carpas, amieiros, salgueiros, teixos e choupos, e de espécies não nativas há, entre outras, castanheiras, abetos de Douglas e bosques. Há dois monumentos naturais (castanheiras) e muitas árvores de tamanho monumental (por exemplo, uma faia com diâmetro de 135 cm).

### Complexo de mansões e parques Kolibki

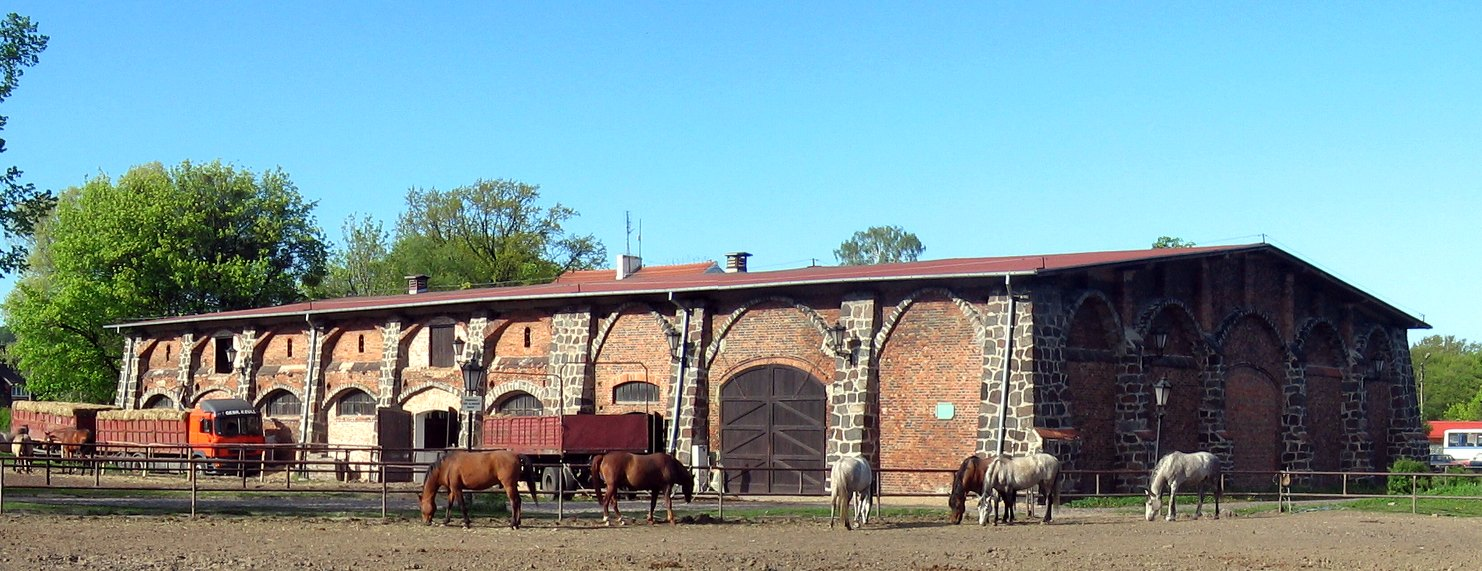
Estábulos em Kolibki

Ele está localizado na avenida Zwycięstwa, 291 (Orłowo — Kolibki). Compreende um complexo de edifícios e o chamado “Parque Marysieńki”. Atualmente, há uma escola de equitação no local. As árvores na área são dominadas por espécies nativas (bordo, faia, carvalho, tília-de-folhas-pequenas, freixo, bordo, sicômoro) com uma pequena mistura de árvores não nativas (por exemplo, castanheiro). Há também um freixo muito antigo na parte leste do parque, que tem o tamanho de uma árvore-monumento (173 cm de diâmetro).

### Praça Plymouth
Localizada na junção da rua Świętojańska e da avenida Piłsudskiego, em frente ao prédio da prefeitura. Seu nome se deve a uma de suas cidades irmãs — a cidade britânica de Plymouth. Em referência ao nome da praça, narcisos importados da Inglaterra e uma cabine telefônica britânica característica foram incorporados à sua paisagem. Um novo local para a Prefeitura já foi planejado na área da praça.

### Parque Conselho Europeu

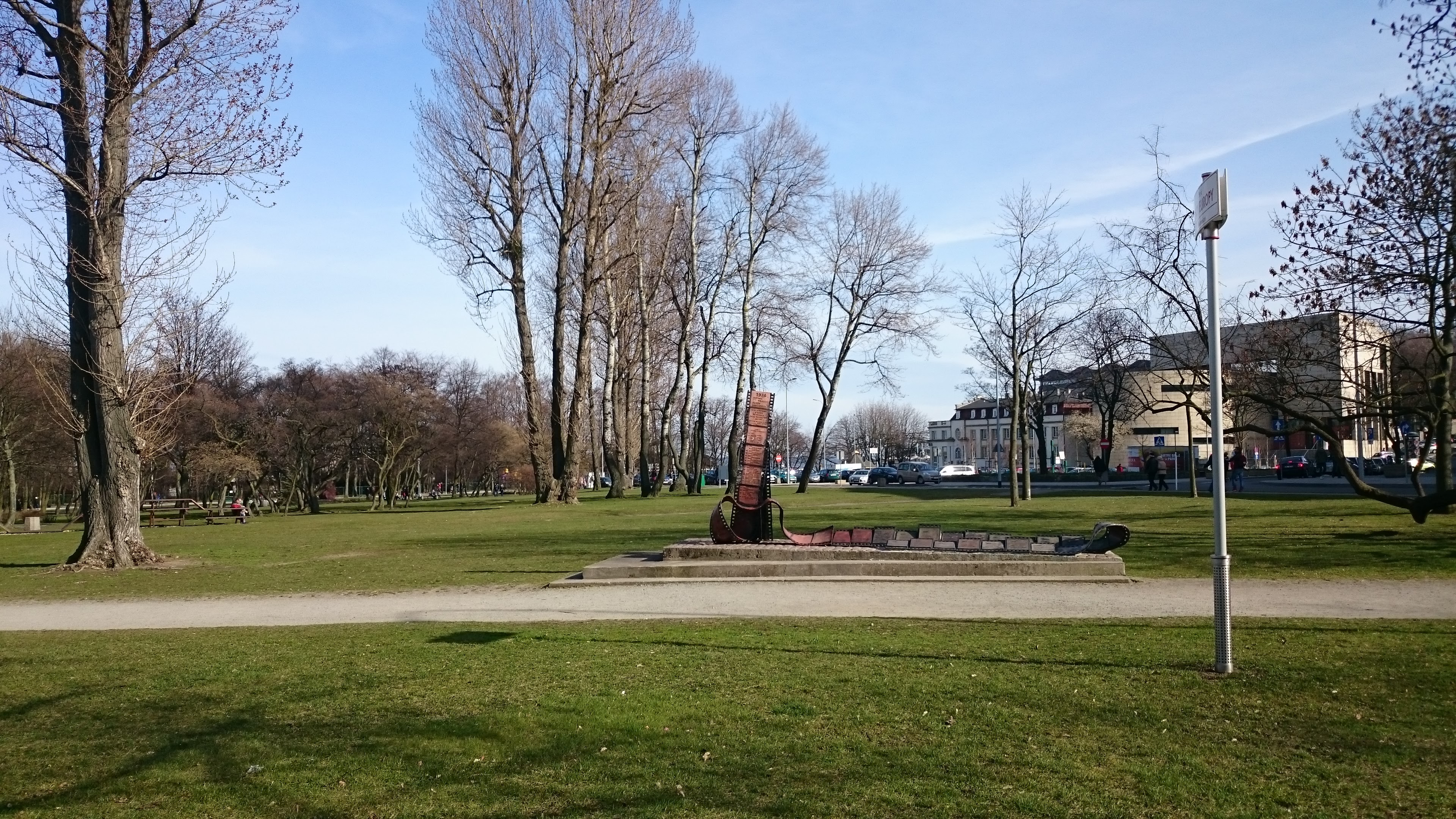
Parque Conselho Europeu

Essa é uma área verde localizada entre o Teatro Musical e a praça Kościuszko, perto do Hotel Gdynia. Ela conecta a cidade com o Boulevard à beira-mar e a praia da cidade. No período entre guerras, esse local foi planejado para uma praça pública representativa, o Fórum Marítimo, que deveria ser cercado por edifícios públicos. Esse fórum deveria ser o local central do Bairro Representativo. Após a Segunda Guerra Mundial, o trabalho sobre o conceito do Fórum Marítimo continuou com a organização de concursos de arquitetura em 1946, 1956 e 1963, entre outros. Em 1961, as vielas do parque foram dispostas, árvores e arbustos foram plantados, e em 1997, por uma resolução do Conselho Municipal de Gdynia, a área foi renomeada como “Parque Conselho da Europa”. Em 2007, o último concurso de arquitetura foi anunciado e o investimento planejado recebeu o nome de “Fórum da Cultura” pelas autoridades da cidade. Como nunca foi construída uma praça pública representativa, o Parque Conselho da Europa foi devolvido em 2019 aos sucessores dos antigos proprietários.

## Arquitetura

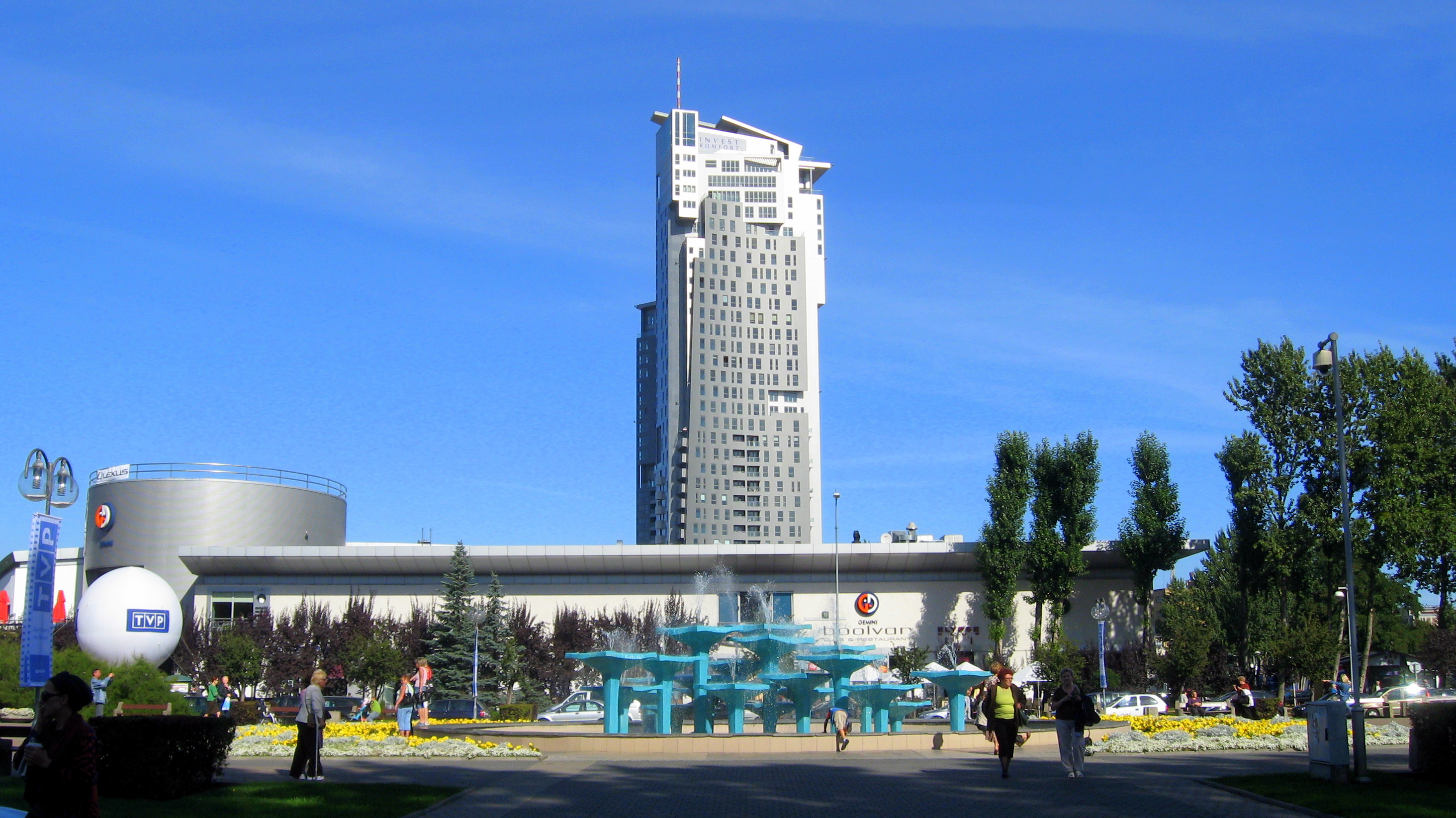
Fonte entre a praça Kościuszko e o Píer Sul, com os edifícios Sea Towers ao fundo

Como uma cidade fundada apenas no período entre guerras, Gdynia é desprovida dos estilos arquitetônicos que caracterizavam as cidades mais antigas. Construída no estilo modernista, foi chamada de cidade branca. Durante a guerra, os edifícios não foram seriamente danificados, graças ao que o centro histórico da cidade foi preservado. Nas décadas de 1970 e 1980, começaram a surgir edifícios com grandes painéis. Há também vários prédios altos na área de Gdynia, incluindo o complexo Sea Towers.

## Segurança

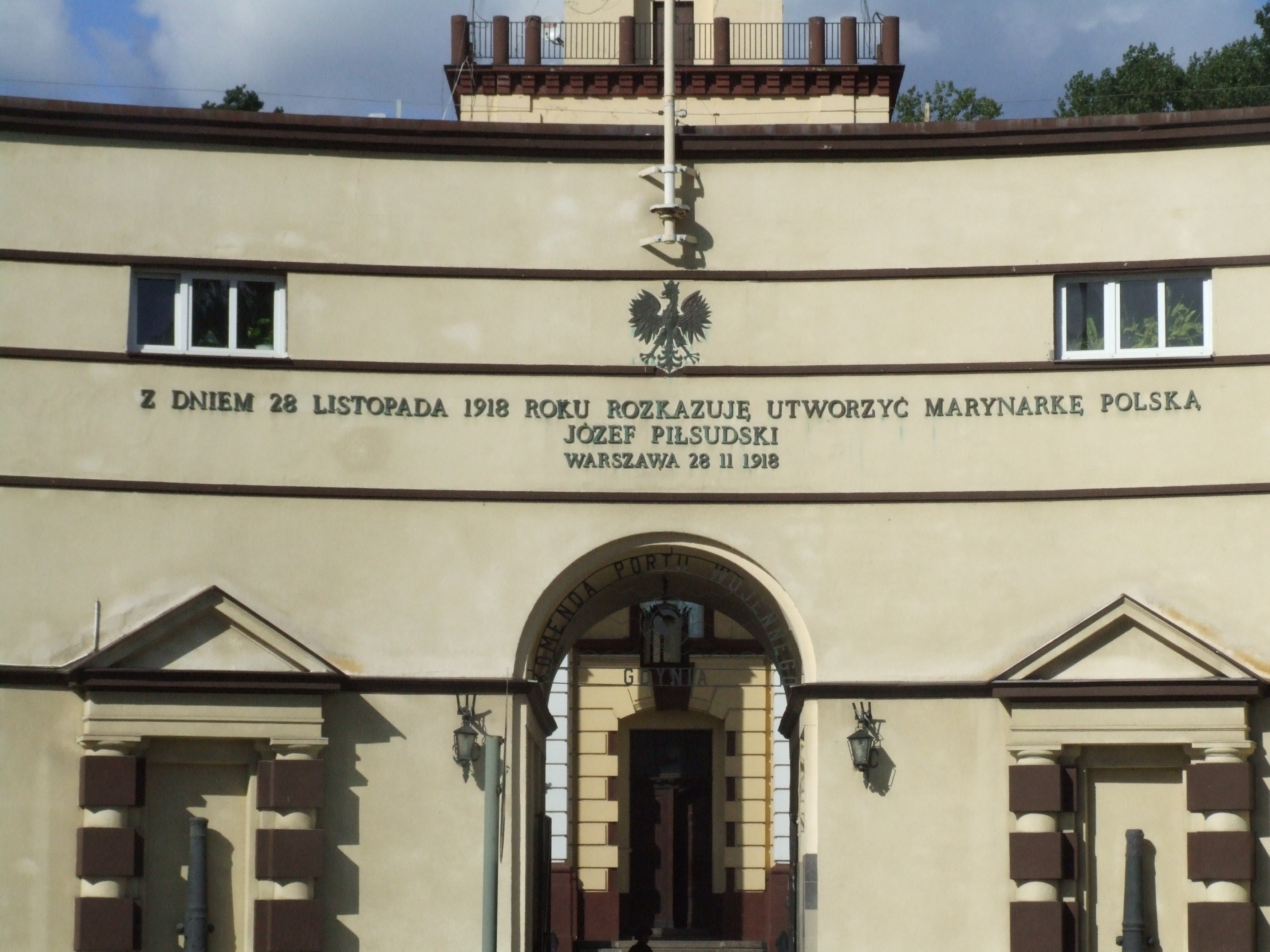
Sede do Porto Naval de Gdynia

### Militares
Há unidades associadas à Marinha da Polônia e unidades auxiliares, bem como aquelas pertencentes às Forças Especiais e à Força Aérea. O porto de guerra de Gdynia é uma das bases navais da Organização do Tratado do Atlântico Norte. Os navios ali estacionados participam de manobras organizadas anualmente, principalmente no mar Báltico.

## Esportes

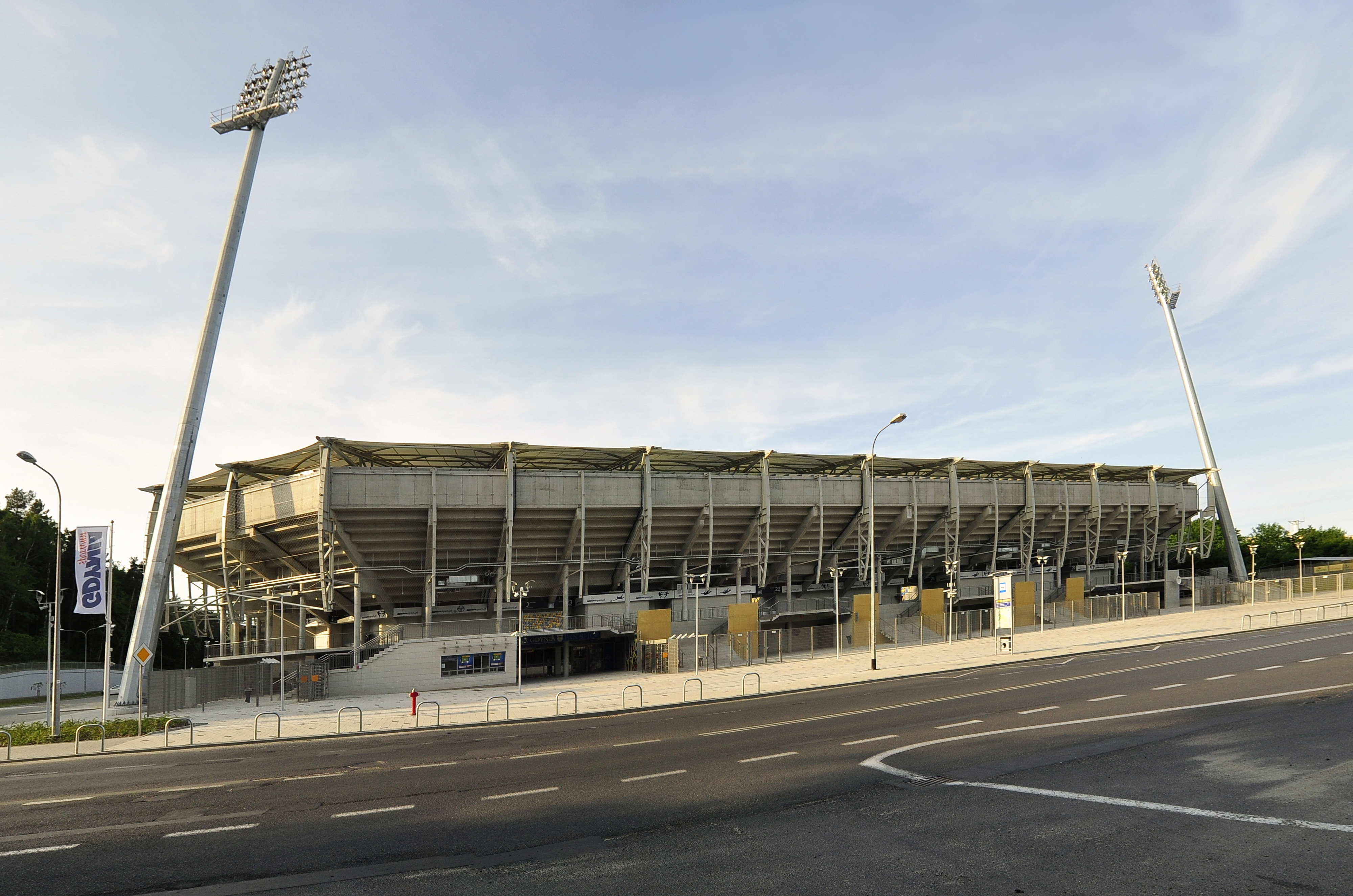
Estádio Municipal de Gdynia

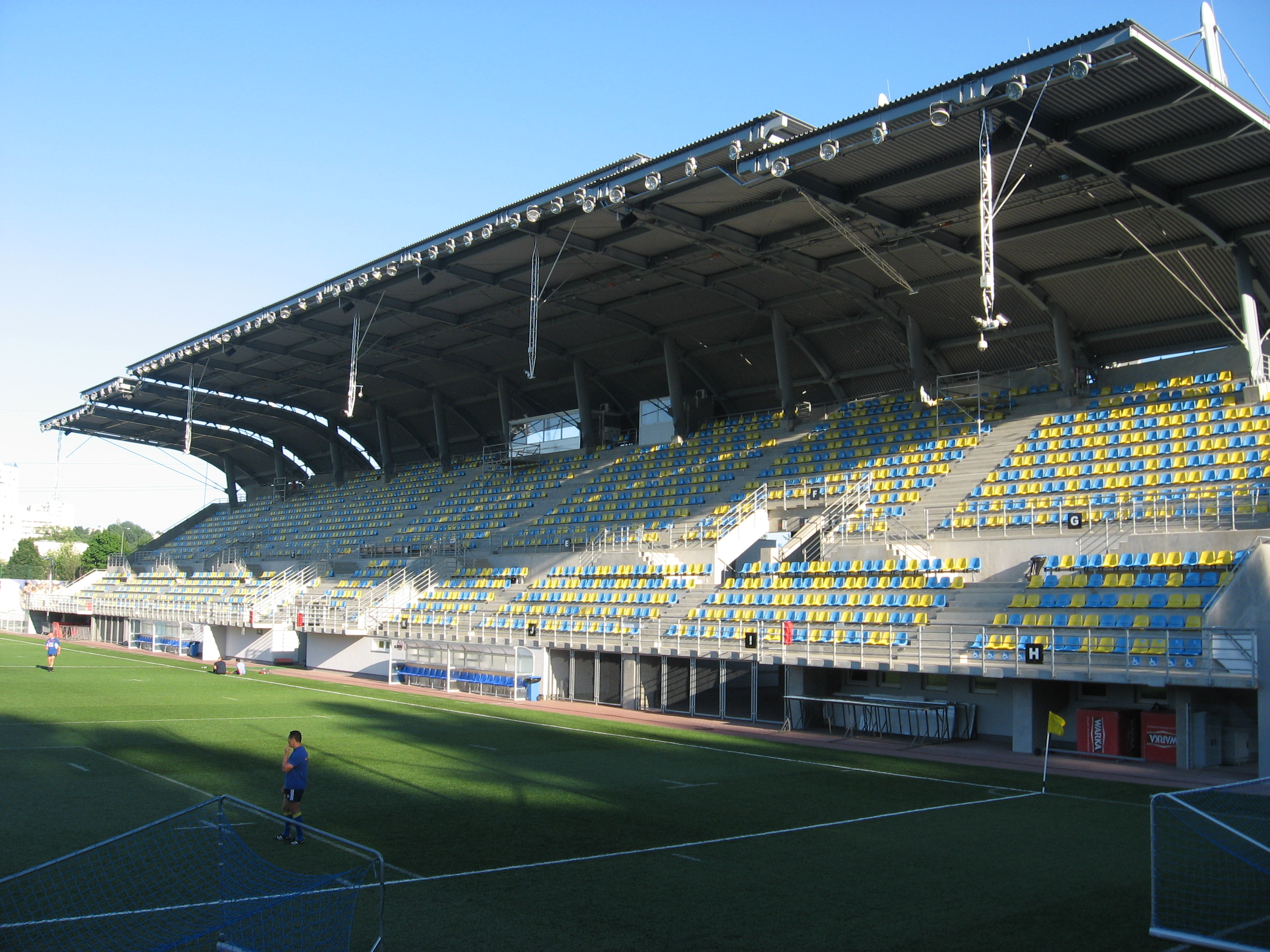
Estádio Nacional de Rúgbi

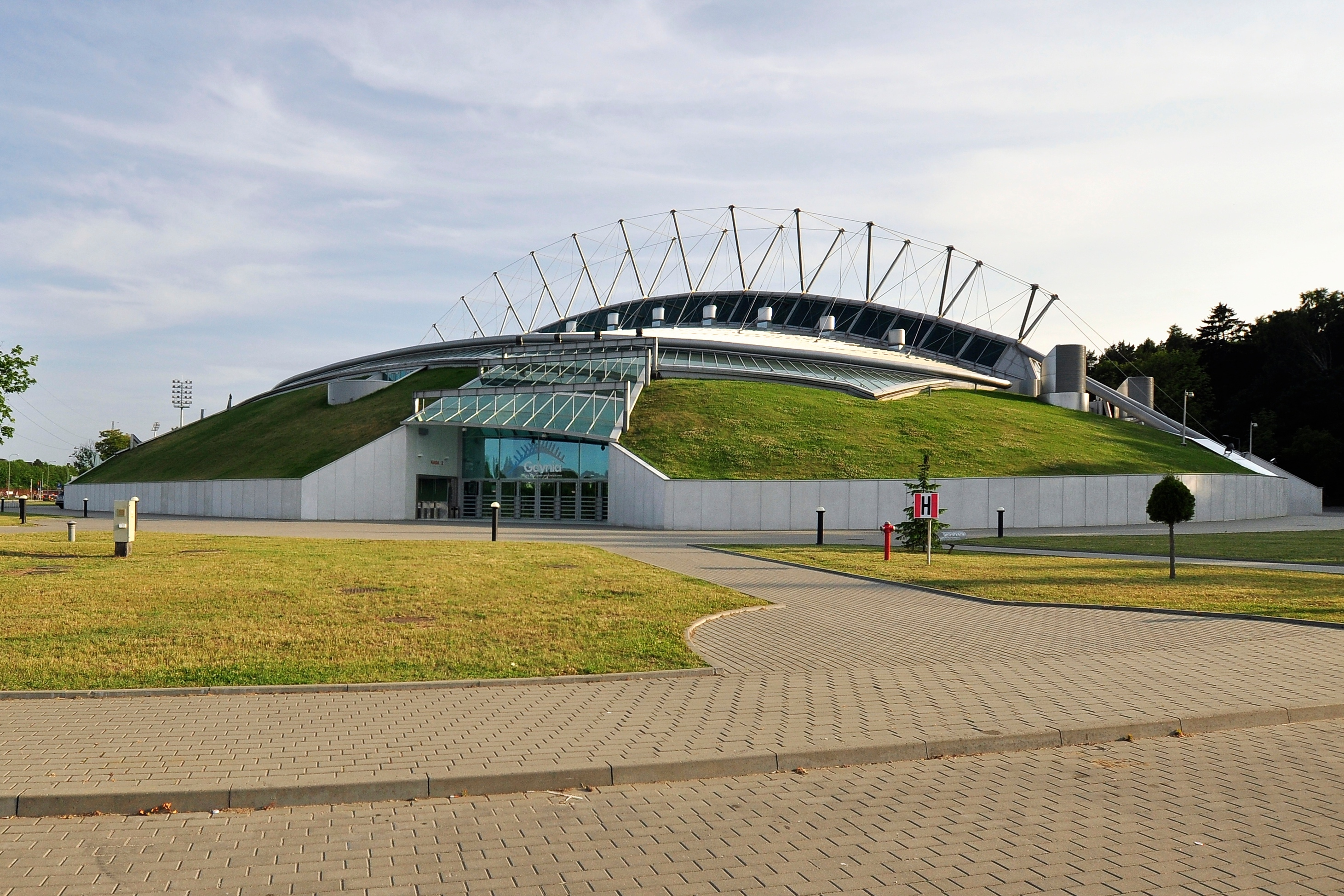
Ginásio de esportes e entretenimento de Gdynia

Há seções e clubes esportivos em Gdynia que representam várias modalidades esportivas, desde futebol até basquetebol e vela. Várias piscinas também foram disponibilizadas aos residentes. Uma funciona na Universidade Marítima, quatro são fornecidas nas instalações de instituições educacionais e as outras duas existem de forma independente.

### Clubes esportivos
Gdynia é representada por vários clubes de futebol, sendo os mais antigos o Arka Gdynia (Copa da Polônia em 1979 e 2017) e o Bałtyk Gdynia. A Associação para a Promoção da Cultura Física “Nauta Gdynia” é um clube de futebol fundado em 1983, que anteriormente jogava nas ligas inferiores de futebol do distrito de Gdansk. Outros clubes existentes incluem o Klub Piłkarski Gdynia e o Pomorzanin Gdynia.
A cidade abriga o clube de rúgbi RC Arka Gdynia, que venceu a Copa das Regiões da Europa em 2005.
O time de basquetebol Arka Gdynia, que joga na Liga de Basquete Feminino e, desde 1999, na Euroliga Feminina, está associado ao Gdynia. Entre 2000 e 2007, havia também um time de basquete masculino, o Viking Gdynia. Devido a razões financeiras, suas atividades foram encerradas em 11 de outubro. Desde a temporada 2009/2010, Gdynia é representada pela equipe Asseco Arka Gdynia, que se mudou de Sopot.
O handebol é representado pela equipe masculina Arki Gdynia. Até 2018, o handebol feminino do Arka Gdynia era representado na Superliga Feminina da PGNiG. Por decisão do Comissário de Jogos da ZPRP, em 8 de novembro de 2018, a equipe foi oficialmente excluída dessas competições.
O Clube Esportivo Estudantil Morswin foi criado para popularizar o arco e flecha entre crianças, jovens e adultos. O atletismo é administrado pelo Clube Esportivo Zorza. Ele oferece treinamento em competições de cross-country a partir de 400 m e financiado pelo orçamento do município de Gdynia. O atletismo também é o domínio do Clube de Atletismo de Gdynia. Seus membros participam de competições provinciais, nacionais e internacionais. O Clube Esportivo Złoty Tur reúne atletas que treinam luta de braço. Os entusiastas do parapente estão associados ao Glide Club Gdynia desde 2002. O clube opera em Gdynia e arredores (incluindo Cassúbia). O treinamento de judô é oferecido pelo Clube Esportivo Estudantil Viking. Outros clubes que também praticam judô e cujos atletas participam de competições incluem o Galeon Gdynia, o UKS Viking, o Opty Gdynia, o Cisowa Gdynia e o Akademia Judo. O Ticada apresenta os segredos do mergulho profissional e formas ativas de turismo. Além de treinar mergulhadores, também oferece treinamento de salva-vidas e tiro e administra uma loja com equipamentos especializados.
As atividades esportivas incluem o Centro Esportivo de Gdynia (antigo Centro Esportivo e Recreativo GOSiR-Gdynia). Ele tem várias instalações esportivas, incluindo o Estádio Municipal de futebol (usado, entre outros, pelos jogadores de futebol do Arka Gdynia) e um estádio de rúgbi. A Gdynia Arena, de propriedade do Conselho Municipal de Gdynia, está localizada em um terreno adjacente.
A localização de Gdynia à beira-mar contribuiu para o surgimento de clubes de vela, como o Clube de Vela Morski “Gryf” e o Yacht Klub Polski. Ambos os clubes têm uma tradição anterior à guerra: o primeiro existe desde 1928 e o segundo foi fundado em 1924. O YKP Gdynia foi originalmente sediado em Varsóvia e seu primeiro comandante foi o general Mariusz Zaruski.
Na Marinha, mas fora da estrutura do Exército polonês, opera a Flota Gdynia. Ela é dividida em setores — do levantamento de peso ao tênis.
Há também os clubes de hóquei GKH Gdynia e HUKS Niedźwiadki em Gdynia. A data não oficial em que o antigo clube foi fundado é 23 de dezembro de 2001. Nesse dia, foi inaugurada a primeira pista de gelo artificial em Gdynia. Ela não era de tamanho normal, mas permitiu as primeiras sessões de treinamento da equipe do Gdynia. O GKH Gdynia participa da Liga de Hóquei Amador da Tricidade desde sua criação em 2005. O maior sucesso da equipe de Gdynia foi o vice-campeonato da liga na temporada 2007/2008.

### Eventos esportivos cíclicos
- Herbalife Triathlon Gdynia

A RedBull Air Race foi realizada em 2014 e 2019.

## Gdynia na cultura

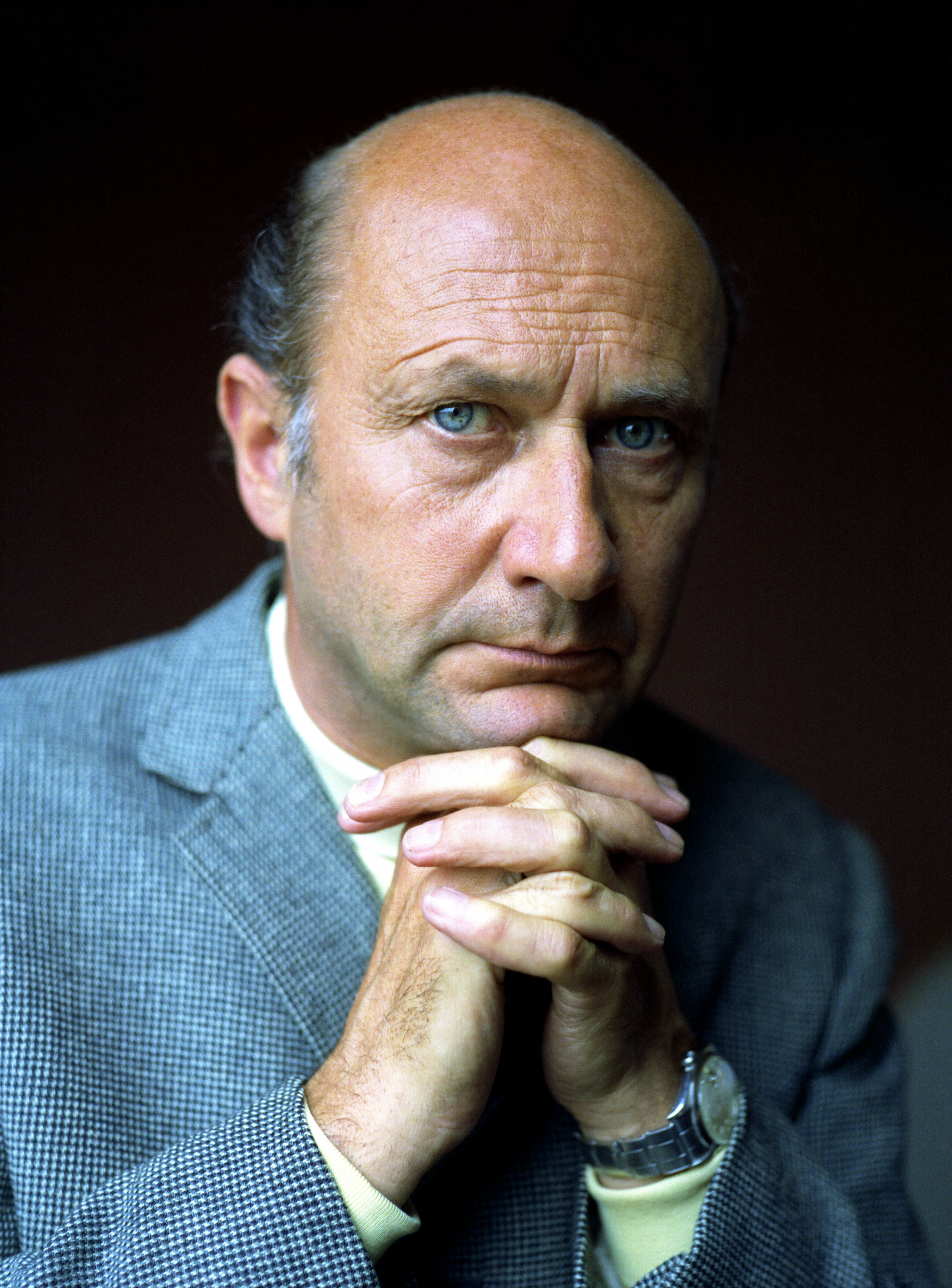
Donald Pleasence, um dos intérpretes do papel de Ernst Stavro Blofeld

- Em 1927, o filme de suspense Zew morza, dirigido por Henryk Szara, foi filmado em Gdynia, Gdansk e Puck. Esse primeiro filme de suspense polonês e o primeiro a ser gravado no mar foi reconstruído digitalmente em 2013.
- No romance Thunderball, de Ian Fleming, Gdynia é o local de nascimento de Ernst Stavro Blofeld, chefe da organização SPECTRE, um dos adversários mais perigosos de James Bond. Isso aconteceu em 1908 (quando, de fato, a cidade ainda não existia).
- Gdynia é o cenário do filme policial Ostatni kurs (Último curso).
- Um episódio da série de TV 07 zgłoś się (Relatório 07) intitulado Por que você matou minha mãe? se passa em Gdynia.
- O longa-metragem Miasto z morza é sobre a criação de Gdynia.
- O destino de Gdynia, desde sua fundação até a guerra, é descrito na trilogia Tak Trzymać!
- Gdynia no tabuleiro do Monopoly World — no outono de 2008. Gdynia foi a primeira cidade polonesa a ser incluída no tabuleiro do Monopoly.[199]

## Comunas vizinhas
Gdańsk, Kosakowo, Rumia, Sopot, Szemud, Wejherowo, Żukowo